# Liste von Burgen und Schlössern in Irland
Diese Liste führt Burgen und Schlösser in der Republik Irland auf (zu Burgen und Schlössern in Nordirland siehe die Liste von Burgen und Schlössern im Vereinigten Königreich).
Für Irland ist der Typ von Tower Houses prägend. Neben den älteren Motten, werden im anglonormannischen Raum noch Motte-and-Bailey Burgen (Motten mit Vorburg bzw. Wirtschaftshof innerhalb des Sicherungswalles), sogenannte Ringwork (dem deutschen Begriff Erdwerk oder Wallburg gleich und ungleich den vorzeitlichen Ráth oder Ringfort), anglonormannische Burgen des 11. und 12. Jahrhunderts und einfach Castle’s unterschieden. Dabei wird beim Begriff Castle meist nicht zwischen Burgen und Schlössern unterschieden, wie das im kontinentaleuropäischen Raum der Fall ist. Eine Verteilung der vorgenannten Typen ist über alle Countys sehr unterschiedlich, abhängig von der Besiedlung und den späteren anglonormannischen bzw. den englischen Eroberungen und Besiedlungen. Nur noch von etwa zwei Drittel der bekannten (urkundlich belegten) befestigten Stätten ist ihre genaue Lage bekannt oder sie sind, zumindest als Ruinen, erhalten.
Eine besondere Form sind befestigte oder burglich ausgebaute Crannógs, die vielfach in Irland auftreten. Ihre Entstehungszeit und Nutzungsdauer reicht dabei unterschiedlich vom Neolithikum bis ins Hochmittelalter. Ebenso ist ihre Nutzung und burgengleiche Ausstattung oft bis heute nicht archäologisch gesichert. Wo Crannógs als Inselburgen des Mittelalters aufgefasst werden können, werden sie in diese Übersicht aufgenommen.
Diese Liste ist bei weitem noch nicht vollständig. Die Auflistung orientiert sich am Verzeichnis der Datenbank des Historic Environment Viewer des Irischen National Monuments Service, in dem alle irischen nationalen Denkmäler gelistet sind. Sie können dabei einfach als Denkmal gelistet sein oder einen gehobeneren Status als „National Monument“ im Sinne des National Monuments Acts 1930 to 2004 haben. Es werden auch einzelne County-Datenbanken, wie z. B. Clare Archaeology der Clare County Library herangezogen.
Das irische Heritage Council ist dabei für die Erarbeitung von landesweiten Strategien zuständig, um Denkmalschutz, Vermittlung und Forschung bestmöglich zu steuern bzw. zu vernetzen. Ziel des Council ist nicht nur das öffentliche Interesse am Kulturerbe des Landes wecken, sondern auch eine gezielte Zusammenarbeit mit lokalen Behörden, um diese beim Schutz und Erhalt des kulturellen Erbes zu stärken. Etwa 70 irische Burgen und Schlösser sind dabei als National Monument eingestuft.

## Nach County

### County Carlow
Bestand am: 1. August 2023 | 6 (von 13)
| Name                                                                                 | Koordinaten                 | Ort                                                                      | Typ         | Entstehungszeit | Erhaltungszustand und Kurzbeschreibung | Bild        |
| ------------------------------------------------------------------------------------ | --------------------------- | ------------------------------------------------------------------------ | ----------- | --------------- | --- | ----------- |
| Ballyloo Castle                                                                      | 52° 46′ 28″ N, 6° 53′ 58″ W | Ballybolger, Ballyloo                                                    | Burg        | um 1390         | Burgstall einer Burg (vermutlich ein Festes Haus) von 1390 von Art Óg mac Murchadha Caomhánach, König von Leinster, war Stammsitz des Cavanagh Clans                      |             |
| Ballyloughan Castle (irisch: Caisleán Bhaile an Locháin)                             | 52° 40′ 23″ N, 6° 53′ 54″ W | Muine Bheag                                                              | Burg        |                 | Burgruine, Torhaus erhalten | Mehr Bilder |
| Ballymoon Castle (irisch: Caisleán Bhaile Muáin)                                     | 52° 42′ 1″ N, 6° 54′ 24″ W  | Ballywilliamroe                                                          | Burg        |                 | Ruine einer kastellförmigen Burg, umlaufende Burgmauer im Wesentlichen vorhanden                                                                                          | Mehr Bilder |
| Carlow Castle (irisch: Caisleán Cheatharlach)                                        | 52° 50′ 11″ N, 6° 56′ 22″ W | Carlow                                                                   | Burg        | 1207–1213       | Burgruine | Mehr Bilder |
| Castlemore House                                                                     | 52° 48′ 1″ N, 6° 46′ 14″ W  | Tullow-Castlemore                                                        | Schloss     | 19. Jahrhundert | In Ruinen liegendes zweistöckiges Landschloss mit Zinnenkranz des 19. Jahrhunderts westlich Tullow                                                                        |             |
| Castlemore Moat (irisch: Ráth an Chaisleáin Mhóir)                                   | 52° 48′ 34″ N, 6° 46′ 21″ W | Tullow-Castlemore                                                        | Ráth        | 12. Jahrhundert | Abgegangene Motte des 12. Jahrhunderts, Wälle sichtbar |             |
| Cloghgrenan Castle (auch: Gloughgrenane, Clogrennane, Clogrenan oder Clogrennan)     | 52° 48′ 34″ N, 6° 57′ 57″ W | südwestlich Carlow am River Barrow auf der Countygrenze zum County Laois | Burg        |                 | Burgstall, abgegangen - nur das gotische Eingangstor erhalten, Nationales Monument                                                                                        |             |
| Clonmore Castle                                                                      | 52° 49′ 41″ N, 6° 34′ 31″ W | Clonmore                                                                 | Burg        |                 | Ruine einer kastellförmigen Burg |             |
| Garryhill Castle (auch Fenagh Castle)                                                | 52° 40′ 41″ N, 6° 50′ 53″ W | Booldurragh, Hollybrook, östlich Garyhill                                | Burg        |                 | Abgegangene Kleinburg des 14. Jahrhunderts, heute mit Garyhill House und Park überbaut                                                                                    |             |
| Huntington Castle (auch Clonegal Castle, irisch: Caisleán Chluain na nGall)          | 52° 41′ 25″ N, 6° 38′ 57″ W | Clonegal                                                                 | Burg        | 1625            | Ursprüngliches Tower House des 15. Jahrhunderts, später als Burg bzw. als „Plantation Castle“ Anfang des 17. Jahrhunderts erweitert, erhalten, Privatbesitz, Gartenanlage | Mehr Bilder |
| Leighlinbridge Castle (auch: Black Castle, irisch: Caisleán Leithghlinn an Droichid) | 52° 44′ 9″ N, 6° 58′ 40″ W  | Leighlinbridge                                                           | Burg        | um 1180         | Burgruine an Brückenübergang am River Barrow, die ca. 15 Meter hohe Ruine des Burgturmes und eine Seite der Umfassungsmauer existieren noch.                              | Mehr Bilder |
| Rathnageeragh Castle                                                                 | 52° 39′ 19″ N, 6° 49′ 20″ W | Hollybrook                                                               | Tower House |                 | Ruine eines Tower Houses |             |
| Tinnahinch Castle                                                                    | 52° 32′ 15″ N, 6° 57′ 26″ W | Tinnahinch                                                               | Tower House |                 | Ruine eines Tower Houses am Barrow River | Mehr Bilder |

### County Cavan

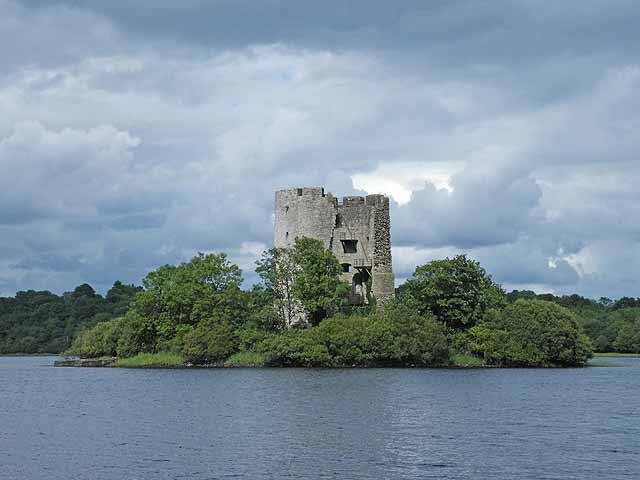
Clogh Oughter Castle

- Castle Bagshawe, Belturbet, abgegangene Motte auf der Flussinsel Turbet Island im Fluss Erne, und ein ebenfalls abgegangenes Towerhouse des 16. Jahrhunderts gegenüber der Flussinsel. (Lage: 54° 6′ 2″ N, 7° 27′ 0″ W)
- Bailieborough Castle (irisch: Caisleán Choill an Chollaigh), Bailieborough, 1918 nach Brand abgerissenes Landschloss von 1629 (Lage: 53° 55′ 45″ N, 6° 59′ 27″ W)
- Ballyconnell Castle, Ballyconnell, abgegangene Burg von 1620 für Walter Talbot, im 18. Jahrhundert zerstört und mit dem Ballyconnell House überbaut, (Lage: 54° 6′ 59″ N, 7° 34′ 48″ W)
- Bellanacargy Castle (auch: Castle Carrick), Bellanacargy, Caragh, abgegangene Burg am Ufer des Annalee River (vermutlich Tower House mit zwei Ecktürmen und Bawn), O'Reilly Castle des 16. Jahrhunderts, angeblich von Cromwell's Truppen zerstört[8] (Lage: 54° 2′ 49″ N, 7° 16′ 8″ W)
- Cabra Castle (irisch: Caisleán na Cabraí, auch: Cormey Castle), Cabra, Schloss, erhalten: Luxushotel (Lage: 53° 55′ 10″ N, 6° 47′ 8″ W)
- Motte Castlerahan, Castlerahan, Cornacreeve, Burghügel einer größeren Motte neben dem alten Friedhof[9] (Lage: 53° 49′ 28″ N, 7° 11′ 18″ W)
- Cloghballybeg Castle (Mullagh Castle), Nordwestecke des Mullagh Lough, Burg der O'Reilly's von 1485, an King James 1605, später als Herrenhaus für Sir William Taaffes plantation estate. In den Cromwell-Kriegen zerstört, Burgstall (Vorgänger vielleicht das Promontory Inland Fort der nördlichen Halbinselim Mullagh Lough)[10] (Lage: 53° 49′ 0″ N, 6° 58′ 37″ W)
- Cloughoughter Castle, Ruine einer Turmburg des 13. Jahrhunderts auf Crannóg im Lough Oughter (Lage: 54° 1′ 7″ N, 7° 27′ 17″ W)
- Cordoagh Castle, Cordoagh, Burg (oder Motte) des 15. Jahrhunderts, Ende des 17. Jahrhunderts abgegangen[11] (Lage: 53° 54′ 28″ N, 6° 51′ 48″ W)
- Castle Cosby, Shercock, abgegangene Burg/Tower House des Cosby Clans des 17. Jahrhunderts von den Nachfahren des Francis Cosby (siehe Massaker von Mullaghmast), keine Spuren[12]; nach anderen Angaben von Sir Henry Piers gebaut, heute Platz der katholischen St. Patrick Kirche von Shercock-Lisdrumskea[13] (Lage: 53° 59′ 47″ N, 6° 54′ 4″ W)
- Crover Castle, Insel im Lough Sheelin, (Lage: 53° 48′ 57″ N, 7° 17′ 6″ W)
- Dungummin Upper Castle[14], Dungummin Lower, Kildorough, Abgegangene Burg (geringe überwucherte Reste) (Lage: 53° 48′ 3″ N, 7° 13′ 19″ W)
- Farnham Castle (County Cavan) (ursprünglich: Dromellan Castle), Landschloss des 17. Jahrhunderts, Teile in das heutige Farnham House (Farnham Estate)[15] integriert[16] (Lage: 54° 0′ 7″ N, 7° 24′ 0″ W)
- Castle Hamilton, östlich Killeshandra, abgegangene Burg (eingemauertes Wappen noch vorhanden), daraus die Farm und Landschloss mit Zinnenmauer und Torbogen mit leerem Wappenschild im Tympanon (1610, 1740, 1789, 1851) entstanden; unter Denkmalschutz stehendes, 750 m westlich gelegenes Zugangs-Gate.[17] (Lage: 54° 0′ 48″ N, 7° 30′ 51″ W)
- Lismore Castle (Co. Cavan), Lismore Demesne, Crossdoney, abgegangenes, ehemals dreistöckiges, Tower House (spätestens 17. Jahrhundert), Abbruch möglicherweise für das nebenstehende Lismore House benutzt[18] (Lage: 53° 57′ 10″ N, 7° 26′ 28″ W)
- Port Island Castle (auch: Castle of Inis-Ochta), Insel Port im Lough Macnean Upper (Countygrenze zu Leitrim und Grenze zu Nordirland), Ruinenreste einer kleinen Inselturmburg[19] (Lage: 54° 18′ 0″ N, 7° 57′ 0″ W)
- Motte Racraveen (auch: Rathknavyn Castle[20]), Racraveen, Reste einer Motte mit Überresten eines steinernen Turms (wird mit einem urkundlichen Nugent Castle gleichgesetzt)[9], Motte in einer Biegung des Inny River (Lage: 53° 49′ 33″ N, 7° 15′ 0″ W)
- Castle Saunderson (irisch: Caisleán Shandarsan), Belturbet, ruinöses, aber architektonisch interessantes Landschloss des 19. Jahrhunderts (Lage: 54° 7′ 36″ N, 7° 21′ 35″ W)
- Toneymore Castle (auch: Tonymore Castle), Tonymore (1 km nordwestlich von Clonagonnoll), Tower House-Ruine (Lage: 53° 58′ 34″ N, 7° 23′ 46″ W)
- Tullymongan Castle (auch: O'Reilly Castle), Tullymongan Townland, Canvan, abgegangene Burg, um 1400 erbaut, 1621 waren noch Ruinen urkundlich, genaue Lage unklar[21]
- Tullyvin Castle, Tullyvin, ehemals bedeutendste Burg von um 1450 in der Tullygarvey Barony, im 16. Jahrhundert noch urkundlich, nach der Plantation Mittelpunkt von Moore Manor gewesen, keine Reste[8] (Lage: 54° 3′ 4″ N, 7° 8′ 38″ W)

### County Clare
Die Seiten der Clare County Library geben eine sehr gute Übersicht über Castles (ca. 105 Stück), die als Fortifikation vom frühen Mittelalter bis ins 15. Jahrhundert üblich waren, und im 15. bis 17. Jahrhundert durch Tower House's ohne (ca. 80) und mit (18) Burgmauer (Bawn genannt) ersetzt wurden. Die etwa 314 Cashels (eisenzeitliche bis mittelalterliche Wallburgen), 34 (Coastal) Promontory Forts, 4 Hill Forts (Inland Promontory Forts), 5 Cliff-edge Forts (Promontory Forts auf Felsspornen im Inland) und 224 vorzeitlichen Ringforts sind dabei noch gar nicht erfasst.
- Aharinagh Castle[23]

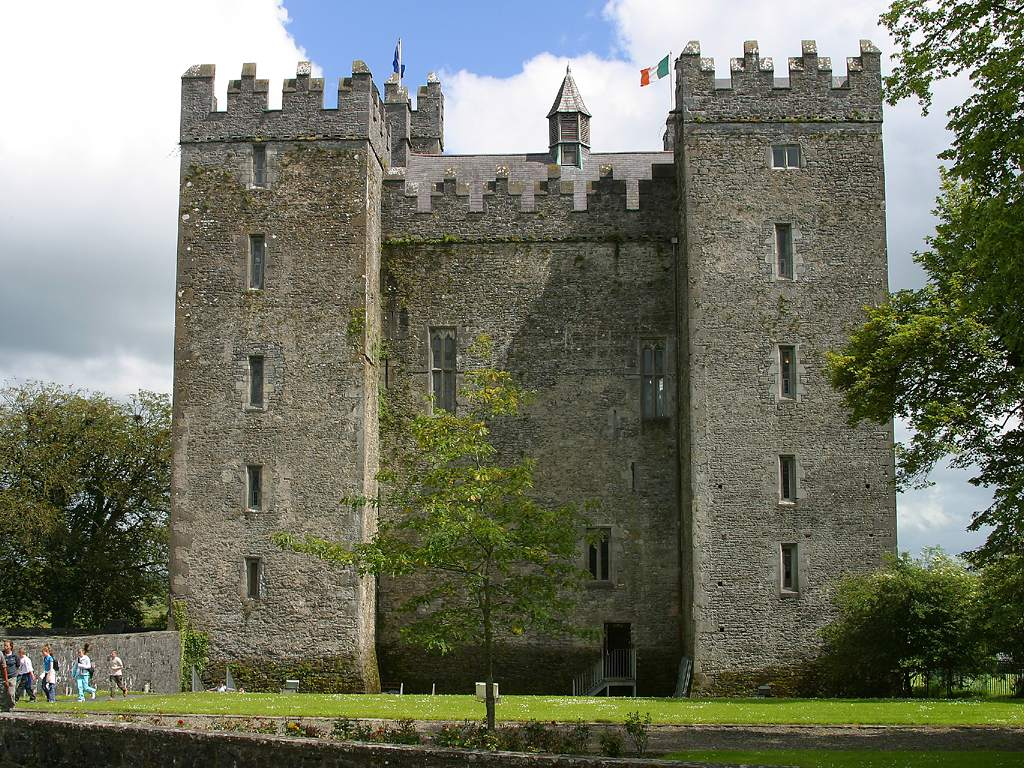
Das wiederaufgebaute und restaurierte Bunratty Castle

- An Rath Ringfort (auch Ballyallaban ringfort, Irisch-Gälisch: Baile Albóin), Ballyvaughan, im Burren
- Ballagh Castle[23]
- Ballard Castle[23]
- Ballinalacken Castle, Hotel
- Ballycar Castle[23]
- Ballyconneely Castle[23]
- Ballycorick Castle[23]
- Ballycullen Castle[23]
- Ballyganner Castle[23]
- Ballyhannon Castle (auch Castlefergus House oder Fergus Castle)
- Ballykett Castle[23]
- Ballymarkahan Castle
- Ballynabinnia Castle[23]
- Ballynahinch Castle[23]
- Ballyportry Castle
- Ballyvaughan Castle[23]
- Bealnalicka Castle[23]
- Binroe Castle[23]
- Bohneill Castle[23]
- Boston Castle
- Bunakippaun Castle[23]
- Bunavory Castle[23]
- Bunratty Castle[23], wiederaufgebaut
- Caher Castle[23]
- Caherconnell Stone Fort
- Caherhurly Castle[23]
- Cahermacrea Castle[23]
- Caherminnaun Castle[23]
- Callaun Castle
- Cappagh Castle[23]
- Carrigaholt Castle
- Carrahil Castle[23]
- Carrigoran Castle[23]
- Carrowduff Castle[23]
- Carrowena Castle[23]
- Caslaunnacorran Castle[23]
- Castlebank Castle[23]
- Castlebawn (auch Castle Baun)[23]
- Castle Crine[23], Sixmilebridge
- Castledermot[23]
- Castle Donnell[23]
- Castlelake House, Sixmilebridge
- Castletown Castle[23]
- Castle View
- Clare Castle[23], östlicher Ortsrand von Clarecastle, auf ehemaliger Flussinsel des Flusses Fergus (Lage: 52° 48′ 57″ N, 8° 57′ 40″ W)
- Clonderalaw Castle[23]
- Clonloghan Castle[23]
- Clooney Castle[23]
- Cloonmore Castle[23]
- Coollisteige Castle[23]
- Coolreagh More Castle[23]
- Corbally Castle[23]
- Cragbrien Castle[23]
- Craggaunowen Castle
- Cregmoher Castle[23]
- Dangan Castle[23]
- De Clare’s Castle[23]
- Deerpark North Castle[23]
- Derrycrossaun Castle[23]
- Doonagore Castle (auch Doolin Castle), Doolin
- Doonnagurroge Castle[23]
- Doonbeg Castle[23]
- Doonogan Castle[23]
- Dough Castle
- Dromoland Castle, heute als Hotel genutzt
- Dromore Castle
- Drummeen Castle[23]
- Drumullan Castle[23]
- Dunmackelim Castle
- Ennistymon Castle House[23]
- Fahee Castle[23]
- Fanta Castle[23]
- Feenish Castle[23]
- Finlough Castle[23]
- Finnor Castle[23]
- Fomerla Castle[23]
- Freagh Castle
- Gleninagh Castle
- Glenomra Castle[23]
- Gregans Castle
- Inch Castle[23]
- Inchicronan Castle[23]
- Inchiquin Castle, Burgruine
- Inchovea Castle[23]
- Inishmacowney Castle[23]
- John’s Castle (auch Rinnroe Castle)[23]
- Kilkee Castle im Ruan Parish[23]
- Kilkee Upper Castle[23]
- Killone Castle[23]
- Kiltanon Castle
- Knappogue Castle  (irisch: Caisleán na Cnapóige)
- Knockalish Fort
- Knockalough Castle[23]
- Knockanalban Castle[23]
- Knockanoura Castle[23]
- Knockfin Castle[23]
- Lackareagh Castle[23]
- Lecarrow Upper Castle[23]
- Leamaneh Castle, Ruine Leamaneh Castle
- Lissofin Castle[23]
- Manus’s Castle[23]
- Meelick Castle[23]
- Milltown Castle
- Moher Castle
- Moher Tower
- Mount Ievers Castle[23]
- Mountshannon East Castle[23]
- Mountallon Castle[23]

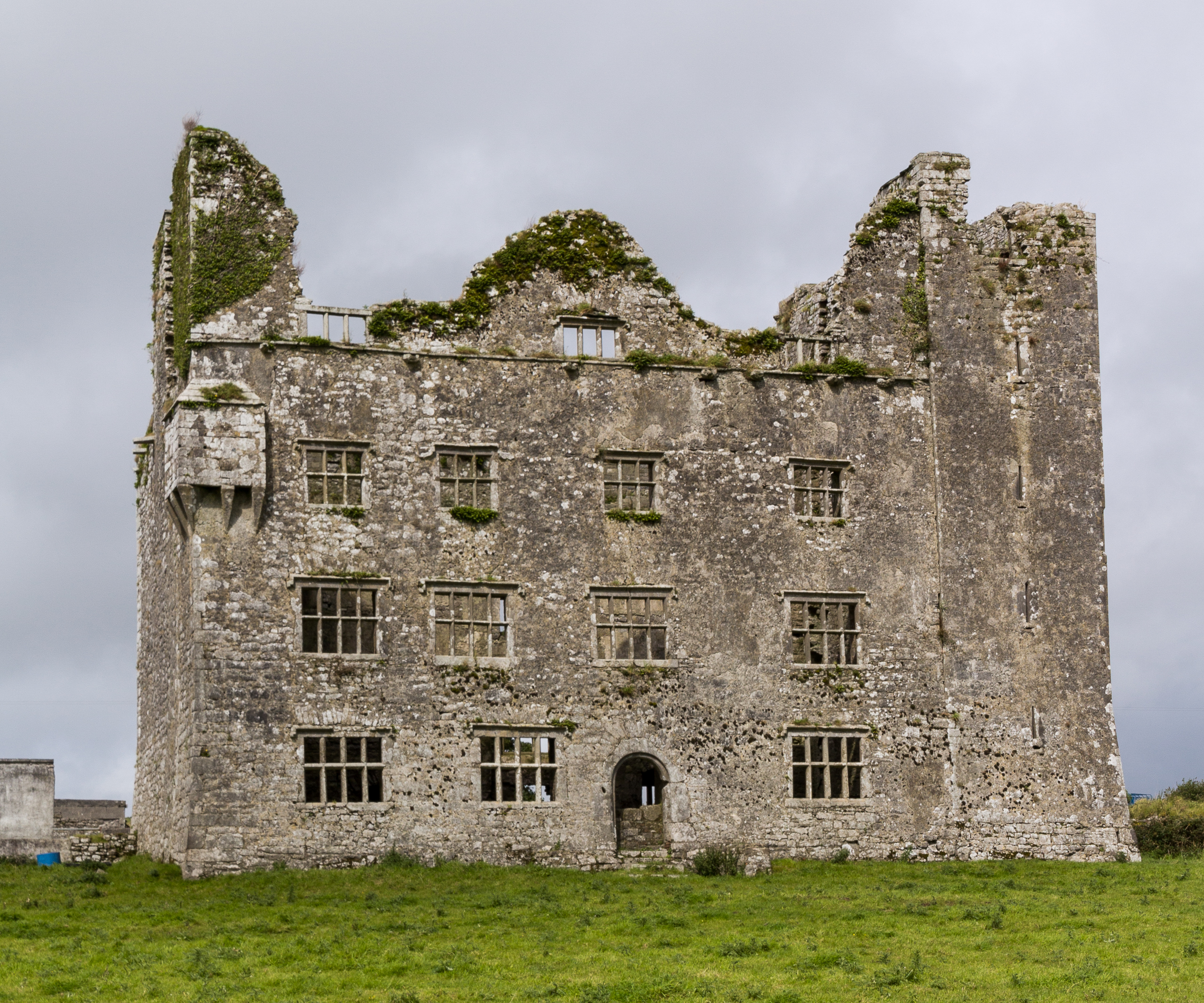
Leamaneh Castle

- Moy Castle (auch Moybeg Castle)[23], Moybeg, Parish of Kilfarboy, Townland of Moymore (Lage: 52° 54′ 9″ N, 9° 20′ 39″ W)
- Moyhill Castle[23]
- Moynoe Castle[23]
- Newtown Castle (irisch: Caisleán an Bhaile Nua), südwestlich Ballyvaughan
- O’Brien’s Castle (irisch Béal na Fir Bhearnan), Townland Obrienscastle, Parish Inchicronan[23]
- O’Brien’s Tower  (irisch: Túr Uí Bhriain), auf den Cliffs of Moher, eigentlich nur ein romantischer Aussichtsturm von 1835
- O’Brien’s Clonroad Castle[23]
- O’Cahane Castle[23]
- O’Dea Castle (auch Dysert O’Dea Castle; irisch: Caisleán Uí Dheá)
- O’Loughlin’s Castle[23]
- Portlecka Castle[23]
- Querrin Castle[23]
- Rathfolan Castle[23]
- Roughan Castle (Roughan)[23], Roughan (Lage: 53° 0′ 36″ N, 9° 12′ 15″ W)
- Teerobannan Castle
- Toomullin Castle[23]
- Toonagh Castle[23]
- Tromra Castle
- Trough Castle[23]
- Tuamgraney Castle (O'Grady's Tower House), Tuamgraney (Lage: 52° 53′ 49″ N, 8° 32′ 24″ W)
- Tulla Castle[23]
- Tullagh Castle[23]
- Tullagh Fort
- Tullamore Castle[23]
- Turlough Castle[23]
- Tyredagh Castle[23]
- Urlanbeg Castle, Townland Urlan Beg, Parish Kilmaleery[23]

### County Cork

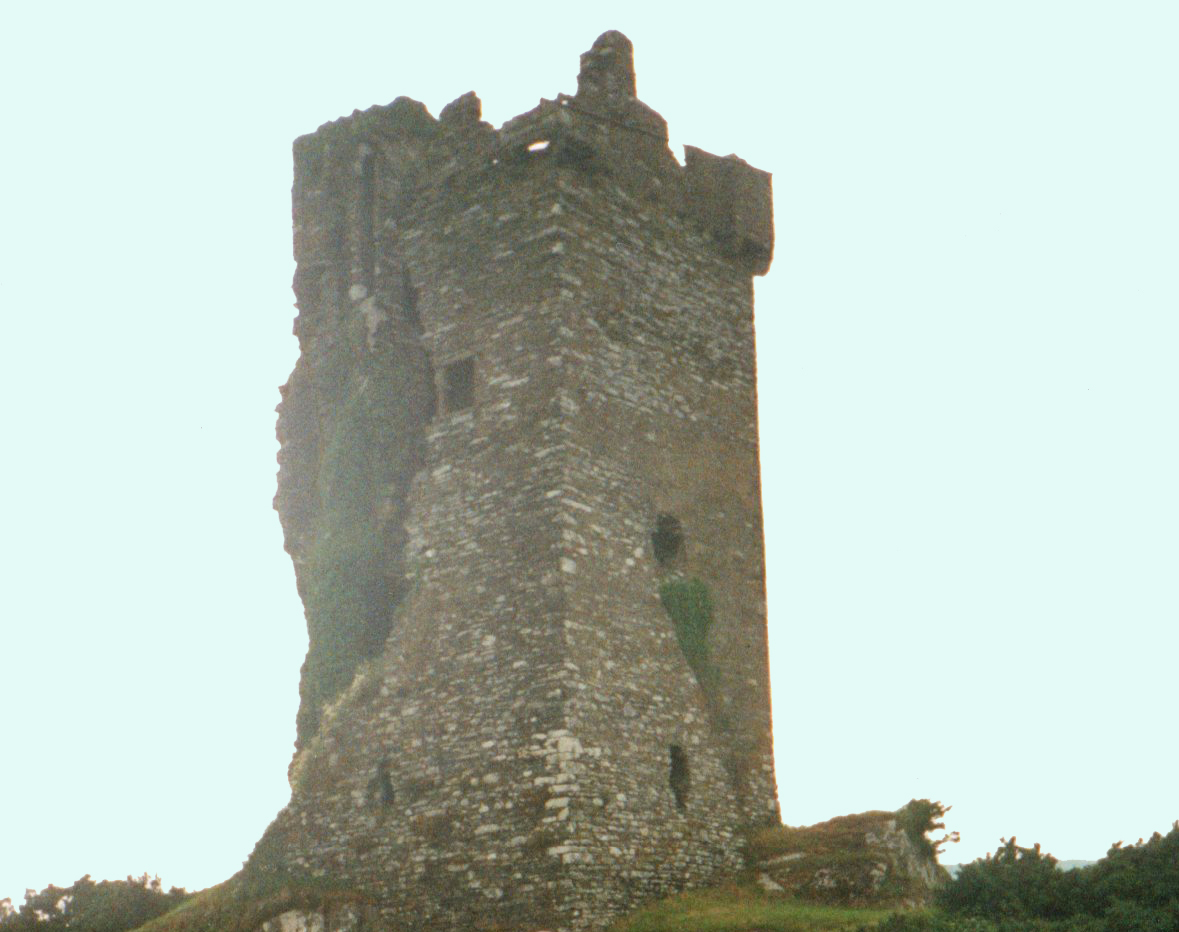
Castle Donovan

- Aghamarta Castle (irisch: Achadh Mhártain), Aghamarta, ca. 6 km südöstlich von Carrigaline nahe Südufer des Owenabue River (Lage: 51° 48′ 0″ N, 8° 20′ 22″ W)
- Aghamhaoila Castle
- Aghamilla Castle, Aghamilla  Townland, Clonakilty, Ortsteil Kilgarriff, Burgstall, Erdhügel
- Ballea Castle, westlich Carrigaline, schlossartiges Herrenhaus aus dem 15. Jahrhundert (Lage: 51° 49′ 11″ N, 8° 25′ 21″ W)
- Ballinacarriga Castle (auch Ballynacarriga Castle, irisch: Caisleán Bhéal na Carraige)
- Ballincollig Castle
- Ballintotis Castle, Ballintotis, ca. 2 km westlich Castlemartyr, Tower House (Lage: 51° 54′ 33″ N, 8° 5′ 59″ W)
- Ballyannan Castle, Ballyannan, am westlichen Ufer des River Ballynacorra, Ruine eines schlossähnlichen Festen Hauses (Lage: 51° 53′ 44″ N, 8° 11′ 38″ W)
- Ballybeg Castle, nahe Kloster Ballybeg, Tower House Ruine (Erdgeschoss und 1. Stock vorhanden) (Lage: 52° 13′ 13″ N, 8° 40′ 11″ W)
- Ballyclogh Castle (auch Ballyclough Castle), Ballyclogh, Tower House mit Bawn und Nebengebäuden (gut erhaltene Ruine) (Lage: 52° 10′ 8″ N, 8° 44′ 26″ W)
- Ballyhooly Castle, fünfstöckiges Tower House, schlossartig erweitert, Hotel  (Lage: 52° 8′ 31″ N, 8° 23′ 52″ W)
- Ballymaloe Castle
- Ballynamona Castle, nahe An Seanbhaile Mor, westlich N73 und Shanballymore am Awbeg River,  Ruine eines vierstöckigen, rechteckigen Tower House, Anbautenreste sichtbar (Lage: 52° 13′ 8″ N, 8° 30′ 39″ W)
- Ballyrobert Castle
- Ballyvodock Castle, Tower House Ruine, am Ufer des Ballynacorra Flusses (Lage: 51° 53′ 16″ N, 8° 12′ 43″ W)
- Castle Barrett
- Barryscourt Castle, südlich Carrigtwohill, Burg (Lage: 51° 54′ 17″ N, 8° 15′ 34″ W)
- Belvelly Castle, (Lage: 51° 53′ 17″ N, 8° 18′ 9″ W)
- Castle Bernard
- Blackrock Castle
- Blackwater Castle
- Blarney Castle, Ruine
- Buttevant Castle, schlossähnliche Burgruine (Lage: 52° 13′ 39″ N, 8° 40′ 8″ W)

- Carrigacunna Castle
- Carrigadrohid Castle
- Carrignamuck Castle
- Carriganass Castle
- Carrigaphooca Castle
- Carrigboy Castle
- Carrignacurra Castle
- Carrigrohane Castle

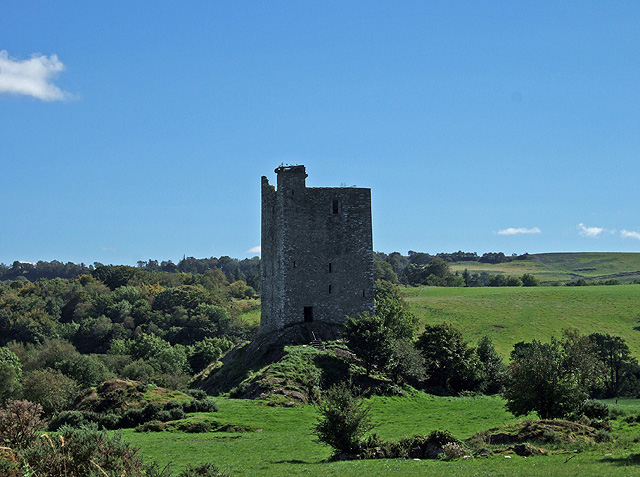
Carrigaphooca Castle, eigentlich ein Tower House

- Charles Fort  (irisch: Dún Chathail), Kinsale, sternenförmige Festung über die Reste von Ringcurran Castle erbaut
- Conna Castle (irisch: Caisleán Chonaithe), Conna, nahe Fermoy, fünfstöckiges Tower House
- Castle Cooke
- Coolmaine Castle, im Privatbesitz von Roy Disney
- Coppinger's Court, Rosscarbery (Lage: 51° 34′ 18″ N, 9° 4′ 1″ W)
- Coppingerstown Castle
- Cor Castle
- Creagh Castle
- Cregg Castle
- Davis’ Castle
- Desmond Castle (auch French Prison genannt), Kinsale (Lage: 51° 42′ 27″ N, 8° 31′ 50″ W)
- Dripsey Castle
- Drishane Castle
- Dromagh Castle
- Dromaneen Castle, Dromaneen, 2,3 km westlich der Pferderennbahn von Mallow, Ruine eines Festen Hauses am Munster Blackwater (Lage: 52° 7′ 42″ N, 8° 43′ 47″ W)
- Castle Donovan (Sowagh), Ruinen, befinden sich in Restaurierung
- Castle Downeen
- Duarrigle Castle
- Dunalong Castle
- Dunasead Castle
- Dunboy Castle
- Dunlough Castle, oder Three Castles Head
- Dunmahon Castle
- Dunmanus Castle, Ruine
- Enchicrenagh Castle ruin
- Eustace’s Castle
- Castle Eyre
- Fota Castle, westliche Spitze von Harper's Island (auch Fota-Insel), Halbinsel zw. Slatty Water und Lough Mahon, doppeltürmige Schlossruine, (Lage: 51° 53′ 46″ N, 8° 19′ 20″ W)
- Castle Freke, Ruinen
- Garryvoe Castle, Tower-house-Ruine
- Glengarriff Castle
- Gortmore Castle
- Castle Harrison
- Castle Hyde
- Ightermurragh Castle, Burgruine
- James Fort, Kinsale (gegenüberliegend von Charles Fort an der Cove Bucht)
- Kanturk Castle Torhaus, das zum Lohort Castle führt
- Castle Kevin
- Kilbolane Castle
- Kilbrittain Castle
- Kilcaskan Castle
- Kilkoe castle

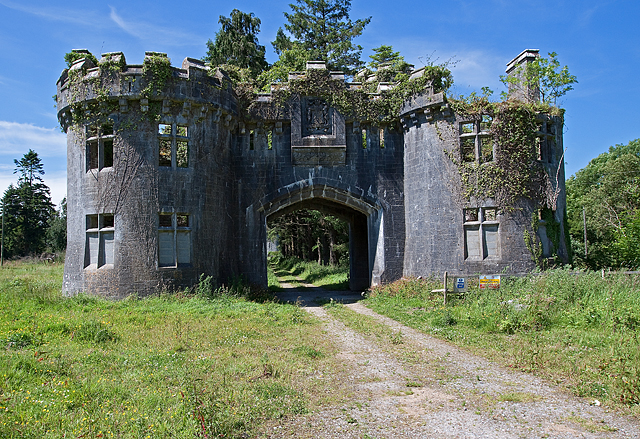
Torhaus, das zum Lohort Castle führt

- Kilcolman Castle (Irisch: Caisleán Chill Cholmáin), nordwestlich von Turnpike, am Kilcolman Bog, Ruine eines Tower Houses mit Bawn, (Lage: 52° 15′ 1″ N, 8° 36′ 38″ W)
- Kilcor Castle
- Kilcrea Castle, Ruinen
- Kilnannan Castle
- Castle Lishen
- Lohort Castle
- Lumbard’s Castle
- Castle Lyons
- Macroom Castle, Ruinen
- Castle Magner
- Castlemahon
- Mallow Castle, Burgruine
- Castlemartyr
- Castle Mary
- Milltown Castle
- Castleminsters
- Mistletoe Castle
- Mitchelstown Castle, verfallen
- Mogeely Castle
- Monanimy Castle
- Monkstown Castle
- Mountlong Castle
- Castle Park
- Castle Pook
- Rathberry Castle, Ruine
- Castle Richard
- Ringcurran Castle, abgegangen (siehe bei: Charles Fort)
- Castle Ringaskidy
- Ringrone Castle
- Rostellan Castle
- Castlesaffron
- Castle Salem
- Siddon’s Tower
- Tyntes Castle (Youghal Castle), Tower House in Youghal (Lage: 51° 57′ 21″ N, 7° 51′ 1″ W)
- Castle Townsend
- Castle Treasure
- Wallstown Castle
- Castle Warren
- Castle Widenham, wiederaufgebaut
- Castle White
- Castle Wrixon

### County Donegal
- Annagh Castle
- Ballyshannon Castle

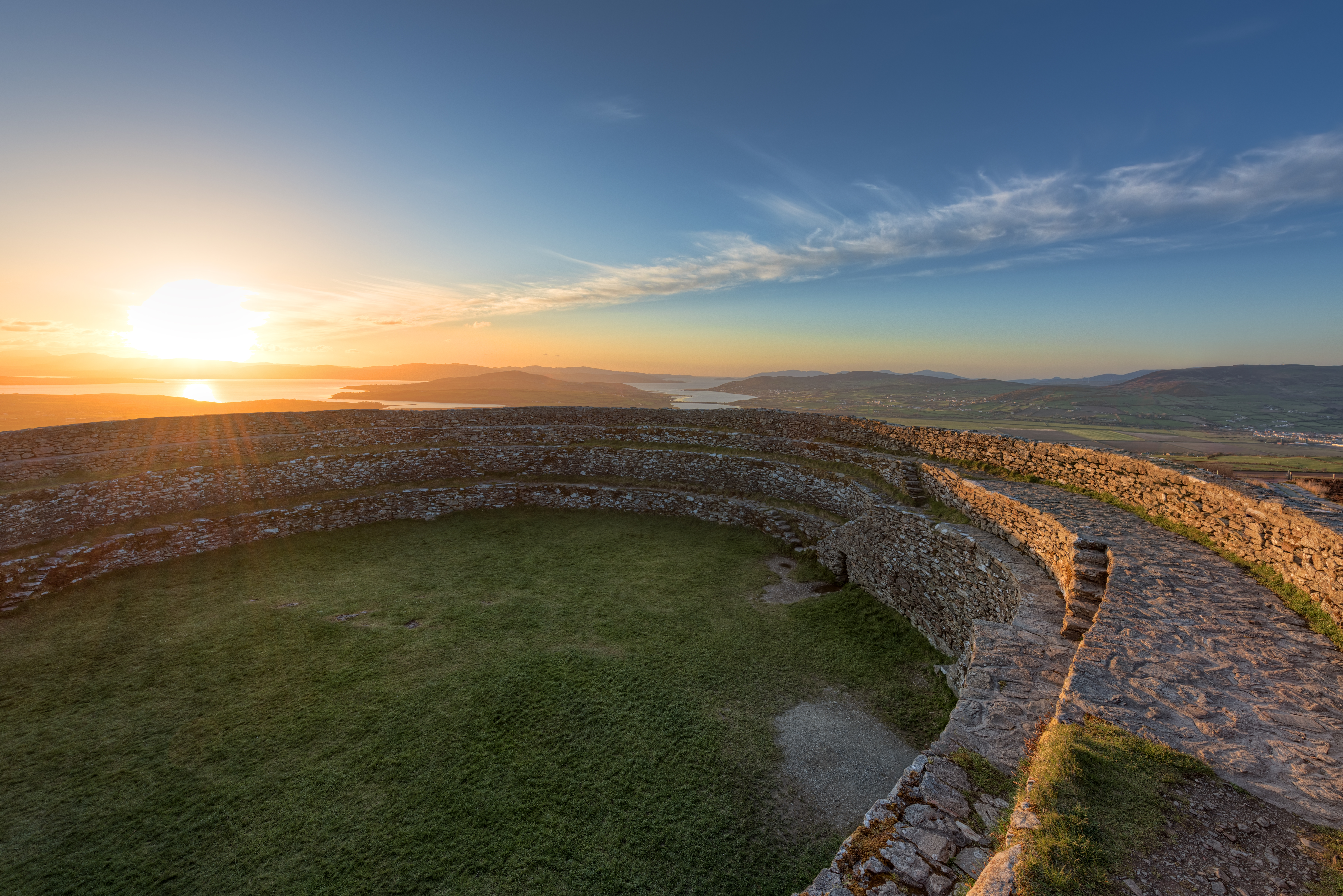
Das Dun Grianán von Aileach

- Buncrana Castle, Buncrana, Schloss westlich neben dem O’Doherty Tower House, (Lage: 55° 8′ 23″ N, 7° 27′ 51″ W)
- Burt Castle (Birt Castle oder O'Doherty's Castle), Burt
- Carrickabraghy Castle
- Cat Castle (Killybegs Castle), Killybegs
- Cliffs and Kilbarron Castle, westlich von Ballure an der Steilküste
- Doe Castle (Caisleán na dTuath), Creeslough, wiederaufgebaut
- Donegal Castle, wiederaufgebaut
- Doon Fort (irisch: An Dún), Zwischenform von Dun und Crannóg, im See Doon Lough (Loch an Dúin) im Townland Drumboghill (Droim Buachaill), neun km nördlich von Andara
- Drumboe Castle
- Glenveagh Castle, Burg
- Grianán von Aileach (irisch: Grianán Ailigh), Steinfort, zehn km westlich Derry
- Inch Castle (Castlequarter), Castlequarter, (Lage: 55° 2′ 51″ N, 7° 29′ 47″ W)
- McGrath Castle (Miler McGrath Castle), Termonmcgrath, Aghnahoo Glebe, Barony of Tyrhugh (Lage: 54° 32′ 8″ N, 7° 51′ 9″ W), Burgruine

- Monellan Castle
- Mongavlin Castle

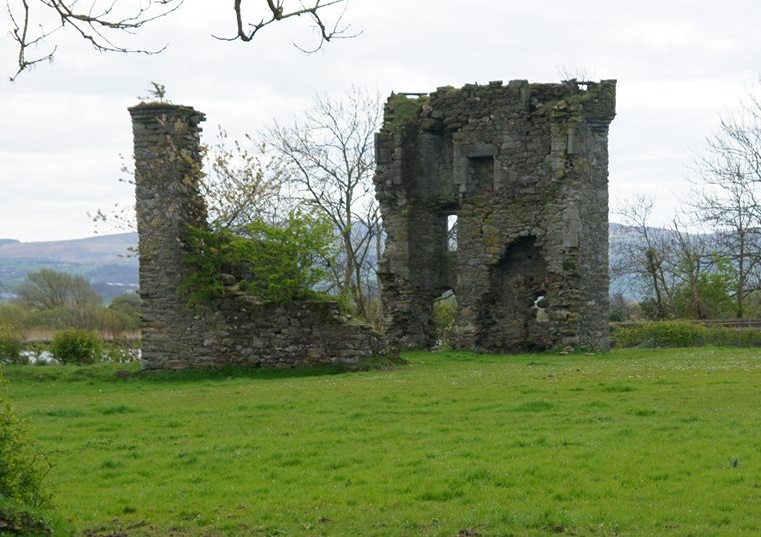
Ruinen des Mongavlin Castles, 2013

- Neds Point Fort, neuzeitliches Fort, nordwestlich Buncrana, (Lage: 55° 8′ 28″ N, 7° 28′ 29″ W)
- Northburgh Castle (Green Castle, irisch: An Caisleán Nua, („die neue Burg“)), Ruine
- O’Doherty Castle (Donowen), Townland Carthage (irisch Bun an Ghaoith[24]) nördlich von Culdaff, Halbinsel Inishowen, Burgstall innerhalb des Donowen Promontory Forts, (Lage: 55° 18′ 10″ N, 7° 9′ 17″ W)
- O’Doherty Castle (Buncrana) (O’Doherty Tower House), Buncrana, (Lage: 55° 8′ 23″ N, 7° 27′ 46″ W)
- Rahan Castle, Burgruine
- Raphoe Castle, Ruine
- Wardtown Castle (Ballymacaward Castle), Ballymacaward, Schloss- bzw. Ruine eines großen Tower Houses (Lage: 54° 30′ 51″ N, 8° 14′ 13″ W)

### County Dublin
- Artaine Castle, Artaine
- Ashtown Castle, Phoenix Park
- Athgoe Castle, Newcastle, intakt
- Baggotrath Castle, abgerissen
- Ballyowen Castle, Lucan
- Balrothery Castle, intakt

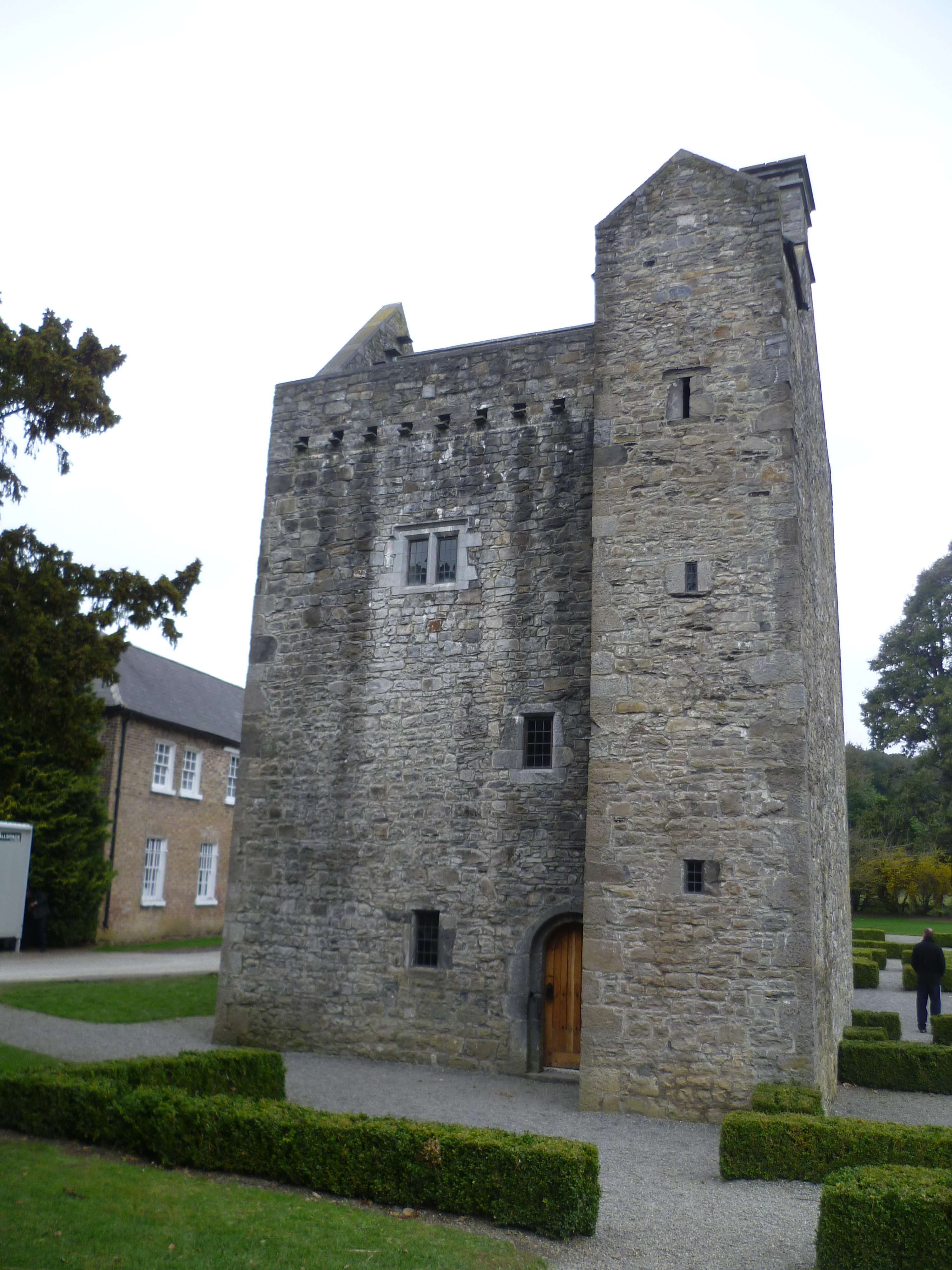
Ashtown Castle

- Baymount Castle, Heronstown, Clontarf
- Belgard Castle, Tallaght
- Belvedere House
- Carrickmines Castle, Ruine, nach Straßenbauarbeiten endgültig beseitigt
- Castle Bagot, Kilmactalway, Newcastle, intakt
- Castle Mount, Clogh
- Castle Park (Castle Perrin), Monkstown, intakt
- Cheeverstown
- Clonskeagh Castle (auch Roebuck or Rabuck castle), aus dem 19. Jahrhundert, steht auf dem Grundstück eines Vorgängerbaus
- Clontarf Castle, Clontarf, heute als Hotel genutzt
- Conn Castle, intakt
- Dalkey
- Donabate, intakt
- Drimnagh Castle, Drimnagh
- Drumcondra Castle
- Drumcondra House
- Dublin Castle, Dublin City, renoviert
- Dundrum Castle, Dundrum, Ruine
- Frescati House, ehemaliges Landhaus
- Grange, Zustand unklar
- Irishtown Castle, Ruine
- Kilgobbin Castle, Ruine
- Killiney Castle, Scalpwilliam oder Mount Mapas
- Killininny Castle
- Kilsallaghan Castle
- Knocklyne (Knocklyon) Castle, Knocklyon, intakt, in Privatbesitz
- Luttrellstown Castle, restauriert
- Merrion Castle, Mount Merrion, abgerissen
- Mount Merrion House, Mount Merrion
- Murphystown, Ruinen
- Nangor Castle, Nangor
- Rathmines Castle, Rathmines West
- Roebuck Castle, Roebuck
- Sandymount Castle, Sandymount, Dublin 4, abgegangenes, vermutlich neuzeitliches, Schloss
- Sarsfield Castle, intakt
- Seatown
- Simmonscourt Castle, Smotscourt
- Stillorgan Castle, Stillorgan, heute in den Komplex des St. John of God-Krankenhauses integriert.
- Templeogue House
- Thorncastle
- Tymon Castle, Tymon North, in den 1970er Jahren stark verfallen
- Williamstown Castle, Williamstown

### County Dún Laoghaire-Rathdown
Bestand am: 8. August 2023 | 5 (von 12)
| Name                                                                                     | Koordinaten                | Ort                        | Typ                    | Entstehungszeit          | Erhaltungszustand und Kurzbeschreibung | Bild        |
| ---------------------------------------------------------------------------------------- | -------------------------- | -------------------------- | ---------------------- | ------------------------ | --- | ----------- |
| Archbold's Castle (auch: Dalkey Castle)                                                  | 53° 16′ 41″ N, 6° 6′ 23″ W | Dalkey                     | Tower House            |                          | Ruine eines kleineren Tower Houses; das andere erhaltene Tower House und Dalkey Castle & Heritage Centre liegt nur 50 Meter östlich auf der anderen Seite der Castle Street. | Mehr Bilder |
| Black Castle                                                                             | 53° 16′ 41″ N, 6° 6′ 20″ W | Dalkey                     | Tower House            |                          | In den 1840er abgegangenes Tower House, überbaut mit dem Queens Hotel, heute nördlicher Teil des Dalkey Castle & Heritage Centre |             |
| Bullock Castle (auch fälschlich: Bulloch Castle)                                         | 53° 17′ 6″ N, 6° 6′ 31″ W  | Dalkey                     | Tower House            |                          | Erhaltenes dreistöckiges Tower House an der Küstenlinie mit direkt nördlich angebautem Torhaus, westlich davon alte heilige Quelle direkt Castle gelegen. | Mehr Bilder |
| Goat's Castle                                                                            | 53° 16′ 41″ N, 6° 6′ 20″ W | Dalkey                     | Tower House            |                          | Guterhaltene Ruine eines Tower House unterhalb des Black Castle, diente als Rathaus, heute südlicher Teil des Dalkey Castle & Heritage Centre | Mehr Bilder |
| Loughlinstown Castle                                                                     | 53° 14′ 47″ N, 6° 7′ 55″ W | Dublin-Loughlinstown       | vermutlich Tower House | Mittelalter              | Ehemaliges befestigtes Anwesen aus dem Mittelalter (keine oberirdischen Reste), überbaut spätestens im Auftrag von Sir William Domvile (1609-1689) mit einem ersten Landhaus mit venetianischen Anklängen, zw. 1700 und 1778 zum heutigen Loughlinstown House erweitert, Sitz der European Foundation for the Improvement of Living and Working Conditions (Eurofound) |             |
| Manderley Castle (irisch: Caisleán Mhanderley; auch: Ayesha Castle oder Victoria Castle) | 53° 15′ 46″ N, 6° 6′ 47″ W | Killiney, im Killiney Hill | Schloss                | 1840                     | Neugotisches Schloss, 1840 errichtet, mehrere Ecktürme, komplette Zinnenbekränzung | Mehr Bilder |
| Monkstown Castle (irisch: Caisleán Baile na Manach)                                      | 53° 17′ 20″ N, 6° 9′ 2″ W  | Dublin-Monkstown           | Burg                   | 12. oder 13. Jahrhundert | Vermutlich Ruine einer Kirchenburg der Abtei der Jungfrau Maria in der Nähe von Dublin; Torhaus, Burghaus ähnlich eines Tower Houses und große Teile der Burgmauer erhalten. | Mehr Bilder |
| Puck’s Castle (irisch: Caisleán an Phúca)                                                | 53° 13′ 51″ N, 6° 9′ 18″ W | Dublin-Shankill            | Tower House            | 16. Jahrhundert          | Ruine eines Tower Houses am Rande des Carrickgollogan Forest westlich von Shankill | Mehr Bilder |
| Shanganagh Castle (irisch: Caisleán Sheangánaí)                                          | 53° 13′ 35″ N, 6° 7′ 9″ W  | Dublin-Shankill            | Burg                   | 1408                     | 1408 als Burg für den Lawless Clan erbaut, 1783 durch Feuer zerstört, später bis in die jetzige Form schlossartig neu aufgebaut. Gegenwärtig unbewohnt, sanierungsbedürftig | Mehr Bilder |
| Shankill Castle (irisch: Caisleán Sheanchille)                                           | 53° 13′ 38″ N, 6° 8′ 26″ W | Dublin-Shankill            | Tower House            | 1229                     | 1229 als Burg oder Tower House mit Eckturm durch Erzbischof Henry de Loundres erbaut, 1690 mit Hausanbau erweitert, Bawn-Ansatz vorhanden; heute Ruine, Haus dagegen erhalten |             |
| Walsh Castle (auch einfach: Castle House)                                                | 53° 16′ 39″ N, 6° 6′ 14″ W | Dalkey                     | Tower House            | vor 1641                 | Ein Besitzer Richard Walsh wird 1641 genannt. Um 1765 durch einen Robert Barry in ein Wohnhaus umgewandelt, keine Reste sichtbar |             |
| Wolferston Castle                                                                        | 53° 16′ 42″ N, 6° 6′ 25″ W | Dalkey                     | Tower House            | vor 17. Jahrhundert      | Im 17. Jahrhundert im Besitz des Stilllorgan Clans, um 1840 für das Tudor House komplett niedergelegt, keine oberirdischen Reste |             |

### County Fingal
Bestand am: 3. August 2023 | 7 (von 14)
| Name                                                                       | Koordinaten                 | Ort                                       | Typ         | Entstehungszeit           | Erhaltungszustand und Kurzbeschreibung | Bild        |
| -------------------------------------------------------------------------- | --------------------------- | ----------------------------------------- | ----------- | ------------------------- | --- | ----------- |
| Ardgillan Castle                                                           | 53° 35′ 12″ N, 6° 9′ 37″ W  | Balrothery, Ardgillan Demesne             | Landschloss | 1738                      | Country House mit großem öffentlichem Schlosspark (81 Hektar) | Mehr Bilder |
| Bremore Castle (auch: Barnewall Castle)                                    | 53° 37′ 2″ N, 6° 11′ 26″ W  | Balbriggan                                | Landschloss | 14. Jahrhundert           | Teilrestaurierte Burgruine des anglo-normannischen Barnewall Clans (zw. 2000 und 2016 nach alten Motiven in großen Teilen wiederaufgebaut; 2017 archäologische Untersuchungen)                                                           |             |
| Castleknock Castle                                                         | 53° 22′ 6″ N, 6° 22′ 11″ W  | Castleknock                               | T           | 12. Jahrhundert           | Ruine einer normannischen Burg | Mehr Bilder |
| Corr Castle (Irish: Caisleán an Chorraigh, auch: Castle of the round hill) | 53° 23′ 24″ N, 6° 5′ 39″ W  | Sutton, Townland of Correston             | Tower House | 15. Jahrhundert           | Tower House des 15. Jahrhunderts | Mehr Bilder |
| Dunsoghly Castle (Caisleán Dún Sochlaigh)                                  | 53° 25′ 37″ N, 6° 19′ 6″ W  | St. Margarets                             | Tower House | um 1450                   | Tower House des 15. Jahrhunderts mit vier integrierten Ecktürmen | Mehr Bilder |
| Howth Castle (irisch: Caisleán Bhinn Éadair)                               | 53° 23′ 11″ N, 6° 4′ 46″ W  | Howth                                     | Burg        | 14. Jahrhundert           | Burg des 14. Jahrhunderts, umgebaut und erweitert zu einem Schloss, das größere Anwesen liegt auf der Halbinsel Howth Head | Mehr Bilder |
| Lambay Castle (irisch: Caisleán Reachrann)                                 | 53° 29′ 31″ N, 6° 1′ 36″ W  | Lambay Island                             | Burg        | 15. Jahrhundert           | Spätmittelalterliche Burg; umgebaut heute Mischung aus Burg, Schloss und Landhaus. | Mehr Bilder |
| Lanestown Castle (auch: Newbridge Demesne Castle)                          | 53° 28′ 59″ N, 6° 10′ 41″ W | Donabate                                  | Tower House | ca. Mitte 15. Jahrhundert | Ruinöses, aber fast vollständig erhaltenes Tower House (Anbauten abgegangen) nahe Newbridge House Demesne | Mehr Bilder |
| Malahide Castle (irisch: Caisleán Mhullach Íde)                            | 53° 26′ 42″ N, 6° 9′ 53″ W  | Malahide                                  | Burg        | 1185                      | Große Burg im 1,1 km² großen Malahide Demesne Regional Park (dem Rest des ursprünglichen Burggeländes) liegend, im 15. Jahrhundert und um 1765 wesentlich erweitert, touristisch erschlossen, sehenswert auch die Talbot Botanic Gardens | Mehr Bilder |
| Portrane Castle (auch: Stella’s Tower)                                     | 53° 29′ 43″ N, 6° 6′ 53″ W  | Portrane                                  | Tower House |                           | Gut erhaltene Tower House Ruine | Mehr Bilder |
| Robswall Castle                                                            | 53° 26′ 41″ N, 6° 7′ 41″ W  | Malahide                                  | Tower House |                           | Erhaltenes kleines Tower House der St. Mary's Abbey, Dublin |             |
| Rush Demesne Castle (auch: Rush Castle)                                    | 53° 32′ 20″ N, 6° 5′ 39″ W  | Rush                                      | Tower House |                           | Reste eines Tower Houses neben dem Sportstadium nordöstlich von Rush |             |
| Saint Helen's Motte                                                        | 53° 26′ 15″ N, 6° 8′ 46″ W  | Sainthelens, zw. Malahide und Portmarnock | Motte       |                           | Burgstall einer Motte | Mehr Bilder |
| Swords Castle (irisch: Caisleán Shoird)                                    | 53° 27′ 35″ N, 6° 13′ 12″ W | Swords                                    | Burg        |                           | Restaurierte Burg des frühen 13. Jahrhunderts mit großem Torhaus, über 300 m langer Burgmauer, dem Constable Tower (Norden) und Kapelle (Süden).                                                                                         | Mehr Bilder |

### County Galway
- Abbeyglen Castle, restauriert
- Ardamullivan Castle, restauriert
- Athenry Castle, restauriert

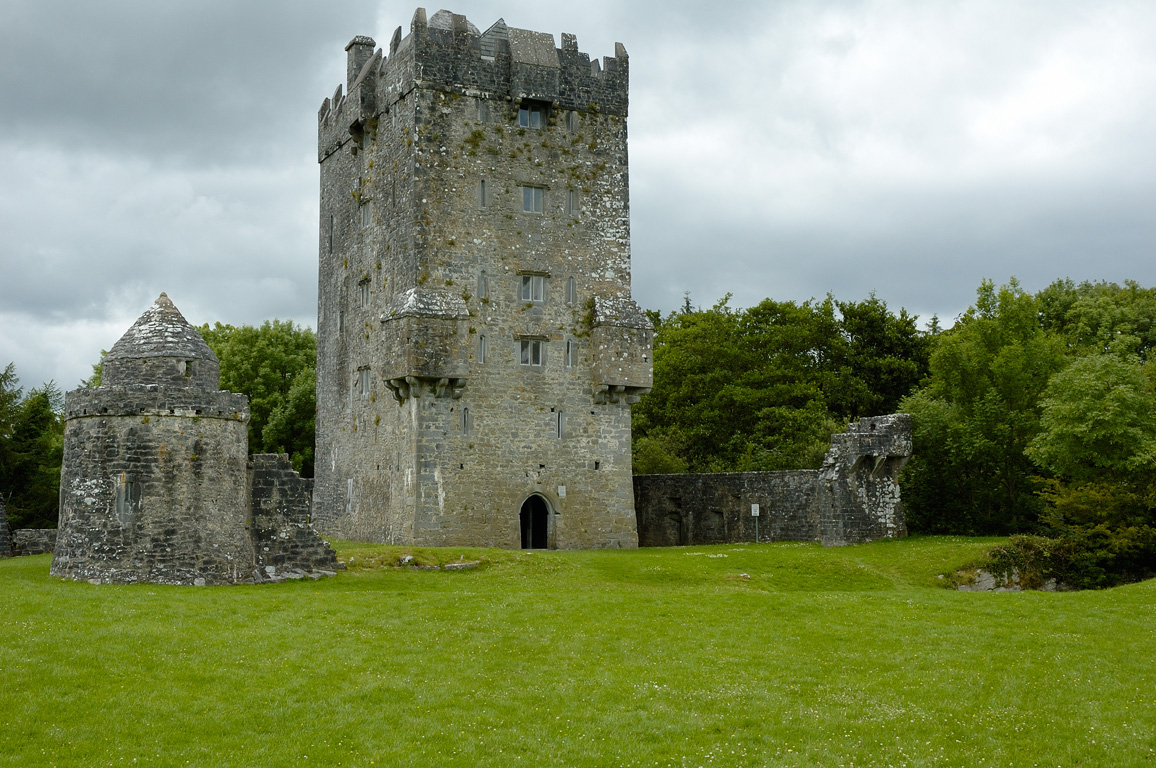
Aughnanure Castle

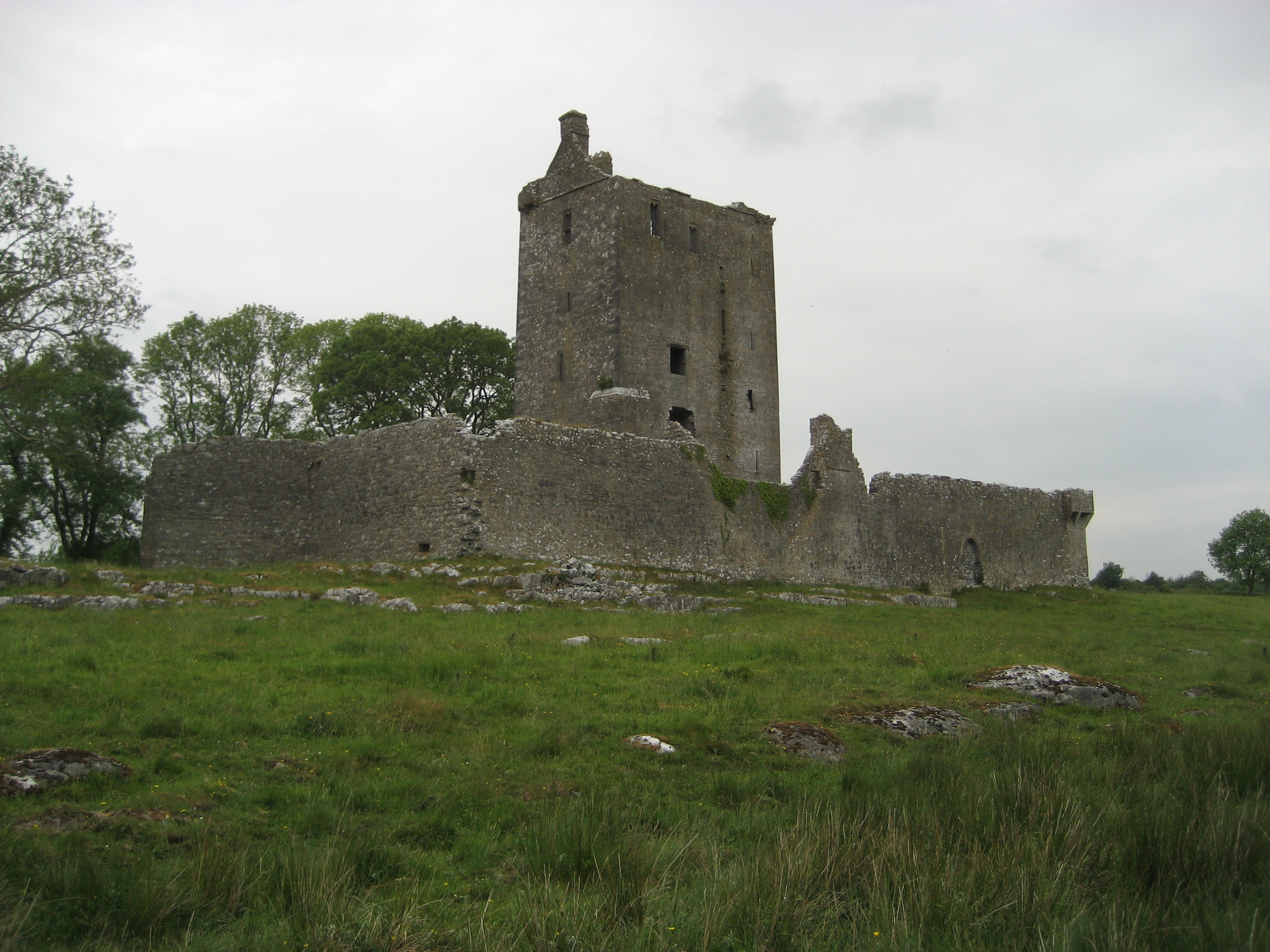
Fiddaun Castle

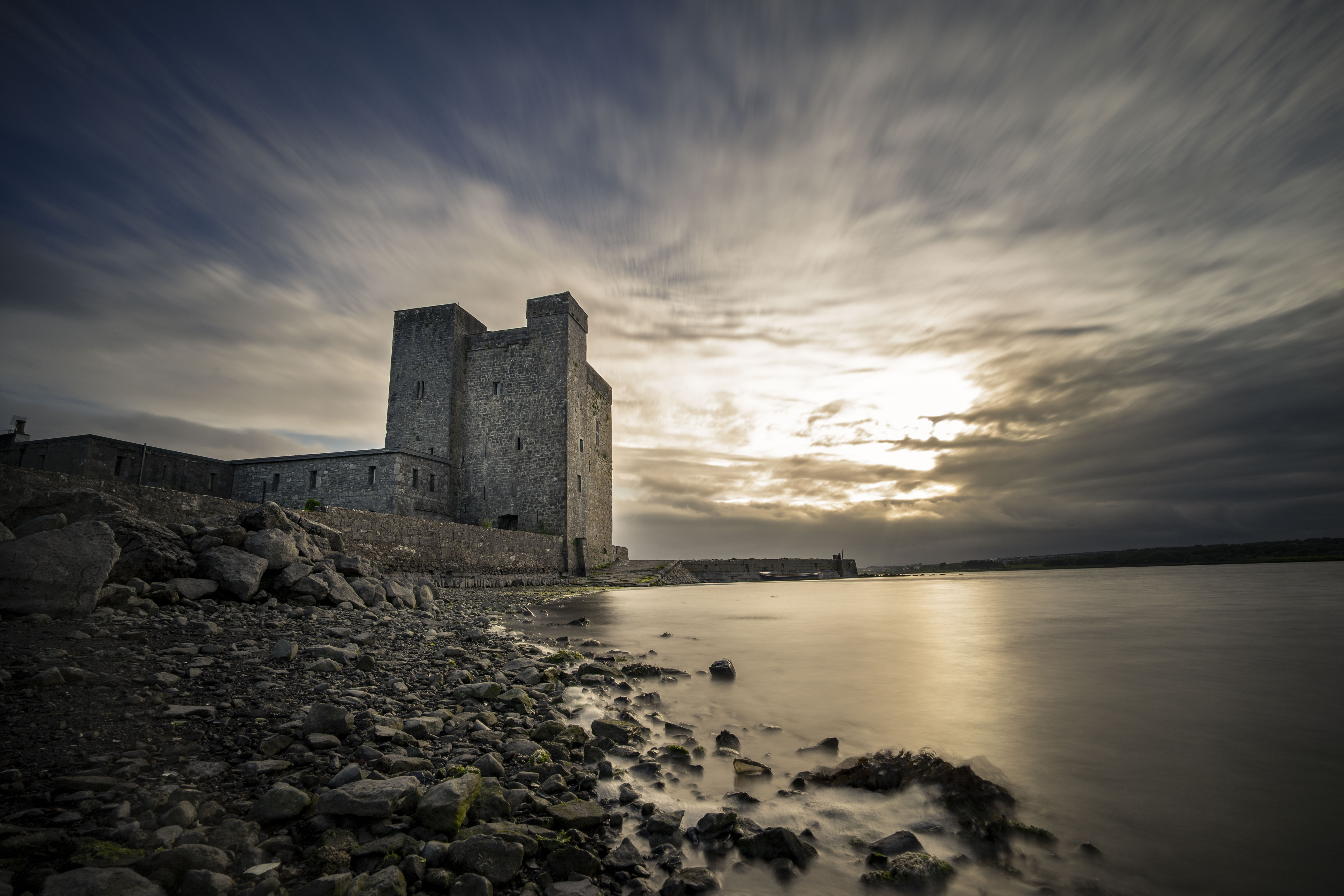
Das restaurierte Oranmore Castle

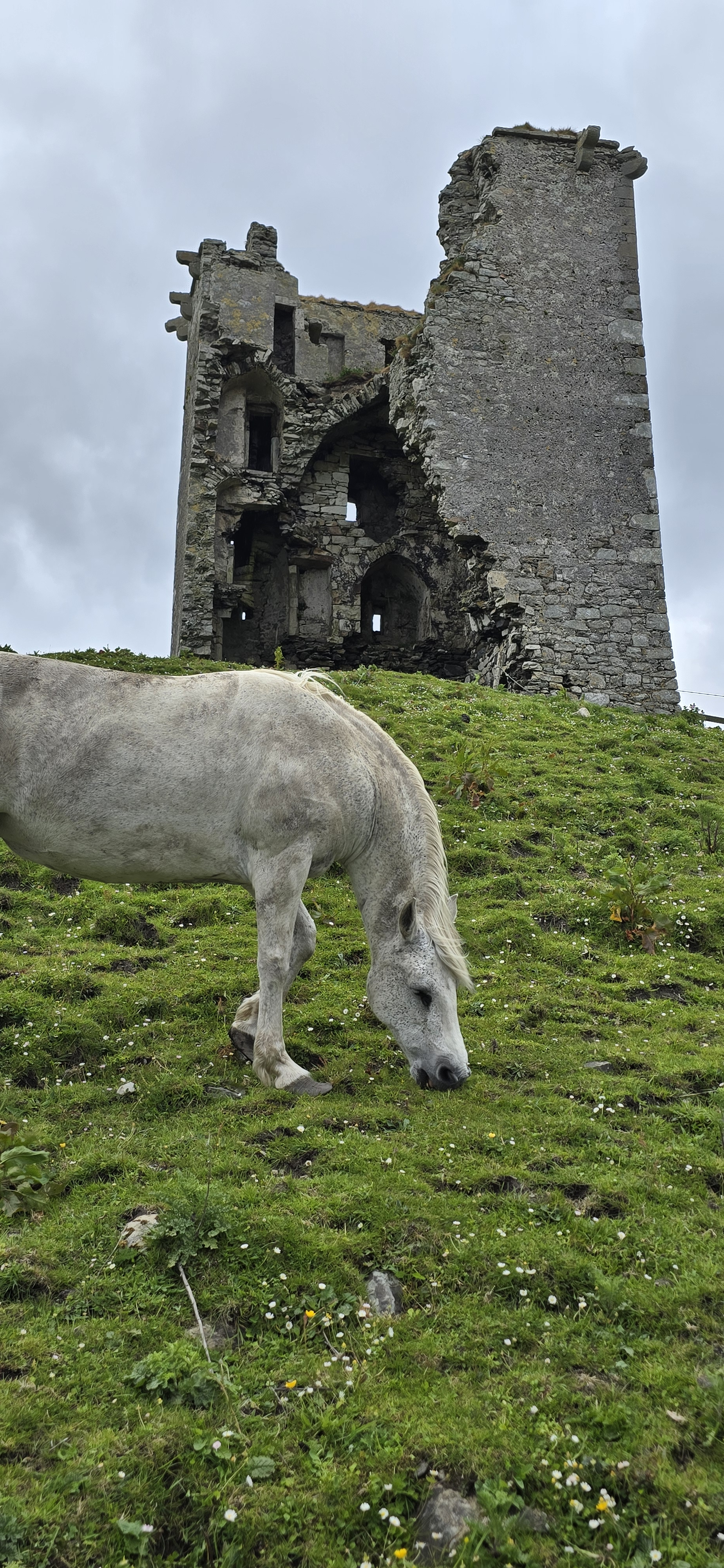
Renvyle Castle

- Aughnanure Castle  (irisch: Caisleán Achadh na nIúr), bei Oughterard entfernt nahe dem Ufer des Lough Corrib, intakte Burg
- Ballynahinch Castle, Ballynahinch, Landschloss, ausgebautes 4-Sterne-Hotel am gleichnamigen See
- Ballindooley Castle, restauriert
- Ballinfad Castle, intakte Anlage
- Ballymore Castle
- Ballynahinch Tower House (abgegangen), auf Insel im Lake Ballynahinch, Region Connemara,[35]
- Caheradangan Castle
- Cargin Castle
- Castletown Castle, Ruine
- Clifden Castle, Clifden, Schlossruine, NIAH 30403502
- Cloghan Castle
- Cloonacauneen Castle
- Cloonigny Castle (Irisch: Irish: Caisleán Chluain Íne), Ringfort und Ruinenreste eines Tower Houses (Lage: 53° 21′ 18″ N, 8° 21′ 17″ W)
- Cregg Castle
- Daly Castle, Townland of Castledaly, (Lage: 53° 7′ 49″ N, 8° 43′ 4″ W)
- Derryhiveny Castle (O'Madden Castle), Derryhiveny North, Tower House (Lage: 53° 7′ 38″ N, 8° 11′ 33″ W)
- Drumharsna Castle,  Drumharsna nahe Ardrahan, Tower House (Lage: 53° 8′ 36″ N, 8° 50′ 35″ W)
- Dunguaire Castle
- Dunmore Castle
- Dunsandle Castle
- Castle Ellen, restaurierte Burg
- Eyrecourt Castle
- Feartagar Castle, Ruine
- Fiddaun Castle, Ruine
- Ffrench Castle, abgegangen, heute mit Landhaus bebaut
- Galway Castle, 1282 letztmals erwähnt, 2018 archäologisch wiederentdeckt
- Garbally Castle, Ruine
- Glinsk Castle, Ruine
- Castle Hackett, Ruine
- Fort Inishbofin (Cromwells Fort, Cromwell's Barracks), Inishbofin
- Isert Kelly Castle, 5 km südwestlich von Kilchreest
- Kilcolgan Castle
- Killeen Castle
- Kiltartan Castle
- Castle Kirk, Ruine
- Loughrea Castle
- Lynch’s Castle
- Menlow Castle (auch bekannt unter den Namen Menlo oder Menlough), Burgruine
- Merlinpark Castle, Tower House
- Monivea Castle (Irisch: Caisleán Mhuine Mheá, auch: O’Kelly Tower House), Monivea (Lage: 53° 22′ 35″ N, 8° 40′ 42″ W)
- Moyode Castle, Ruine
- O’Brien's Castle (Furmina Castle), Inisheer
- Oranmore Castle, restauriert
- Pallas Castle, Pallas
- Portumna Castle
- Renvyle Castle
- Thoor Ballylee, in der Burg existierte ein Museum, was jedoch nach einer Überschwemmung geschlossen wurde.

### County Kerry

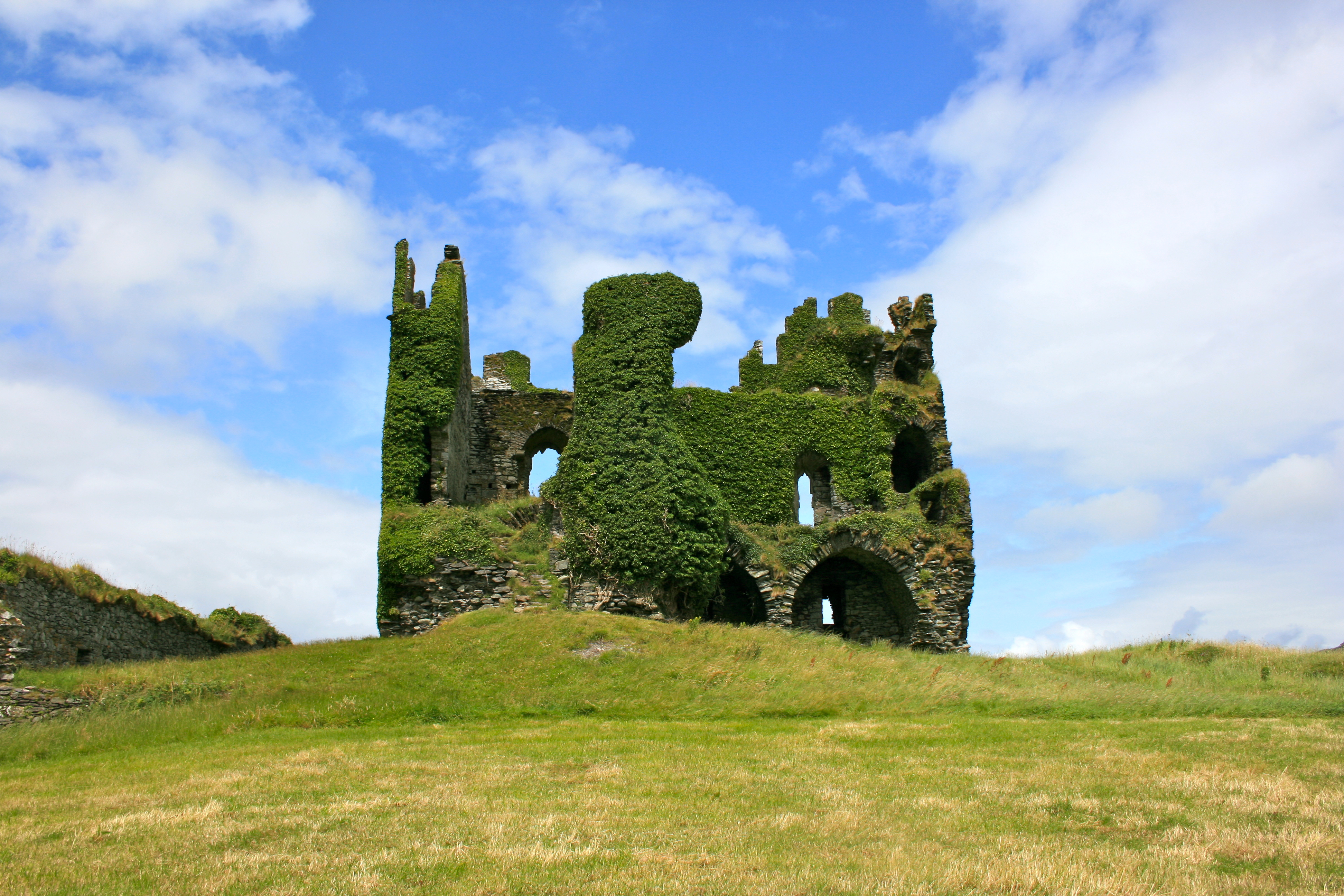
Ballycarbery Castle

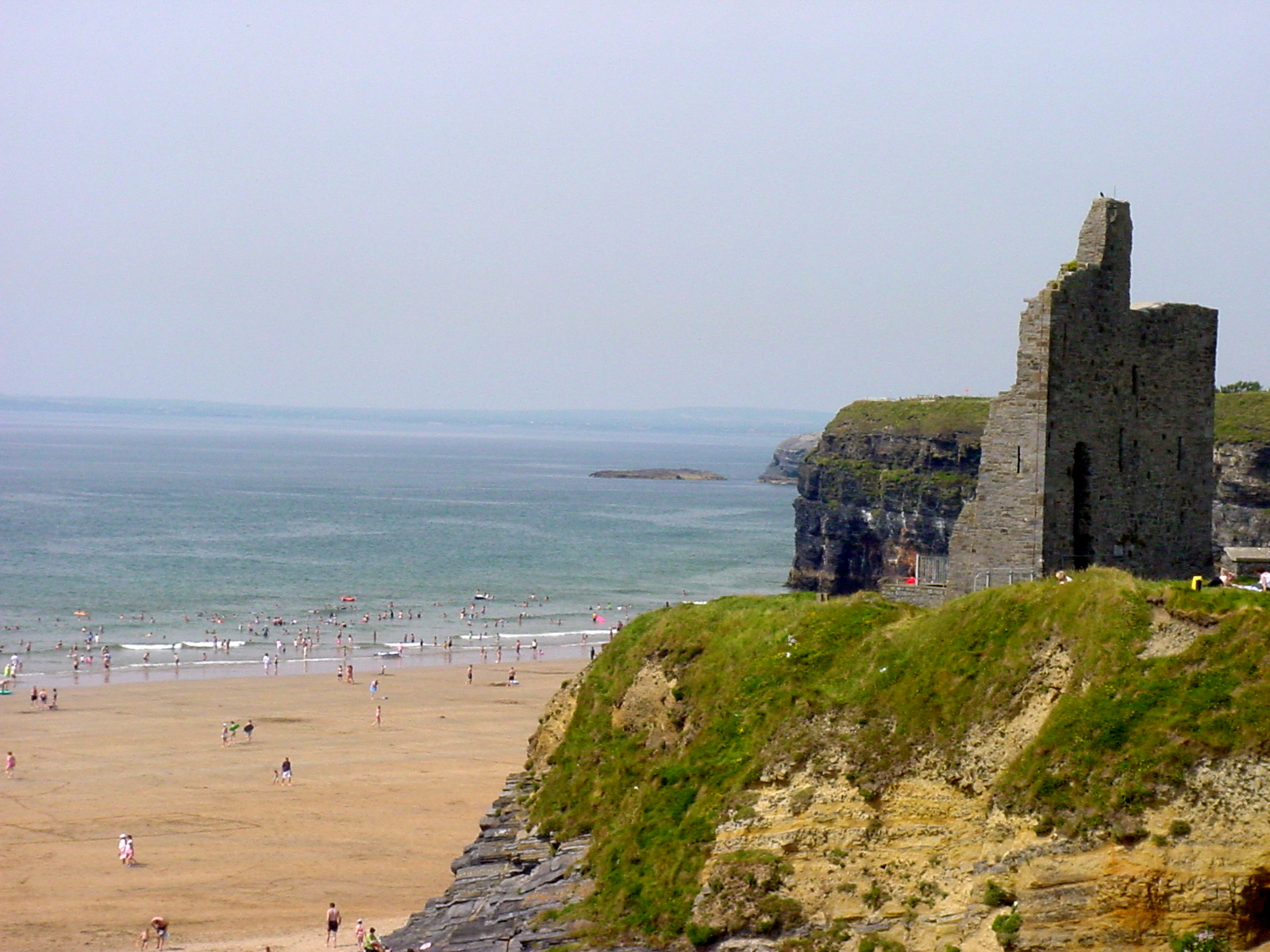
Ballybunion Castle

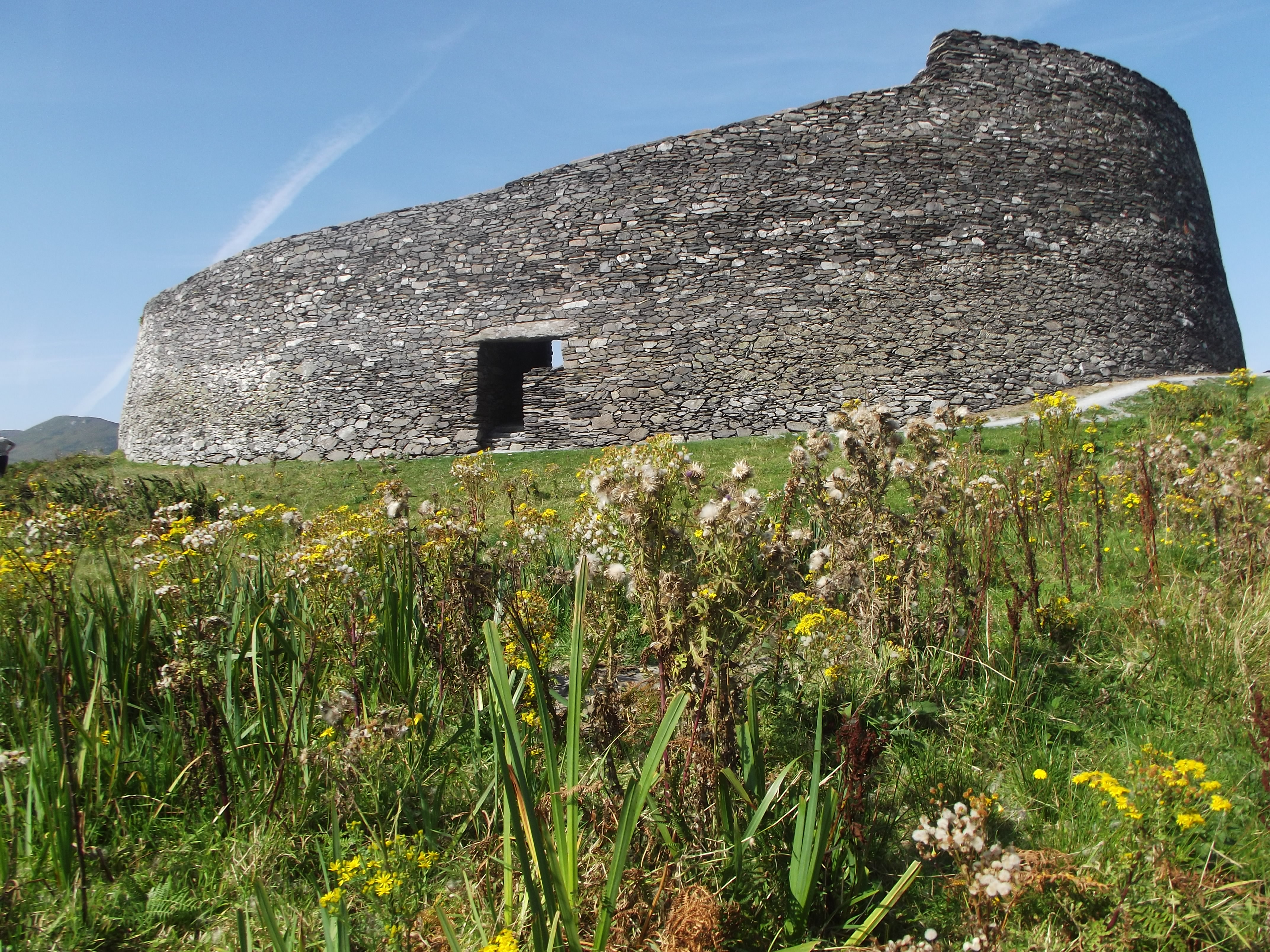
Cahergal Ringfort

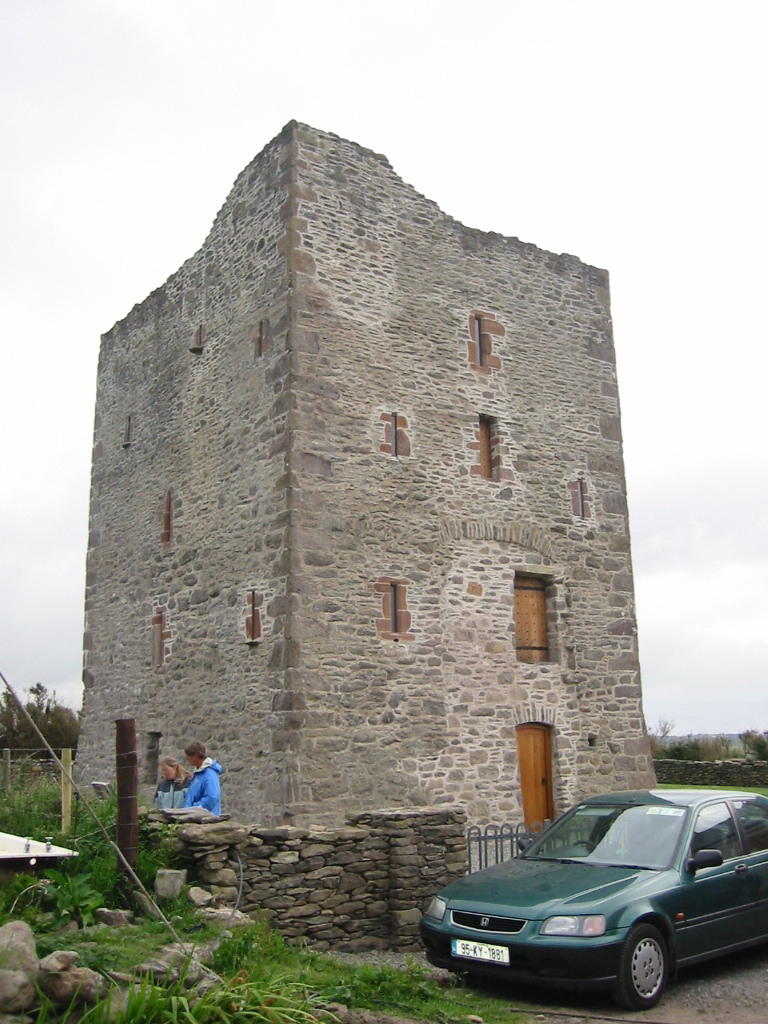
Gallarus Wohnturm

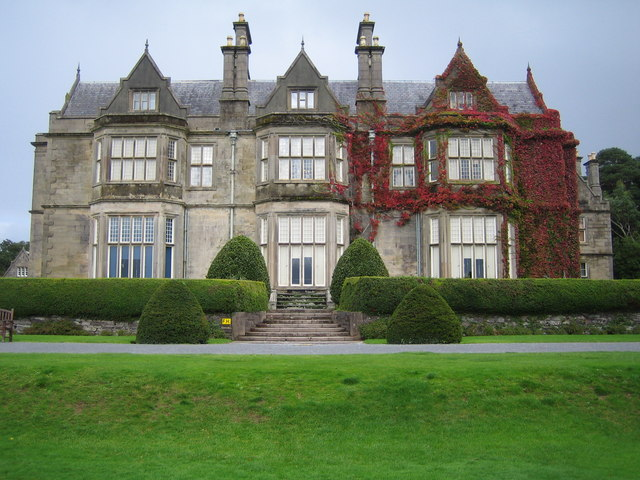
Das schlossartige Herrenhaus Theach Mhucrois (Muckross House)

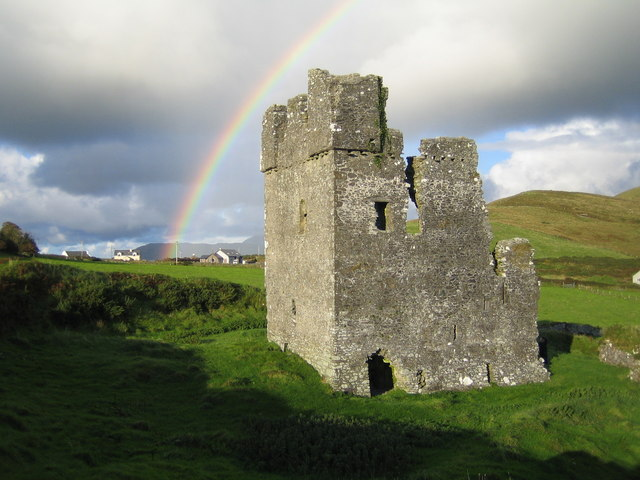
Rahinnane Castle – Sitz der Knights of Kerry bis ins 17. Jahrhundert, das innerhalb eines Ráths liegt und unterirdische Bauten aufweist

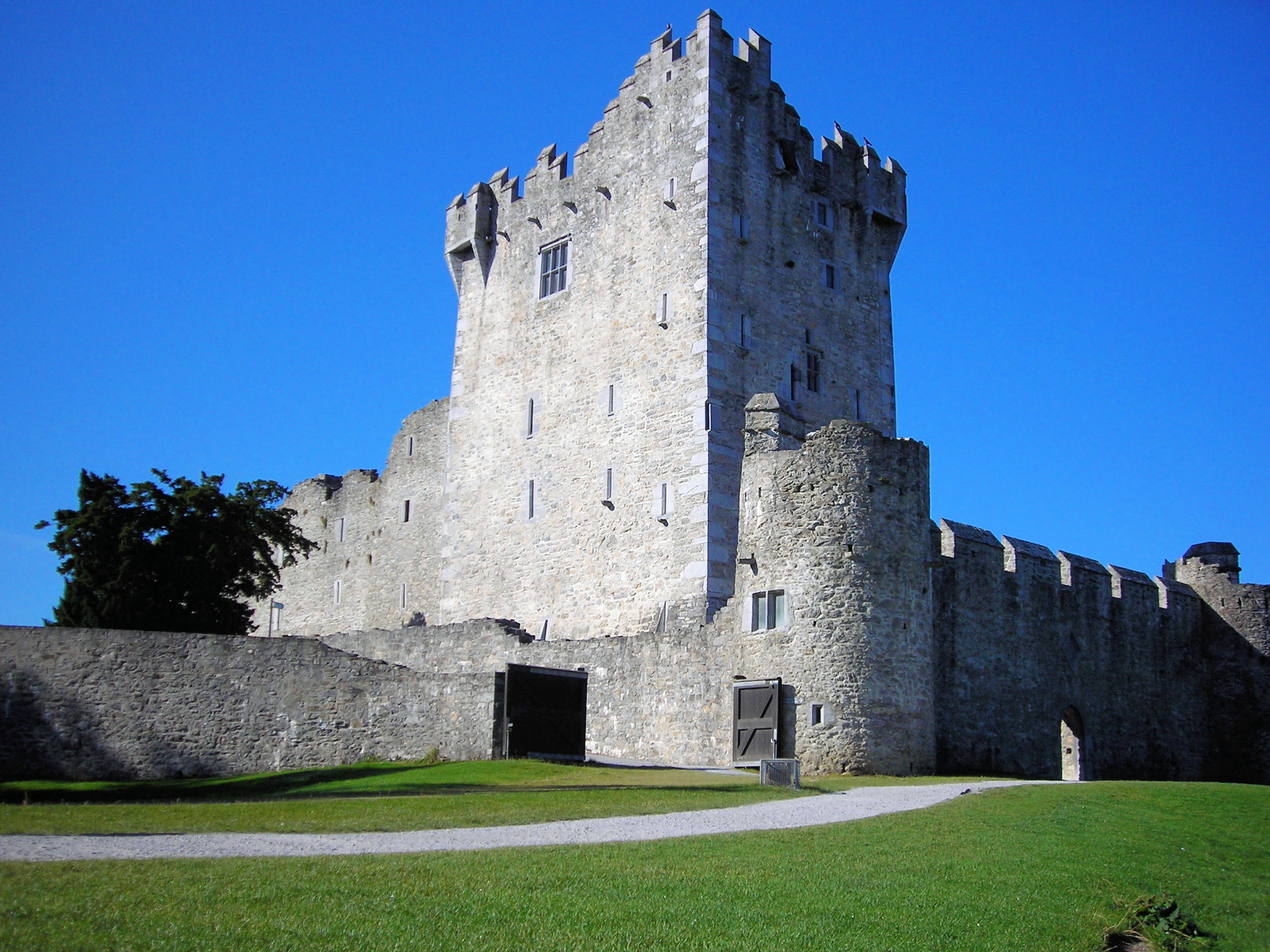
Ross Castle

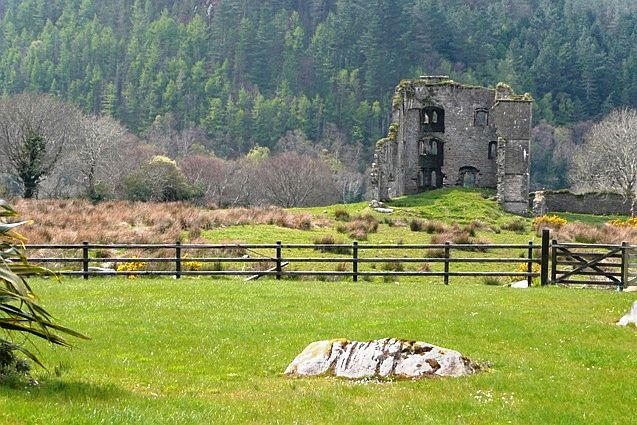
Schlossruine Wynne’s Folly

- Ardea Castle, Burgruine, Kenmare Bucht, nördlich Küste der Barea Halbinsel[36][37] (Lage: 51° 48′ 16″ N, 9° 46′ 38″ W)
- Ardtully Castle, kastellartige Schlossruine, zwei Eckturmreste im Südosten, steht auf einem Kloster des 13. Jahrhunderts und späterer Burg der McFineen McCarthys, diese im 17. Jahrhundert zerstört; der 1847[38][39] oder 1866 für Sir Richard John Theodore[40] erfolgte Schlossbau 1921/22 im Bürgerkrieg abgebrannt; etwa sieben km östlich Kenmare, südlich der R569 und oberhalb des Roughty Rivers (Lage: 51° 53′ 59″ N, 9° 28′ 26″ W)
- Ballineanig Castle (auch Castle Marhin), Burgstall im Townland Ballineanig Castlequarter (Cheatrú an Chaisleáin) südöstlich von Ballyferriter und südlich der Smerwick Bucht; erbaut spätestens Mitte des 17. Jahrhunderts durch den Feriters Clan, letzter Besitzer Admiral Moriarty (starb 1810), spätestens danach verfallen, heute überbaut, ein Sandstein mit Datum 1694 ist verloren gegangen[41][42] (Lage: 52° 9′ 59″ N, 10° 23′ 48″ W)
- Ballingarry Castle, abgegangene Burg aus einem Promontory Fort um 1280 ausgebaut, dem Cantillon Clan zugeordnet, um 1603 aufgegeben, 1640 für die englischen Truppen erneuert, z. T. auf Ballingarry Island liegend mit Zugbrücke eine auf dem Festland befindliche Vorburg verbindend, von dieser nur Burgmauerreste und die niedrige Ruine eines kleinen Rundturms erhalten[43] (Lage: 52° 26′ 9″ N, 9° 49′ 26″ W)
- Ballingolin Castle, Burgstall im Townland Baile an Ghólin am südwestlichen Ende der Dingle Bucht, südwestliche Dingle-Halbinsel; unbekanntes Erbauungsdatum, war im Besitz der Rice Familie, schon 1641 zerstört, Reste 1655 an die dann größten Grundbesitzer auf Dingle, dem Mullins Clan (1800 geadelt als Baron Ventry (Peerage of Ireland)), nach 1841 keine Reste mehr[42][44] (Lage: 52° 7′ 44″ N, 10° 18′ 25″ W)
- Ballinruddery Castle, Ruine eines vierstöckigen Tower Houses aus der Mitte des 16. Jahrhunderts, östlich Listowel in Flussschleife des Feal river,[45][46] (Lage: 52° 26′ 42″ N, 9° 26′ 45″ W)
- Ballinskelligs Castle (regional: McCarthy Mór Castle, irisch: Caisleán an Sceilg), Burgruine eines Tower Houses am Ufer von Ballinskelligs (Lage: 51° 49′ 12″ N, 10° 16′ 13″ W)
- Ballybeggan Castle, Ruinenreste eines Tower Houses, nordöstlich Tralee im gleichnamigen Townland ca. 100 m von der N69 entfernt (nö Ecke des Ballybeggan Race Course Sportgeländes), ein Castle der Morris of Ballybeggan, wird als ein großes und mächtiges Castle beschrieben, soll Ende Januar 1641 von Walter Hussey und Florence MacCarthy attackiert worden sein, im 17. Jh. noch bewohnt[47][48][49] (Lage: 52° 16′ 49″ N, 9° 39′ 58″ W)
- Ballybunion Castle, Burgruine, Meerseite von Ballybunion, um 1500 für die Fitzmaurices in einem Promontory Fort errichtet, 1582 zerstört und dem Bunion Clan übergeben, 1612 gewannen es die Fitzmaurices zurück und behielten es bis ins 18. Jh., 1783 ist ein neuer Besitzer überliefert; Winter 1998 stürzten Reste des Bergfrieds durch Blitzschlag ein[50][51] (Lage: 52° 30′ 43″ N, 9° 40′ 39″ W)
- Ballycarbery Castle, Burgruine (Kastellform) des 15. Jahrhunderts, auf einer südlichen Landzunge der Dingle-Halbinsel drei Kilometer westlich von Cahersiveen[52] (Lage: 51° 56′ 56″ N, 10° 15′ 31″ W)
- Ballycarnahan Castle, Tower House Ruine, südlich Caherdaniel[53] (Lage: 51° 45′ 50″ N, 10° 6′ 9″ W)
- Ballyheigue Castle, Schlossruine, 1812 von den Architekten Richard Morrison und William Vitruvius Morrison erbaut, 1921 abgebrannt[54], befindet sich heute im Golf Club Resort von Ballyheigue (Lage: 52° 23′ 32″ N, 9° 50′ 20″ W)
- Ballymacadam Castle (auch: Bally-Mac-Adam Castle oder Baile-mic-Adam Castle), abgegangenes Castle im gleichnamigen Townland, östlich Castleisland[55][56] (Lage: 52° 14′ 9″ N, 9° 25′ 25″ W)
- Ballymacadam House, Schloss / Country House des 18. Jahrhunderts, 1786 im Besitz des Earl of Glandore, mehrfach wechselnde Besitzer, noch heute in Privatbesitz, östlich Castleisland, nördlich des gleichnamigen abgegangenen Castles[56][57][58] (Lage: 52° 14′ 20″ N, 9° 25′ 19″ W)
- Ballymacelligott Castle (auch: Arabela Castle), abgegangenes Tower House, Burgstall, keine oberirdischen Reste, vom Mac Elligott Clan errichtet, Keimzelle des Ortes Ballymacelligott, Reste sollen im Arabela Herrenhaus verbaut sein, liegt östlich des Arabela Herrenhauses[59][60][61] (Lage: 52° 15′ 0″ N, 9° 35′ 41″ W)
- Ballymacaquim Castle (auch: Ballymacaquim Tower House), Ruine eines mindestens 18 m hoher Wohnturms ehemals mit Burggräben umgeben, im 15. Jahrhundert für FitzMaurice Clan erbaut, liegt im Townland und Weiler Ballymacaquim East, ca. zehn km nördlich Tralee, westlich Lixnaw, auf einem Wirtschaftshof[62][63] (Lage: 52° 22′ 36″ N, 9° 43′ 11″ W)
- Ballymalis Castle (auch: Ballymalus Castle), Ruine eines großen vierstöckigen Tower Houses aus dem 16. Jahrhundert im Besitz der Ferris Familie, von einem Wohnhaus an der westlichen Seite des 19. Jh. und von berichteter Befestigungsmauer und -graben keine Spuren mehr[64] (Lage: 52° 5′ 7″ N, 9° 41′ 31″ W)
- Dun Ballynavenooragh (auch Ballynavenooragh Stone Fort, irisch: Cathair na bhFionnúrach, lokal Cathair a’ Bhoghaisín), stark restauriertes Steinfort, im Norden der Dingle-Halbinsel, sw Mount Brandon, (Lage: 52° 13′ 34″ N, 10° 17′ 53″ W)
- Ballyplimoth Castle[65], abgegangenes Tower House östlich Castleisland im gleichnamigen Townland; keine klar zuweisbaren geschichtlichen Daten, möglicherweise eines der Desmond (FitzGerald) Castles[66] (Lage: 52° 13′ 48″ N, 9° 24′ 28″ W)
- Ballyseede Castle, Schloss, restauriert und Hotel, fünf km südöstlich Tralee an der N21[67] (Lage: 52° 15′ 22″ N, 9° 38′ 48″ W)
- Barrow Castle (auch Barrow Round Tower oder Barrow Round Castle), Turmstumpf einer Anglo-Normannischen Rundfestung (Turm) am Ufer und Eingang der Barrow Bucht gegenüber der Fenit Insel,[68] (Lage: 52° 18′ 8″ N, 9° 52′ 9″ W)
- Beal Castle (auch: Beaulieu Castle), Burgstall einer ca. 5500 m² großen rechteckigen anglo-normannischen Kastellburg des 13. Jahrhunderts der Fitzmaurice, Townland Castlequarter, am südlichen Strand der Shannon-Mündung gelegen, Burggrabenreste, 1581 durch den 18. Baron of Kerry, Thomas Fitzmaurice (späterer irischer militärischer Führer im Neunjährigen Krieg), selbst zerstört, damit die Burg nicht in englische Hände fällt, Land und Ruine kamen 1783 an Richard Hare[69] (Lage: 52° 34′ 33″ N, 9° 36′ 35″ W)
- Bealagrellagh Castle (auch: Bealnalough Castle oder Ballingrilough Castle), U-förmige Ruine eines Tower Houses des Mac Elligott Clans, unterhalb Siedlung Bealagrellagh im Weiler Bealnalough, zu Forge Cross, südöstlich Tralee nahe der N22,[59][70] (Lage: 52° 14′ 30″ N, 9° 36′ 53″ W)
- Beaufort Castle (auch Castle Cove oder manchmal Castle Core, irisch: Caisleán an Churraigh), Ruine eines Tower House aus dem 12. Jahrhundert und dem Mac Gillycuddy’s of the Reeks Clan zugeordnet, im Townland Dromaloughane auf dem Gelände des Beaufort Golf Clubs, 10 km westlich Killarney, südlich der N72 und dem Weiler Churchtown Park,[71][72] (Lage: 52° 3′ 56″ N, 9° 40′ 37″ W)
- Binn na bPórt (englisch: Benagh Fort, auch Binn na Port), Inland Promontory Fort, im Norden der Dingle-Halbinsel auf gleichnamigen Berg, (Lage: 52° 14′ 17″ N, 10° 14′ 26″ W)
- Browne's Castle, Ruinenreste eines Tower Houses, das in ein früheres Coastal Promontory Fort integriert war, vom als Piraten verschrienen Browne Clan Mitte des 15. Jahrhunderts errichtet; 1909 noch als dreistöckige Ruine charakterisiert, ist heute nur noch ein Rest der Nordmauer übrig; südwestlich Ballybunion im Townland Clashmelcon[73] (Lage: 52° 28′ 7″ N, 9° 44′ 38″ W)
- Bushfield House (später: Kilcoleman Abbey bzw. Milltown House), abgegangenes Tower House des MacCarthy Mor Clans unbekannten Datums, 1770 durch Feuer zerstört, lag im gleichnamigen Townland, 300 m nordwestlich Milltown (Straße Kilcolman Estate); als Bushfield House für den 1785 geadelten Sir William Godfrey, 1st Baronet of Bushfield, in den 1770er Jahren neu aufgebaut, 1800 bis 1818 leerstehend (und nun Kilcoleman Abbey genannt), danach vom Architekten William Vitruvius Morrison ausgebaut, um 1840 unter dem 3rd Baronet William Duncan Godfrey mit Ecktürmen und Attika zum Schloss ausgebaut, bis 1958 im Familienbesitz, Hausschwamm Befall führte in den 1970er Jahren zum Abriss[74][75][76] (Lage: 52° 8′ 49″ N, 9° 43′ 10″ W)
- Caherconree (irisch: Cathair Conraoi, altirisch: Cathair Con Roí), Inland Promontory Fort, im Osten der Dingle-Halbinsel, sw unterhalb des gleichnamigen Berges (Lage: 52° 11′ 50″ N, 9° 51′ 46″ W)
- Cahergall (auch Cahergall Cashel, Cahergall castle, Cahirgal, irisch: An Chathair Gheal), auf der Landzunge westlich von Cahersiveen bei Ballycarbery East (Lage: 51° 57′ 21,5″ N, 10° 15′ 28″ W)
- Caherdorgan North (auch: Cathair Deargan stone fort und irisch: Cathair Deargáin Thuaidh), etwa einen Kilometer südlich von Kilmalkedar nahe der R559, auf der Dingle-Halbinsel (Lage: 52° 10′ 45,4″ N, 10° 20′ 22,2″ W)
- Camp Castle, Burgstall im Camp (Corkaguiny Bay) Townland, östlich des gleichnamigen Ortes, südöstlich des Kreuzes der N86 mit der Nord-Süd-Verbindung und westlich des Flusses Finglas, nur erhöhte Aufschüttung (Hügel) und Grundmauerreste vorhanden, dem FitzGeralds Clan zugeordnet, diente vermutlich zur Kontrolle Richtung Norden in die Tralee Bucht[77][78] (Lage: 52° 13′ 9″ N, 9° 54′ 17″ W)
- Cappanacuss Castle (auch: Cappanacush Castle, irisch: Ceapaigh na Coise), Ruinenreste (Südmauer) eines Tower Houses um 1500 des O’Sullivans Clans (Sliocht Mac Crath)[79], südöstlich des Dromore Castle Torhauses am östlichen Waldende, etwa sieben km westlich Kenmare[80] (Lage: 51° 51′ 48,2″ N, 9° 41′ 32,6″ W)
- Carrigafoyle Castle (irisch: Caisleán Charraig an Phoill), Burgruine, am Ufer der Shannon Bucht, gegenüber Carrig Island, Ende des 15. Jh. durch Connor Liath O’Connor Kerry erbaut, 25 m hohes fünfstöckiges Keep durch doppelte Burgmauern (die innere mit Rundtürmen und Hafenzugang, die äußere Mauer mit Ecktürmen) geschützt[81] (Lage: 52° 34′ 12″ N, 9° 29′ 39″ W)
- Carrignafeela Castle (auch: McElligott’s Castle), abgegangenes Tower House des Mac Elligott Clans am Lee (Leigh) Fluss ca. 6 km östlich Tralee[59][82] (Lage: 52° 16′ 34″ N, 9° 36′ 16″ W)
- Cashel Cahercullaun (auch: Cathair Coileáin), Ruinenreste einer Wallburg mit eingebrochenem Torhaus und vermutetem Tower House späteren Datums auf noch größerem rechteckigem ehemals befestigten Terrain, unklare Zeitstellung, tw. Coileán Ó Duinn (auch Ó Duibhne) zugeschrieben; im nordöstlich Milltown Tal in den westlichen Ausläufern der Ballysitteragh Berge, die die Dingle-Halbinsel im Nord-Süd-Verlauf teilen[83] (Lage: 52° 11′ 3″ N, 10° 17′ 18″ W)
- Castle Conway (auch Killorglin Castle), Burgruinenrest in Killorglin am Fluss Laune, 1215 durch Maurice Fitzthomas Fitzgerald (Geraldine Clan) erbaut, 1613 Neubau durch die Conway Familie, zerstört um 1848[84][85] (Lage: 52° 6′ 23″ N, 9° 47′ 7″ W)
- Castle Cove (irisch: Caisleán Bhun Inbhir, auch: Bunaneer Castle), Ruine eines Tower Houses südwestlich Castlecove am Strand der Einmündung des Rehaghane River,[86] (Lage: 51° 46′ 37″ N, 10° 2′ 18″ W)
- Castledrum Castle[87], Burgstall eines vermutlichen Tower Houses auf einem kleinen Hügel ähnlich einer Motte eines lokalen Clanchefs (Moriarty), Castledrum Townland, 1652 zerstört[88], angeblich Geburtsort des Wild Colonial Boy Jack Duggan[89][90] (Lage: 52° 10′ 21″ N, 9° 35′ 56″ W)
- Castle Gregory (auch: House of Hore), vermutlich Tower House (abgegangen), vor 1610 durch lokalen Clanchef Gregory Hoare erbaut, um 1650 in den Cromwell Kriegen zerstört, im Zentrum von Castlegregory gelegen, Stein-Fragmente hinter Einkaufszentrum in der Tailor’s Row Straße[91][92] (Lage: 52° 15′ 19″ N, 10° 1′ 10″ W)
- Castlemaine Castle (irisch: Caisleán na Mainge, auch: Castle of the River Maine oder einfach: Castle Maine), abgegangene seltene Form eines Brückenkastells, der dem gleichnamigen Ort Castlemaine seinen Namen gab, zur Verteidigung und Kontrolle des Flussübergangs des Flusses Maine, vermutlich in den Auseinandersetzungen 1572 (Erste Desmond-Rebellion) mit der englischen Armee um Sir John Perrot zerstört[89][93][94] (Lage: 52° 10′ 2″ N, 9° 42′ 10″ W)
- Castle Morris (früher: Ballymullin Castle), Killarney, Ruinenreste einer Burg, erbaut um 1450 und vermutlich im Besitz der Geraldines of Trughmacknacy, später (nach 1650) im Besitz der Morris of Ballybeggan,[49][95] heute nur noch westliche Mauerreste des Turms stehend, eine spätere Umwehrung grenzt heute an die Ballymullen Road, Südteil am Fluss Lee; südöstliches Tralee an der N86[96] (Lage: 52° 15′ 37″ N, 9° 41′ 29″ W)
- Castle of the Island of Kerry (auch Castleisland Castle), Turmburgruine, in Castleisland, 1226 für Geoffrey De Marisco erbaut, später im Besitz des Earl of Desmond, von der Burg erhielt der Ort seinen Namen[97][98] (Lage: 52° 13′ 45″ N, 9° 28′ 1″ W)
- Castleshannon, (unsicherer) Burgstall, auf einem Küstenvorsprung in ein Coastal Promontary Fort eingebaut, nichts erhalten, nur eine Erwähnung von 1756, im Survey von 1841 waren noch Ruinenreste am südlichen Wallende verzeichnet; 12 km westlich Listowel, wenige Hundert Meter nordöstlich Ballingarry Castle[99] (Lage: 52° 26′ 27″ N, 9° 48′ 17″ W)
- Cathair an Lóthair (auch Loher Fort), westlich der N70 bei Caherdaniel, südlich Waterville (Lage: 51° 47′ 9,8″ N, 10° 9′ 56,2″ W)
- Cloonmealane Castle (auch: Clonmellane Castle), Townland Cloonmealane, westlich des heutigen Clounmellane, südlich des Maine Flusses, dreiseitige niedrige Ruinenreste eines Tower Houses, waren Besitz der Mac Carthy Clans[100] (Lage: 52° 10′ 44″ N, 9° 37′ 28″ W)
- Derryquin Castle, abgegangenes Schloss, lag auf heutigem Parknasilla Resort Hotel Gelände am nördlichen Ufer der Kenmare Bucht (Lage: 51° 48′ 56″ N, 9° 52′ 30″ W)
- Dingle Castle (auch: Caisleán na bhFiach), Castle unbekannten Datums, im Besitz der Knights of Kerry, verkauft 1565 an Richard Trant, heutiges Gebäude ist Sitz der Bibliothek; im Zentrum von Dingle, nördliches Ende der Main Street, Townland An Gróbh[101] (Lage: 52° 8′ 33″ N, 10° 16′ 10″ W)
- Doon Castle, Mauerrest eines Tower Houses im nördlichen Teil eines Coastal Promontory Fort, zwischen Bullybannion und Leck Castle (Townland Doon East) auf einer Felszunge in den Atlantik gelegen, 1709 als Ruine („Dunekuagh the ruins of a great fortification“) erwähnt, den anglo-normannischen Eroberern zugeschrieben[102] (Lage: 52° 31′ 49″ N, 9° 40′ 30″ W)
- Dromore Castle, um 1830 erbautes Schloss (English country house) der Mahony Familie, am nordwestlichen Ufer der Kenmare Bucht, westlich zwischen Kenmare und Rossmore Island unterhalb der N70; dazu gehört das Torhaus am Eingang zum Park an der N70, und nach 1/3 Strecke die künstliche Ruine des Dromore Castle 2, (Lage: 51° 51′ 26″ N, 9° 43′ 4″ W)
- Dún An Óir (auch: Fort del Oro oder Smerwick Castle), Reste einer eisenzeitlichen Befestigungsanlage mit Fortifikationsresten der spätmittelalterlichen Smerwick Festung aus der Desmond-Rebellion und dem Smerwick Massaker von 1580 an etwa 600 spanischen Söldnern und irischen Aufständischen[103][104] nördlich Ballyferriter auf einer größeren Felsenklippe an der Smerwick Bucht auf der Dingle-Halbinsel (Lage: 52° 11′ 27″ N, 10° 24′ 53″ W)
- Dunbeg Fort (irisch: An Dún Beag), Dun und bis ins Mittelalter genutztes Promontory Fort mit mehrfachen Abschnittswällen und Mauern in exponierter Lage auf einem Felsvorsprung ins Meer an der R559 am südwestlichen Ende der Dingle-Halbinsel (Lage: 52° 6′ 12″ N, 10° 24′ 31″ W)
- Dunkerron Castle (irisch: Caisleán Dún Ciarán), Turmburgruine, in Templenoe nahe Kenmare (Lage: 51° 52′ 32″ N, 9° 37′ 15″ W)
- Dunloe Castle (irisch: Caisleán Dhún Ló, auch: Castle at Dun Loich), Reste eines Tower Houses auf Resten einer früheren Kleinburg, 1215 für die FitzGeralds erbaut, 1261 zerstört, bis 1280 wiederaufgebaut und später mehrfach zerstört, als Tower House wiederaufgebaut, im 16. und 17. Jahrhundert mehrfach veräußert, letzter Besitzer die O’Mahony-Familie, die es 1820 und um 1890 letztmals renovieren ließ; diente zur Kontrolle einer Engstelle des Laune-Flusses kurz vor Mündung des kleineren Flusses Loe, im Park des heutigen Dunloe Hotels, westlich Killarney[105][106] (Lage: 52° 3′ 45″ N, 9° 37′ 41″ W)
- Fenit Castle, Wohnturmruine, auf kleiner vorspringender Landzunge an nordöstlicher Seite von Fenit Island am Ausgang der Barrow Bucht (Townland: Fenit Within), erbaut von den FitzMaurices im 17. Jahrhundert[107] (Lage: 52° 17′ 54″ N, 9° 52′ 23″ W)
- Fermoyle Castle (Iveragh) (auch: Formaoil Castle, irisch: Caisleán Fhormaoileach), niedrige Reste eines Tower Houses des O’Sullivan Mores Clan und Zweiges der O’Sullivans of Formoyle and Ballycarna aus dem frühen 17. Jahrhundert, einige Blöcke des Gebäudes sind im länglichen Stall nordöstlich davon verbaut, Townland Formaoil – 0,5 km westlich der R566 beim Weiler Emlaghmore, westlich des Ring of Kerry auf der Iveragh-Halbinsel[108][109] (Lage: 51° 52′ 2″ N, 10° 14′ 52″ W)
- Fermoyle Castle (Dingle), Burgstall eines vollständig abgetragenen Castles an der Nordküste der Dingle-Halbinsel (Townland: Formaoil-TC An Sráidbhaile), westlich Castlegregory, Teile von rotem Sandstein der Burg im wenige Meter westlich gelegenen Fermoyle House verbaut[110][111] (Lage: 52° 14′ 26″ N, 10° 7′ 39″ W)
- Ferriter’s Castle (auch Filliters Castle oder Castle Sybil, irisch: Caisleán Phiarais bzw. Caisleán an Fheirtéaraigh), Ruine eines normannischen Tower Houses des späten 15. Jahrhunderts innerhalb eines Coastal Promontory Fort’s Dún an Fheirtéaraigh des Ferriter Clans, nahe Ceann Sibeal Golf Club, nordwestliches Ende der Dingle-Halbinsel, Townland An Baile Uachtarach Theas; Heimat des Poeten Pierce Ferriter (1653 ermordet); 1756 wird das Tower House als Ruine beschrieben, nur noch zwei Seiten stehen, ein Eckturm stürzte 1845 nach Stürmen zusammen[112][113][114] (Lage: 52° 10′ 29″ N, 10° 27′ 14″ W)
- Fieries Castle (auch: Firies Castle), Ruinenreste eines Tower Houses, im 13. Jahrhundert erbaut, später im Besitz der McCarthy Mores, im 16. Jahrhundert zerstört, liegt auf der ehemaligen Timothy O’Sullivan Farm auf einem aufstehenden Felsen südlich der Ortschaft Fieries und der R561[115][116] (Lage: 52° 9′ 47″ N, 9° 35′ 56″ W)
- Flesk Castle (auch: Glenflesk Castle oder Coltsmann’s Castle), Schloss, erbaut im Stil der Burgenromantik und Gotik zwischen 1809 und 1815 durch John Coltsman, zu Beginn des 20. Jh. an John McGillycuddy verkauft, ab 1950 Verfall, heute Ruine, mehrere zinnenbewehrte Rund- und Ecktürme in unregelmäßiger Anordnung, südöstlich Killarney, Townland Dromhumper[117] (Lage: 52° 3′ 5″ N, 9° 28′ 40″ W)
- Gallarus Castle, Wohnturm, in Baile na nGall (Smerwick Bucht) auf der Dingle-Halbinsel (Lage: 52° 10′ 33″ N, 10° 21′ 21″ W)
- Glanalappa Castle, Burgstall eines Tower Houses, mit größerer rechteckiger Mauer, alles abgegangen, im Survey von 1841 noch als Ruine mit Resten beschrieben, an den westlichen Bergausläufern westlich der R524 auf halber Strecke zw. Athea und Glin (County Limerick) im Townland Glanalappa East (Moyvane River Zusammenfluss) 500 m westlich der County Grenze[118] (Lage: 52° 30′ 33″ N, 9° 19′ 11″ W)
- Glandine Castle, Burgstall im Glandine Townland, östlich des Finglas Flusses am Eingang der Dingle-Halbinsel und 1610 Sir Edmund FitzJohn FitzGerald zugeschrieben, eine Zuschreibung des 17. Jahrhunderts als Castle Launder (Linder oder Lander) ist nicht sicher, diente vermutlich zur Sicherung des Nord-Süd verlaufenden Haupttales[78][119] (Lage: 52° 12′ 43″ N, 9° 53′ 46″ W)
- Hussey Castle, abgegangenes Tower House der Hussey Familie unbekannten Datums, in den Desmond-Rebellionen an den Earl of Ormond vergeben, später im Besitz der Knights of Kerry, als Market House bekannter Hauptsitz der Herrscher über die Dingle-Halbinsel; nur verbaute Reste geblieben; im Zentrum von Dingle, Townland An Daingean[120] (Lage: 52° 8′ 30″ N, 10° 16′ 10″ W)
- Kenmare House, abgegangenes Schloss des Viscount Kenmare (Brownes of Killarney, Earls of Kenmare)[121], war eine kleine Version nach Art französischer Schlösser mit großem Park, 1726 errichtet, 1775 erweitert, 1872 niedergelegt[122]; südlich Killarney, östlich des MacCarthy Mór Castles am Seeufer (Lage: 52° 2′ 18″ N, 9° 29′ 58″ W)
- Killaha Castle (auch: O’Donoghue tower, oft auch falsch Killagha castle oder O'Donohue tower genannt[123]), Ruine eines zweiteiligen größeren Tower Houses, war Heimat des O’Donoghue of the Glens Clan, acht km nordwestlich Glenflesk, 500 m nordnordöstlich von Upper Killaha, direkt an einer südlichen Stichstraße zur N22, (Lage: 52° 1′ 19″ N, 9° 23′ 15″ W)
- Killarney House
- Killiney Tower, zweistöckige Ruine eines Tower Houses unbekannter Bauzeit in südöstlicher Ecke an eine frühmittelalterliche Kirchenruine angebaut, unterhalb des Lough Gill Sees, an der Basis der Magharees Halbinsel (nördlicher Teil der Dingle-Halbinsel) im gleichnamigen Townland Killiney[124][125] (Lage: 52° 14′ 55″ N, 10° 2′ 19″ W)
- Kilmurry Castle[126], Burgruine des FitzGerald Clans, aus rechteckigem Tower House und längsseitig angelehnten quadratischen Bergfried bestehend, östlich Castleisland, zw. den Ortschaften Cordal und Kilherbert gelegen,[127][128] (Lage: 52° 13′ 51″ N, 9° 22′ 50″ W)
- Leacanabuaile (auch Leacanabuaile Fort, irisch: Leaca na Buaile, eng.: Lackanabooly), auf der Landzunge westlich von Cahersiveen bei Kimego West (Lage: 51° 57′ 29″ N, 10° 15′ 42″ W)
- Letter Castle (auch: Mac Crehin’s Castle oder Castle of Letter oder Littur Castle), abgegangenes Tower House oder kleine Wasserburg, errichtet von den O’Sullivans Mores und übernommen und benannt nach dem MacCrohan Clan, in der Siedlung Letter etwa zwei km südlich von Cahersiveen[129][130] (Lage: 51° 55′ 30″ N, 10° 13′ 9″ W)
- Lick Castle (auch Leck castle, Leek Castle oder Lickbebune Castle, oder Irisch: Leac Bábhún oder Leac Beibhionn, angliziert: Lickbevune Castle), Burgruine (Tower House) auf Küstenfelsen innerhalb eines Promontory Fort, nördlich Ballybunion, nordwestlich Siedlung Bromore, um 1380 (durch den Fitzgerald Clan) oder im 15. Jahrhundert erbaut, um 1600 oder 1641 zerstört[131][132][133] (Lage: 52° 32′ 42″ N, 9° 40′ 44″ W)
- Listowel Castle, Turmburg, unter Denkmalschutz, im 15. Jahrhundert erbaut, im Ort Listowel (Lage: 52° 26′ 40″ N, 9° 29′ 13″ W)
- Lixnaw Castle, abgegangene Anglo-Normannische Burg, östlich einer Schleife des Brick Flusses, südwestlich von Lixnaw (12 km südwestlich Listowel), entweder um 1215 durch den walisischen Normannen William de Carew (Fitzgerald)[134] oder 1320 unter Nicholas Fitzmaurice, 3rd Baron of Lixnaw erbaut, um 1600 durch Sir Charles Wilmot zerstört.[135][136][137] Angeblich ist die Restaurierung von Teilen der Sankt-Brendan-Kathedrale von Ardfert um 1665 mit den Steinen des Lixnaw Castles realisiert worden.[138] (Lage: 52° 24′ 7″ N, 9° 37′ 41″ W)
- MacCarthy Mór Castle (auch: Castlelough Castle oder Poolcastle), Ruine eines ehemals mächtigen Tower Houses der MacCarthy Mór Familie, südlich Killarney, am östlichen Ufer des Lough Leane (Lage: 52° 2′ 13″ N, 9° 30′ 2″ W)
- Minard Castle (irisch: Caisleán na Mine Airde, auch Min Aird Castle), Ruine eines Tower House, eines der drei FitzGerald Häuser auf der Dingle-Halbinsel, nahe Lispole an der südöstlichen Küste der Dingle-Halbinsel[139][140][141][142] (Lage: 52° 7′ 34″ N, 10° 6′ 38″ W)
- Molahiffe Castle, im Townland Castlefarm, mittig zwischen Maine Fluss und Ortschaft Firies im gleichnamigen Weiler, Tower House Burgstall in ovalem Burgbering (Promontory Fort?), Vorgängerbau einer Burg Thomas Fitzmaurice (Ende des 12. Jh.) zugeordnet, späteres Tower House war Besitz des Mac Carthy Clans, um 1700 im Besitz der Browne Familie[143][144][145] (Lage: 52° 10′ 57″ N, 9° 35′ 34″ W)
- Moorestown Castle (auch Castle Moore, irisch: Caisleán an Mhúraigh, irisch lokal: Caisleán na gCúig gCúinne (bedeutet: Five-cornered castle)), im Townland Baile an Mhúraigh[146] im Mündungsbogen des Feo(t)hanagh Flusses im Nordwesten der Dingle-Halbinsel zum nordöstlichen Haken der Smerwick Bucht; Burgstall eines vermutlich fünfeckigen Tower Houses, von dem nur noch eine ruinöse Mauerseite steht, Ersterwähnung 1550, galt als geteilter Besitz der FitzGeralds and Moores, 1841 Ruine, 1921 fast völlig niedergelegt und in den umliegenden Häusern verbaut[147][148] (Lage: 52° 13′ 6″ N, 10° 20′ 12″ W)
- Muckross House, Schloss, 7 km westlich Killarney, Herzstück des Bourn Vincent Memorial Parks und liegt inmitten des Killarney-Nationalparks (Lage: 52° 1′ 5,5″ N, 9° 30′ 14,5″ W)
- Pallis Castle, abgegangenes Tower House (nur steinbruchartige Grundmauerreste) der MacCarthy More Familie im gleichnamigen Pallis Townland, nördlich des Laune-Flusses, westlich Killarney, im Waldstück wenige Meter nordwestlich des Vierseitenhofes der Pallis-Farm, Reste wurden zum Straßenbau, für die nahe Laune Brücke, das Beaufort House, wie auch für die Farmhäuser selbst benutzt, Erbauungszeit unbekannt, 1841 schon als Ruine bezeichnet[149] (Lage: 52° 4′ 51″ N, 9° 37′ 42″ W)
- Parkavonear Castle, nördlich der N72, nordwestlich Killarney (Lage: 52° 4′ 28″ N, 9° 33′ 16″ W)
- Poulnamuck Tower House, Tower House mit Eckturm, erbaut um 1450, mehrfach umgebaut, heute Wohnhaus und Privatbesitz, im gleichnamigen Townland in Killarney, Muckross Road, südlich des Flusses Flesk[150] (Lage: 52° 2′ 41″ N, 9° 30′ 15″ W)
- Pookeenee Castle (irisch: Na Púícíní), wenige Mauerreste einer Kleinburg, Erbauung im späten 15. Jh. angenommen, in einem Promontory Fort (Tower House mit Tourellen und Burgmauer), Landzunge 100 m nördlich Ballybunion Castle, dem O’Sullivan Beare Clan zugewiesen[151][152] (Lage: 52° 31′ 2″ N, 9° 40′ 43″ W)
- Rahinnane Castle (irisch: Caislean Rathanain), Tower House Ruine in einem Ráth mit doppeltem Wall, Sitz der Knight of Kerry bis zur Cromwellschen Rückeroberung Irlands, liegt im Westen der Dingle-Halbinsel zw. Ventry und Bellyferriter (Lage: 52° 8′ 33″ N, 10° 23′ 1″ W)
- Rahoneen Castle (auch: Rahanane Castle), Ruine eines Tower Houses, nordöstlich Tullagh Upper, westlich Ardfert, vermutlich urspr. im Besitz des Bischofs von Ardfert[153] (Lage: 52° 19′ 10″ N, 9° 49′ 12″ W)
- Reencaheragh Castle (auch: Craig Castle), Promontory Fort, das bis ins Mittelalter genutzt und ausgebaut (zweistöckiges Tower House) wurde, Torhaus und Inland-Mauer erhalten, Besitz des O’Sullivan (Doon) Clan,[154][155] westlich Portmagee an der Steilküste auf einer länglichen Klippe mit Kontrolle des Kanals zwischen Valentia Island (Lage: 51° 52′ 41″ N, 10° 23′ 49″ W)
- Rice Castle, abgegangenes Tower House von Peter Rice aus der zweiten Hälfte des 16. Jahrhunderts, zwei Jahressteine mit „RICE ANNO 1563“ und „1586“ sind bekannt, nur verbaute Reste geblieben; Townland An Daingean, im Zentrum von Dingle, Ecke Main Street/Green Street[156], heute Hostel als Green Street Tower House (Lage: 52° 8′ 31″ N, 10° 16′ 10″ W)
- Ross Castle (irisch: Caisleán an Rois), wiederaufgebaut, auf Halbinsel am Ostufer des Lough Leane, südlich Killarney, im Killarney-Nationalpark, (Lage: 52° 2′ 28″ N, 9° 31′ 53″ W)
- Short Castle (Killarney)[157], abgegangenes kleines Tower House im Beaufort Townland in der Flussschleife des Laune river, ca. 2 km westlich des Ausflusses aus dem Lough Leane See, Erbauungszeit um 1641 vermutet durch den Sullivan Clan, im 18. Jahrhundert komplett durch das Beaufort House (Herrenhaus) überbaut, Grundmauerreste nur vermutet[158] (Lage: 52° 4′ 17″ N, 9° 37′ 51″ W)
- Short Castle (Cahersiveen) (auch: Srugreana Castle; irisch: Caisleán Gearr), Burgstall eines Tower Houses (nur noch Plattform sichtbar) im Glebe Townland, ca. 5 km östlich Cahersiveen am westlichen Teil eines Bergausläufers, südöstlich der Killinane Kirche, Erbauungszeit unklar, in den Cromwell-Kriegen erwähnt, 1697 für den MacCarthy Clan zurückgewonnen, gehörte dem Zweig der Sliocht Cormac Dunguile, Ende des 19. Jh. nur noch Grundmauerreste vorhanden[159] (Lage: 51° 56′ 54″ N, 10° 8′ 10″ W)
- Slea Head Ring Fort, südwestliches Ende der Dingle-Halbinsel, oberhalb des Slea Head cross an der R559 (Lage: 52° 6′ 30″ N, 10° 25′ 37″ W)
- Staigue Fort (irisch: Cathair na Stéige), im Süden der Iveragh-Halbinsel, zwei km nördlich des Abzweigs von Castelecove (N70) (Lage: 51° 48′ 19,1″ N, 10° 0′ 57,5″ W)
- Tarbert Castle (Irland) (auch: O’Connor Castle, Tarmon Castle), abgegangenes kleines Castle (Tower House) wie in Asdee und der eigentliche Sitz der O’Connor Kerry in Carrigafoyle, John O’Connor richtete hier wohl die Lordschaft of Tarbert für seinen zweiten Sohn Dermot ein, urkundlich der 3. Lord Tarbert 1550, keine Spuren mehr vorhanden; südlich Tarbert im Townland Tarmon East[160] (Lage: 52° 32′ 49,4″ N, 9° 21′ 45,1″ W)
- Tralee Castle, abgegangene Burg im Stadtkern, im 13. Jahrhundert mit der Stadt durch John Fitzgerald, Earl of Desmond, erbaut, 1580 in der Earl of Desmond Rebellion erstmals zerstört, 1586 Stadt und Burg an Ritter Sir Edward Denny, 1598 erneut zerstört, 1627 wiederaufgebaut, 1641/42 erneut zerstört, 1653 für Sir Arthur Denny erneuert, 1691 wieder zerstört und erneut (als Schloss und Herrenhaus) aufgebaut, seit 1782 Sitz der Denny Baronetschaft, 1826 endgültig niedergelegt,[161][162] der heutige Park of Tralee gehörte früher zum Grundbesitz der Burg, (Lage: 52° 16′ 6″ N, 9° 42′ 14″ W)
- Wynn’s Castle (auch Wynne’s Folly), Schlossruine, nahe dem Ort Glenbeigh, 1867 (Vorgänger von 1797 als Headley Towers bekannt) von Lord Headley Wynn(e) erbaut lassen, 1921/22 zerstört[163] (Lage: 52° 3′ 8″ N, 9° 56′ 37″ W)

### County Kildare
In der Datenbank des Historic Environment Viewer des Irischen National Monuments Service sind für das County 205 Einträge als Castle verzeichnet (Stand August 2023), davon sind 121 nicht klassifiziert (von diesen ist nur von 54 die genaue Lage bekannt), 6 als Anglonormannisch, 3 als Hall-Houses (Festes Haus), 15 als Motten, 8 als Motte mit Vorburg bzw. Wirtschaftshof (im Englischen Motte-and-bailey castle), 4 sind als (mittelalterliches) Ringwork (dem deutschen Begriff Erdwerk gleich und ungleich den vorzeitlichen Ráth oder Ringfort) und 48 nachweislich als Tower House eingestuft. Die hohe Anzahl nichtklassifizierter Castles deutet auf wenige Kenntnisse über diese Befestigungen hin, die dadurch, trotz schriftlicher Zeugnisse, eine genauere Einteilung nicht erlauben. Von den 205 Einträgen sind nur von 60 %, nämlich von 129 Stätten, die Lagekoordinaten bekannt.
- Motte von Ardscull, bei Athy
- Barberstown Castle, restauriert
- Barretstown Castle
- Carbury Castle, Ruine
- Carrick Castle, Ruine

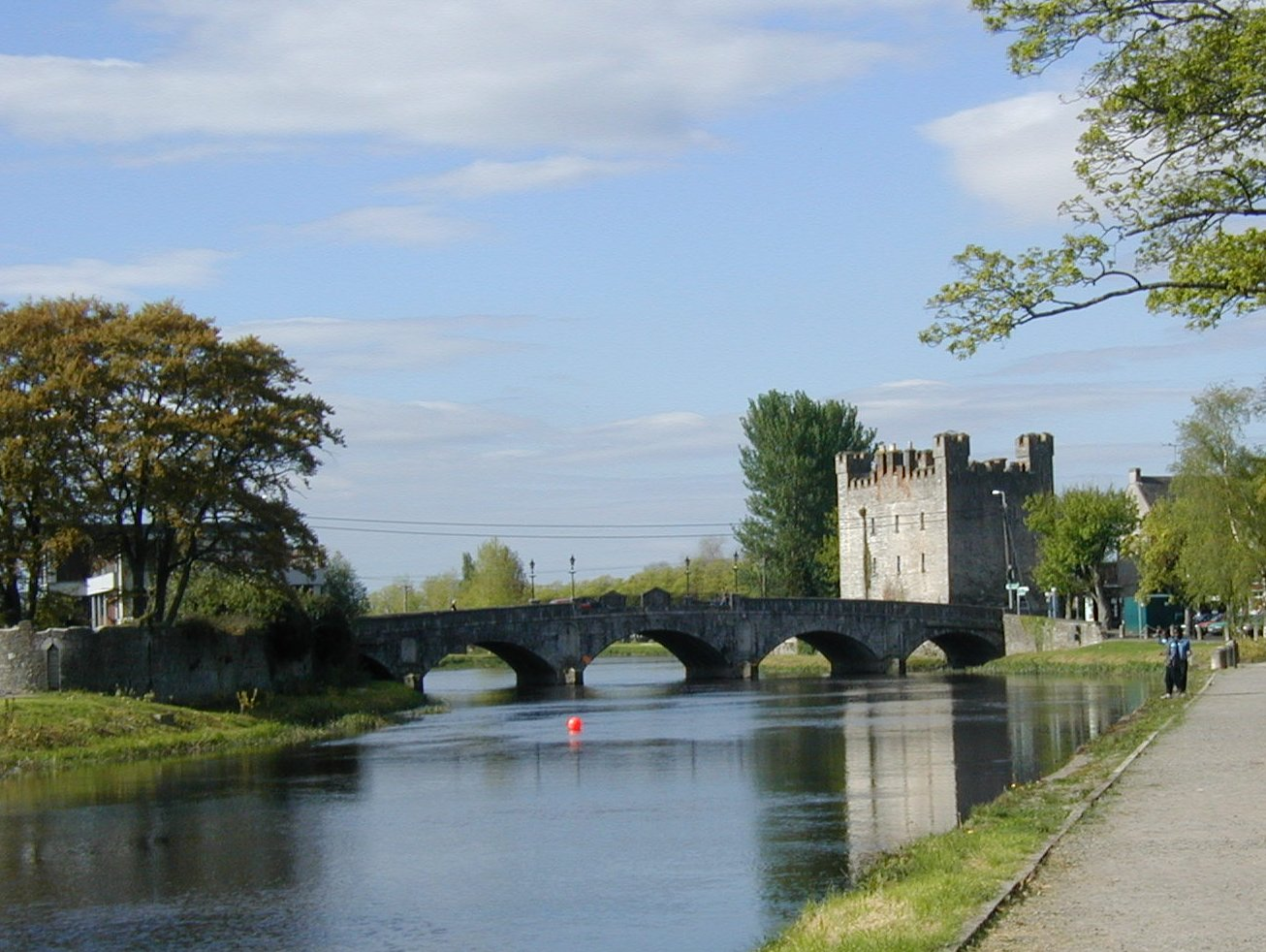
White’s Castle, Athy

- Carton House, Mainooth, Landschloss
- Castletown House,  Celbridge, schlossgleiches Herrenhaus mit großer Parkanlage
- Grange Castle, Ruine
- Jigginstown Castle (Sigginstown House), Ruine
- Kildare Castle, Burgruine
- Kilkea Castle
- Kilteel Castle
- Leixlip Castle, restauriert
- Maynooth Castle, intakte Anlage
- Rathcoffey Castle, Ruine
- Rheban Castle
- White’s Castle (Caisleán an Fhaoitigh), Restaurierung abgeschlossen

### County Kilkenny

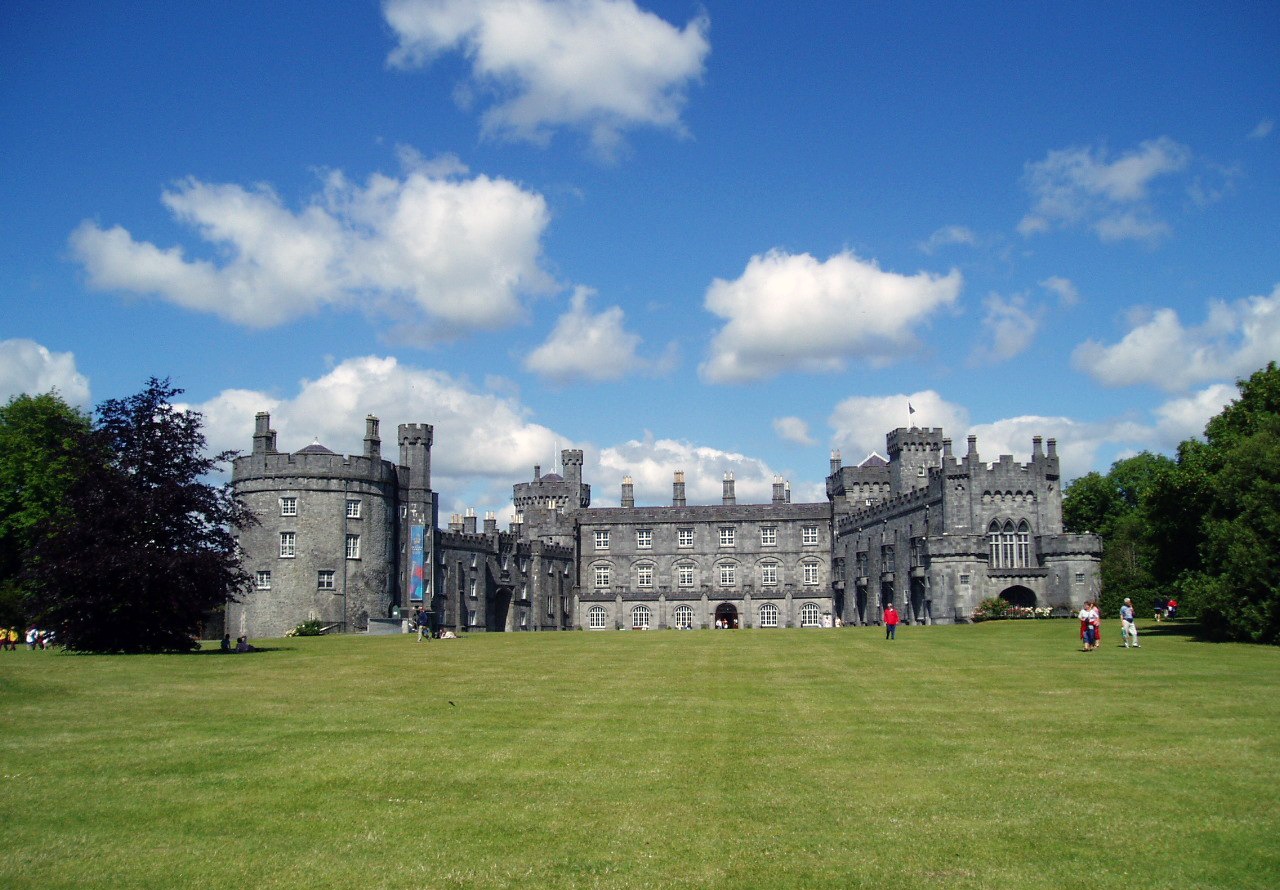
Kilkenny Castle

In der Datenbank des Historic Environment Viewer des Irischen National Monuments Service sind für das County Kilkenny 343 Einträge als Castle verzeichnet (Stand August 2023), davon sind 226 nicht klassifiziert (von diesen ist nur von 125 auch die genaue Lage bekannt), 2 als Anglonormannisch, 25 als Motten, 7 als Motte mit Vorburg bzw. Wirtschaftshof (im Englischen Motte-and-bailey castle), 11 sind als (mittelalterliches) Ringwork (dem deutschen Begriff Erdwerk gleich) plus 2 als Ringwork mit Bailey und 70 nachweislich als Tower House eingestuft. Von den 343 Einträgen sind von 241 Stätten die Lagekoordinaten bekannt.
- Annaghs Castle
- Ballinlaw Castle, Ruine
- Ballybur Castle, wurde restauriert[164]
- Ballyragget Castle, Ruine
- Ballyshanemore Castle, auch Ballysean Castle genannt, Gowran
- Burnchurch Castle, intakt
- Clara Castle
- Coolhill Castle, Ruine
- Corluddy Castle, Ruine
- Dunkitt Castle, Ruine
- Foulksrath Castle, intakte Burg
- Gorteens Castle, Ruine
- Gowran Castle, restauriert
- Granagh Castle, Ruine
- Grennan Castle (irisch: Caisleán Ghrianáin), Thomastown, Tower House Ruine im Bogen des Flusses Nore
- Kilbline Castle, intakte Burganlage
- Kilkenny Castle
- Maudlin Castle, Restaurierung abgeschlossen
- Neigham Castle, 2,5 km südöstlich von Gowran
- Paulstown Castle, Paulstown
- Shankill Castle, restauriert

### County Laois

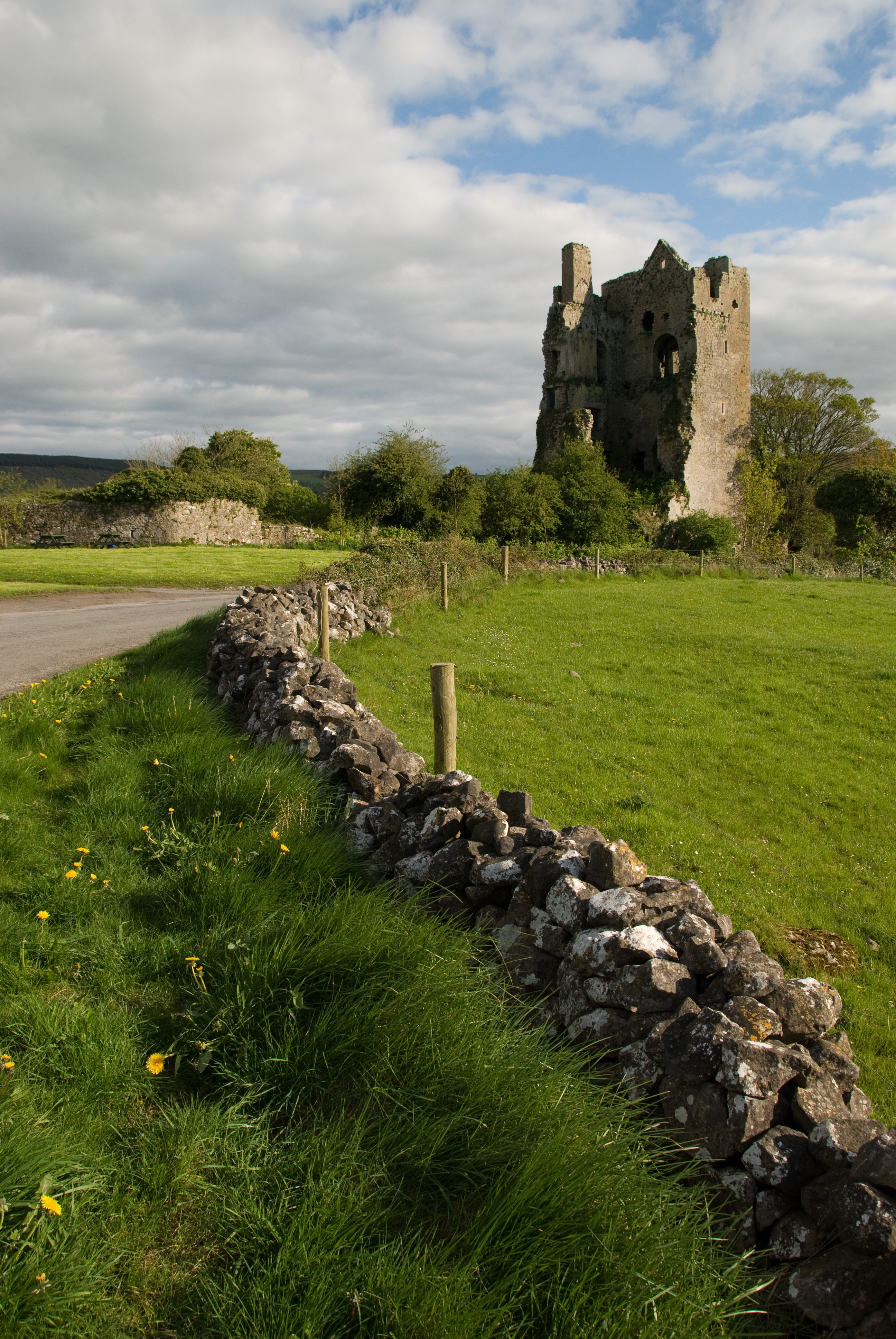
Cullahill Castle

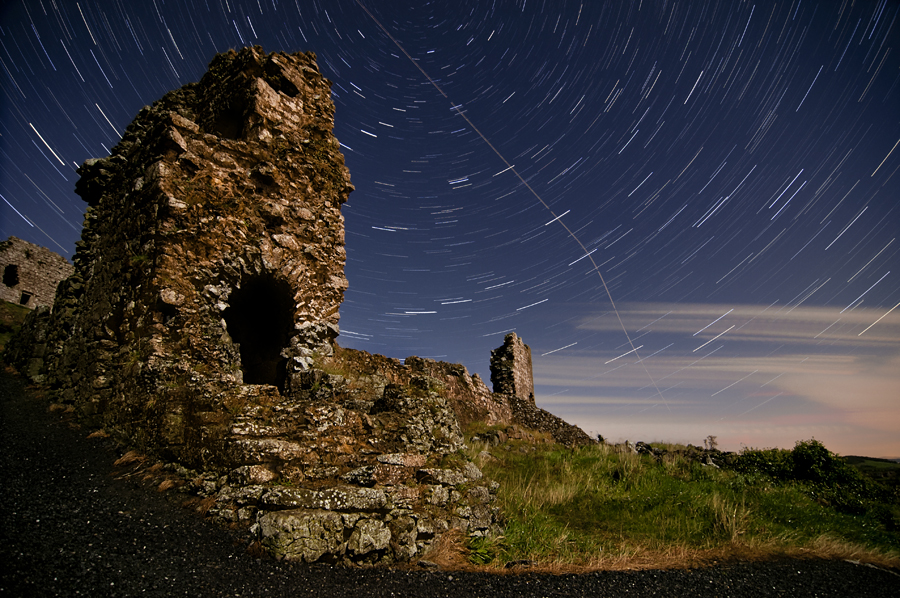
Dunamase Castle bei Nacht

- Abbeyleix Castle (Abbeyleix House), Landschloss der Viscounts de Vesci, entworfen von James Wyatt, gebaut durch William Chambers, (Lage: 52° 53′ 46″ N, 7° 22′ 23″ W)
- Ballagh Castle, Ballagh, Errill, Tower House (Lage: 52° 50′ 26″ N, 7° 40′ 4″ W)
- Ballaghmore Castle, Restaurierung abgeschlossen, Tower House (Lage: 52° 57′ 36″ N, 7° 42′ 25″ W)
- Ballinakill Castle, Ballinakill, Schlossgleiches Herrenhaus mit Park (Lage: 52° 52′ 28″ N, 7° 18′ 25″ W)
- Ballyadams Castle, Tower House mit Zinnen, burgmäßig mit Burgmauer und weiterem Gebäude ausgebaut, heute Burgruine (Lage: 52° 57′ 54″ N, 7° 3′ 51″ W)
- Ballygeehin Castle, Ballygeehin Lower, Ballacolla, (Lage: 52° 54′ 6″ N, 7° 26′ 49″ W)
- Capard House, Capard, Rosenallis, Landhaus (Lage: 53° 6′ 48″ N, 7° 25′ 45″ W)
- Castlecuffe Castle (Stronghouse), Ballygeehin Lower, Ballacolla, Schlossruine (Lage: 53° 9′ 5″ N, 7° 34′ 49″ W)
- Castletown Castle, Castletown, Spahill, Umfassungsreste am River Nore (Lage: 52° 58′ 43″ N, 7° 29′ 33″ W)
- Clonburren Castle, Clonburren (Moore), guterhaltene Ruine eines Tower Houses (Lage: 52° 49′ 6″ N, 7° 37′ 50″ W)
- Cloncourse Castle, Ruine eines größeren Tower Houses mit Bawn (Lage: 52° 57′ 50″ N, 7° 40′ 33″ W)
- Clonreher Castle, Cappagh North, kleine Tower Houseruine, (Lage: 53° 3′ 23″ N, 7° 20′ 4″ W)
- Coolbanagher Castle, Shaen, abgegangen, Südfassade des Tower Houses im Februar-Sturm 2014 kollabiert, danach komplett abgetragen (Lage: 53° 4′ 41″ N, 7° 13′ 57″ W)
- Cullahill Castle, Ruine einer einst vom Tower House zur Burg ausgebauten Befestigungsanlage (Lage: 52° 48′ 58″ N, 7° 28′ 22″ W)
- Derrin Castle, Ruine eines Festen Hauses oder Herrenhauses, Derrin, Caher, (Lage: 52° 56′ 46″ N, 7° 36′ 49″ W)
- Dunamase Castle, Ruine (Lage: 53° 1′ 54″ N, 7° 12′ 37″ W)
- Castle Durrow, Schloss (Lage: 52° 50′ 46″ N, 7° 24′ 5″ W)
- Emo Court House, Emo, Portarlington, Schloss mit Park und Schlossallee, von einem Waldgebiet umgeben, gebaut um 1790 für den Earl of Portarlington (Lage: 53° 6′ 26″ N, 7° 11′ 49″ W)
- Fermoyle Castle (County Laois), östlich von Durrow, Eckruine eines Tower Houses am Rande eines Bauernhofes, der Bawn heute Teil der Grundstücksgrenze (Lage: 52° 51′ 20″ N, 7° 21′ 39″ W)
- Garranmaconly Castle, Tower House-Ruine (Lage: 52° 54′ 29″ N, 7° 40′ 54″ W)
- Gortnaclea Castle, Tower House-Ruine (Lage: 52° 55′ 34″ N, 7° 27′ 51″ W)
- Grange More Castle, Ruine eines Festen Hauses (Lage: 52° 55′ 5″ N, 7° 36′ 3″ W)
- Grantstown Castle, Tower House-Ruine (Lage: 52° 52′ 5″ N, 7° 30′ 27″ W)
- Kilbreedy Castle, Tower House-Ruine (Lage: 52° 52′ 12″ N, 7° 33′ 3″ W)

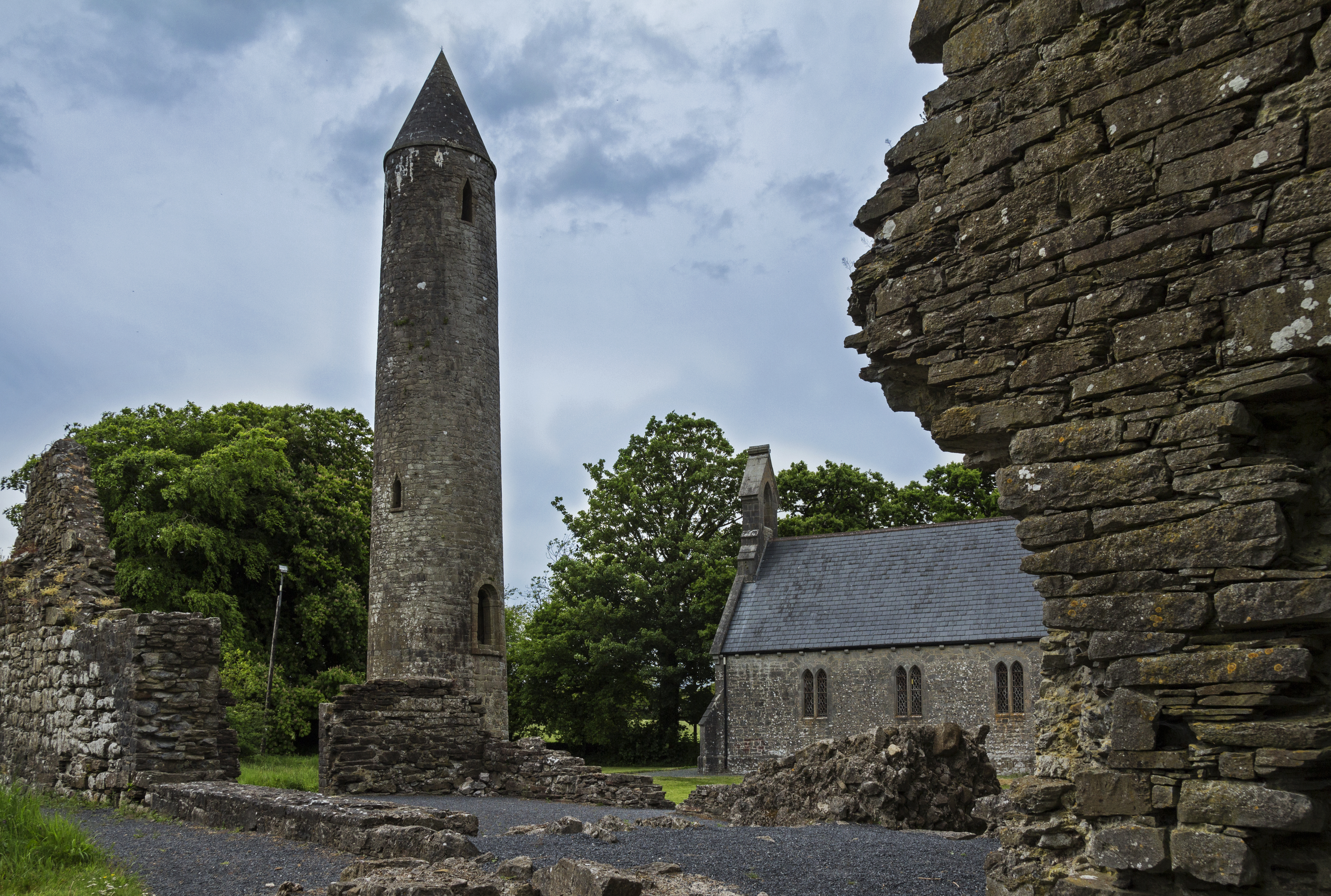
Der Timahoe Rundturm

- Lea Castle, Ruine eines großen Tower Houses, das einst burgmäßig befestigt und ausgebaut war (Lage: 53° 9′ 22″ N, 7° 8′ 51″ W)
- Morett Castle (Moret Castle), minimale Ruinen eines Tower Houses (Lage: 53° 4′ 38″ N, 7° 11′ 38″ W)
- Rush Hall Castle (Rush Hall House), Ruinen eines Tower Houses mit Erweiterungsbauten (Lage: 52° 57′ 35″ N, 7° 32′ 22″ W)
- Shrule Castle (Shrule), Shrule (ein Gehöft innerhalb der alten Burgmauern), mächtige Wohnturmruine mit Burgmauer westlich des River Barrow nahe der 3-County-Grenze zum County Carlow und County Kildare (Lage: 52° 52′ 46″ N, 6° 56′ 29″ W)
- Timahoe Tower, Rundturm der Klosterruine von St. Mochua, Timahoe (Lage: 52° 57′ 38″ N, 7° 12′ 13″ W)
- Tinnakill Castle, Tower House-Ruine (Lage: 53° 7′ 41″ N, 7° 15′ 5″ W)
- Tullomoy Castle, Ruine eines Festen Hauses (Lage: 52° 57′ 58″ N, 7° 6′ 10″ W)

### County Leitrim

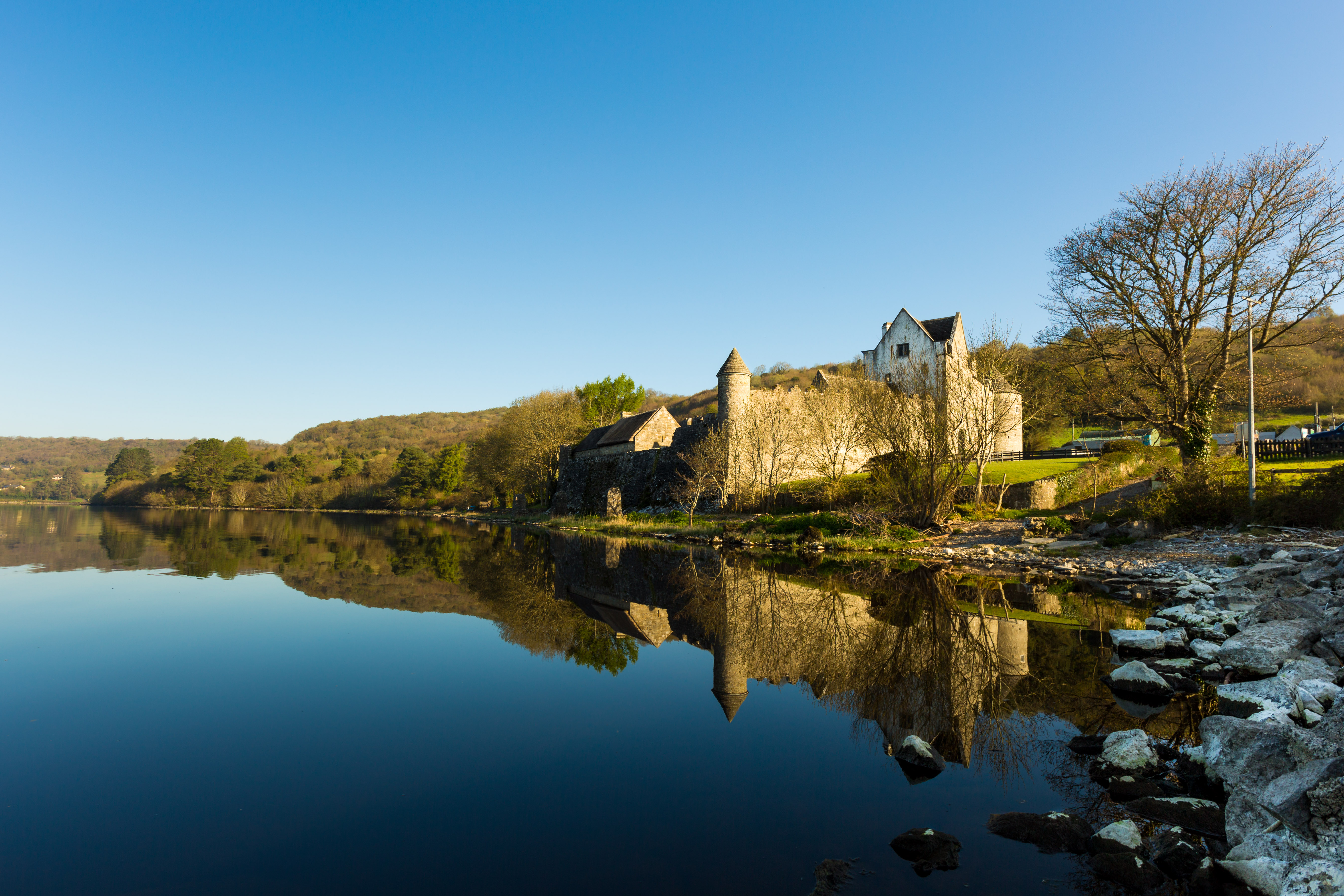
Parke’s Castle am Ufer des Lough Gill

- Carrick-on-Shannon Castle, Carrick-on-Shannon,  Townland Townparks, Burgstall eines Tower Houses (Lage: 53° 56′ 36″ N, 8° 5′ 42″ W)
- Lough Rynn Castle (irisch: Caisleán Loch na Reanna), südlich Mohill, restauriertes Schloss mit großem Schlosspark und Hotel (Lage: 53° 53′ 38″ N, 7° 50′ 50″ W)
- Castle of Lough Scur (auch: Prison Island Castle), Keshcarrigan, im Loughscur See auf der Jail Insel (auch Prison Island, Gefängnisinsel), einer befestigten Crannóg (Lage: 54° 1′ 37″ N, 7° 57′ 21″ W)
- Mac Raghnaill Castle, Burgruine nahe Lough Rynn Castle am Ufer des Lough Rynn (Lage: 53° 53′ 35″ N, 7° 51′ 5″ W)
- Manorhamilton Castle, Manorhamilton, restaurierte Burgruine mit Burgmauer und Ecktürmen (Lage: 54° 18′ 24″ N, 8° 10′ 45″ W)
- O’Rourke’s Castle, Leitrim, Ruinenreste eines Tower Houses des Mac Raghnaill Clans aus dem Ende des 15. Jahrhunderts (Lage: 53° 59′ 28″ N, 8° 3′ 52″ W)
- Parke’s Castle  (irisch Caisleán Parke), Lough Gill, Killmore, restaurierte Burg am Seeufer (Lage: 54° 15′ 53″ N, 8° 20′ 5″ W)
- Rosclogher Castle (auch: Rossclogher Castle), Burgruine auf einer Insel westlich im Lough Melvin, ursprünglich Besitz der Mac Clancys of Dartry (Lage: 54° 26′ 33″ N, 8° 14′ 24″ W)
- Castle Sean (auch Castle John), Gowly Townland, Halbinsel südlich am Loughscur See, Ruine (Lage: 54° 1′ 31″ N, 7° 56′ 59″ W)

### County Limerick

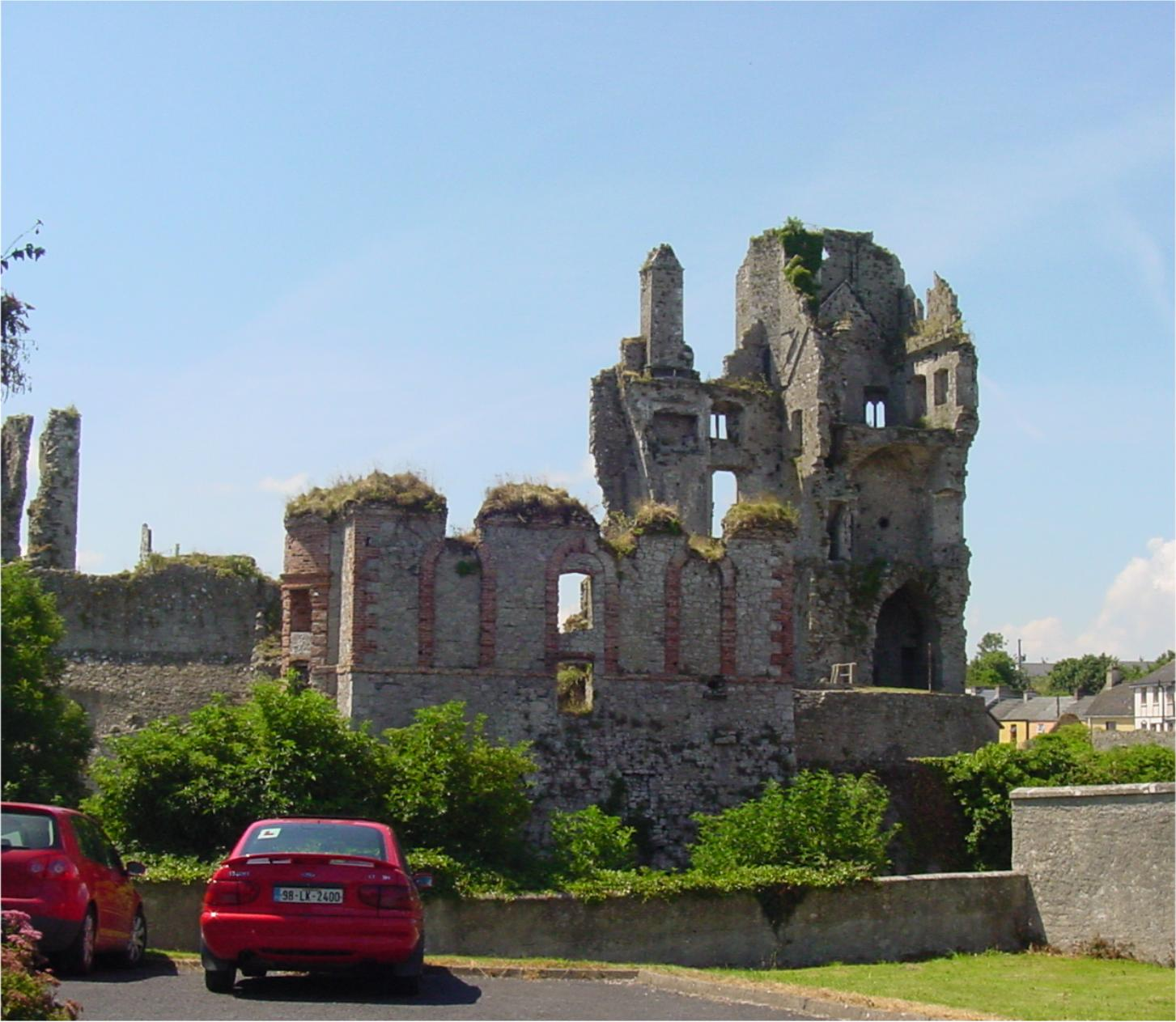
Askeaton Castle

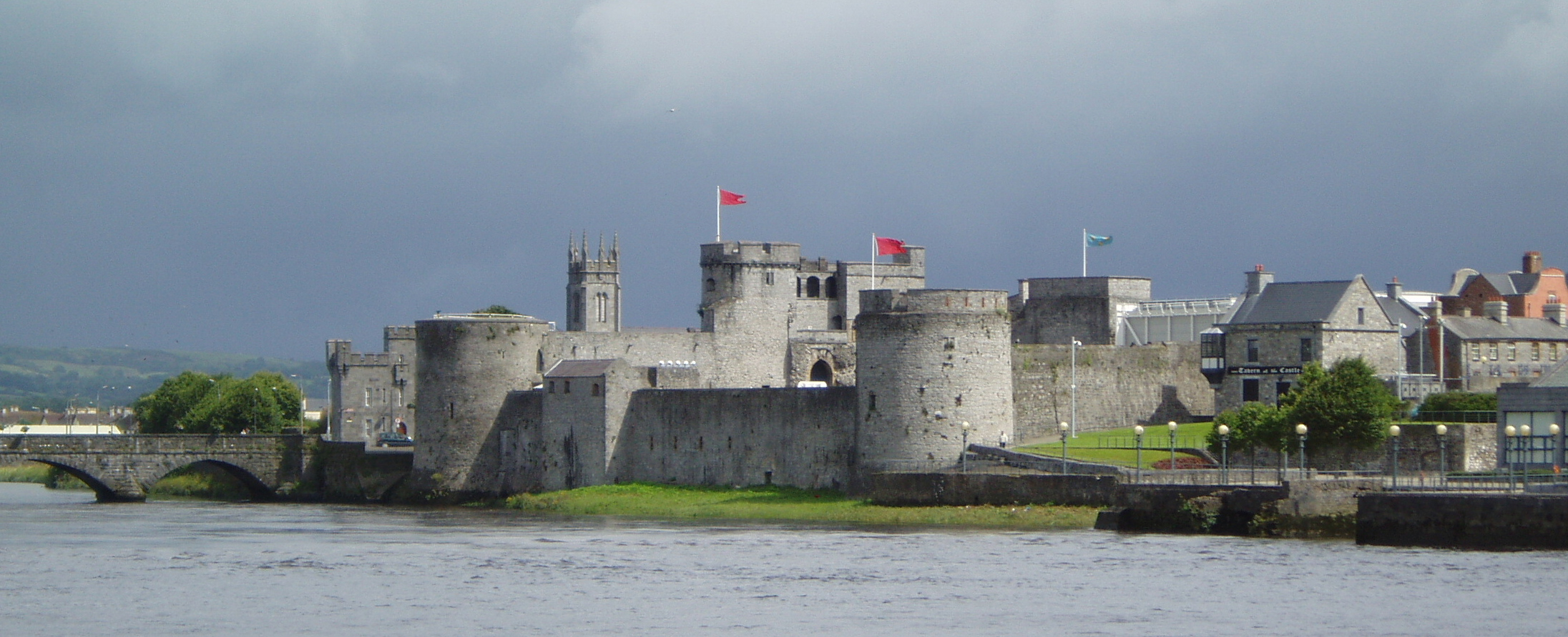
King John’s Castle in Limerick

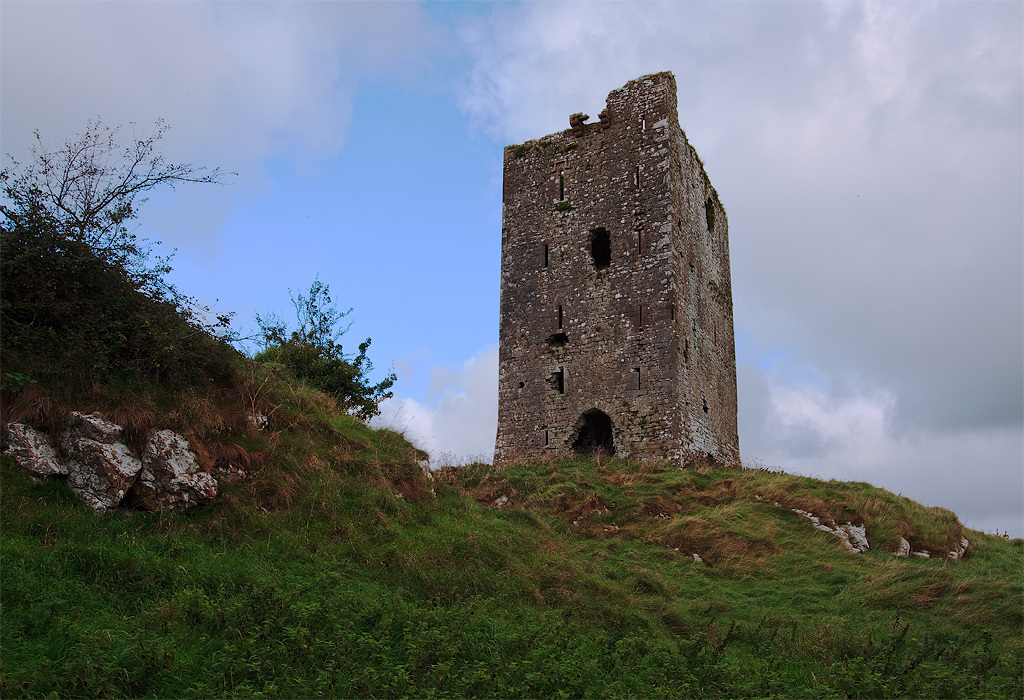
Tower House, genannt Rockstown Castle

- Haus Adare, schlossgleiches Herrenhaus, Adare
- Askeaton Castle
- Ballingarry Castle (auch: de Lacy Castle oder de Lacy Tower oder lokal: Parson’s Castle), Ballingarry[165][166]
- Ballygrennan Castle
- Black Castle
- Bourchier’s Castle
- Carrigogunnell Castle
- Castle Connell (auch Gunning Castle), Castleconnell
- Cregane Castle (auch Creganne Castle), Ortschaft Ballysally/Cregane, 2 km nördlich Charleville nahe der N20, Burgstall, ehemaliger Besitz der Hutchins Familie, (Lage: 52° 22′ 58″ N, 8° 41′ 13″ W)
- Croom Castle (auch Crom Castle, Castle of Crom, irisch: Caisleán na Croma)
- Desmond Castle, Adare
- Fanning's Castle (auch Whitamore's Castle, irisch: Caisleán Uí Fhionáin), Limerick
- Glenquin Castle, 2,5 km westlich Killeedy, Tower House, restauriert
- Glin Castle (Old)
- Glin Castle, Hotel,
- King John’s Castle, Limerick City (Irisch: Caisleán Luimnigh), Limerick
- King John’s Castle, Kilmallock, Tower House mit Durchgang
- Lisnacullia Castle
- Castle Matrix
- Castle Oliver, auch bekannt als Clonodfoy
- Purt Castle (auch Port Castle oder Portrinard Castle, irisch: Caisleán Phort Trí Namhad), 2,5 km nordwestlich Abbeyfeale am Fluss Feale
- Rockstown Castle, 5 km südlich von Ballyneety, gut erhaltene Ruine eines Tower Houses
- Springfield Castle, im Dorf Broadford in der Nähe von Newcastle West
- Castle Troy
- Williamstown Castle

### County Longford
In der Datenbank des Historic Environment Viewer des Irischen National Monuments Service sind für das County 94 Einträge als Castle verzeichnet (Stand August 2023), davon sind 60 nicht klassifiziert (von diesen ist nur von 18 die genaue Lage bekannt), 5 als Anglonormannisch, 8 als Motten, 7 als Motte mit Vorburg bzw. Wirtschaftshof (im Englischen Motte-and-bailey castle), 3 sind als (mittelalterliches) Ringwork (dem deutschen Begriff Erdwerk gleich und ungleich den vorzeitlichen Ráth oder Ringfort) und 11 nachweislich als Tower House eingestuft. Die hohe Anzahl nichtklassifizierter Castles deutet auf wenige Kenntnisse über diese Befestigungen hin, die dadurch, trotz schriftlicher Zeugnisse, eine genauere Einteilung nicht erlauben. Von den 94 Einträgen sind von 51 Stätten die Lagekoordinaten bekannt.
  Bestand am: 9. August 2023 | 1 (von 94)
| Name                                        | Koordinaten                 | Ort                                                           | Typ         | Entstehungszeit                     | Erhaltungszustand und Kurzbeschreibung | Bild        |
| ------------------------------------------- | --------------------------- | ------------------------------------------------------------- | ----------- | ----------------------------------- | --- | ----------- |
| Castle Forbes (auch: Castleforbes House)    | 53° 46′ 16″ N, 7° 51′ 2″ W  | Castleforbes Demesne bzw. Lowertown, östlich des Lough Forbes | Landschloss | um 1830                             | Eine kleine ursprüngliche Burg, die 1620 schon bestand (Nordost-Ecke), wurde um 1830 durch ein Landschloss in gotischen Formen überbaut, dabei auch ein Fabrikgebäude aus den 1660er Jahren einbezogen. Mehrfach umgebaut, zuletzt in den 1920er Jahren nach einem großen Feuer. Zweigeschossiges kompaktes Gebäude mit vierstöckigem runden Eckturm mit Zinnen und einem quadratischen Turm als Eingangsbereich (Mittelrisalit), das ganze Schloss mit Zinnenbekrönung. Flache Anbauten nach Nordosten und Westen, an die sich u-förmig Ökonomiegebäude anschließen. Westlich dahinter, Richtung Lough Forbes, ein 80 × 60 m großes rechteckiges Geviert aus Ökonomiebauten. Südwestlich ein Schlossgarten. |             |
| Motte von Granard (auch Rath Granard)       | 53° 46′ 31″ N, 7° 30′ 2″ W  | Granard                                                       | Motte       | um 1199                             | Anglonormannische Motte mit kleiner Vorburg, als gut sichtbarer Burgstall erhalten. Die ca. 20 m Durchmesser große Motte liegt nördlich, südlich das Vorburggelände, beide von einem schwachen Wallgraben mit ca. 100 m Durchmesser umgeben. | Mehr Bilder |
| Mornin Tower House (auch: Castlerea Castle) | 53° 39′ 24″ N, 7° 45′ 51″ W | Moydow-Townland Castlerea                                     | Tower House | um 1260 oder spätes 16. Jahrhundert | Ruinenreste eines Tower Houses (Hausecke plus mehrere Meter Mauer) in Sichtweite des Moydow Castle. Beschreibung und Geschichte scheinen mehrfach verwechselt. |             |
| Moydow Castle (auch: Castlerea Castle)      | 53° 39′ 33″ N, 7° 45′ 59″ W | Moydow                                                        | Tower House | um 1260 oder spätes 16. Jahrhundert | Die Ruine des ehemals vier- oder fünfstöckigen Tower Houses liegt am Fuß der Slieve Gauldry Hills. Die Historie ist nicht ganz klar, Beschreibung und Geschichte scheinen mehrfach verwechselt mit dem stärker zerstörten Mornin Tower House ca. 300 m weiter südlich. |             |
| Rathcline Castle                            | 53° 39′ 6″ N, 8° 0′ 1″ W    | Curragha, Townland Rathcline, südwestlich Lanesborough        | Burg        |                                     | Quadratisches ca. 55 m auf 55 m großes Burggeviert mit fast vollständig erhaltener Burgmauer, wohl an allen vier Ecken früher mit kleinen quadratischen Ecktürmen versehen; Grundmauern eines Nord-Süd ausgerichteten rechteckigen Gebäudes im Nordwesten; Burghaus-Ruine an der nordöstlichen Ecke, die geteilt als Festes Haus und als Tower House beschrieben werden. |             |

### County Louth

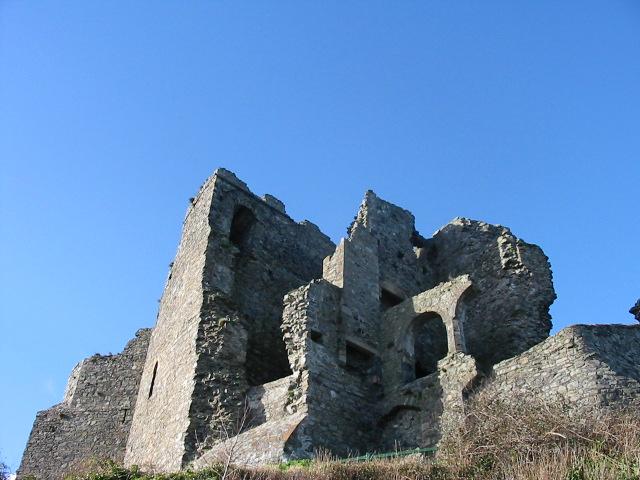
King John’s Castle bei Carlingford

In der Datenbank des Historic Environment Viewer des Irischen National Monuments Service sind für das County 113 Einträge als Castle verzeichnet (Stand August 2023), davon sind 38 nicht klassifiziert (von diesen ist nur von 26 die genaue Lage bekannt), 2 als Anglonormannisch, 13 als Motten, 18 als Motte mit Vorburg bzw. Wirtschaftshof (im Englischen Motte-and-bailey castle) und 42 nachweislich als Tower House eingestuft. Von den 113 Einträgen sind von 95 Stätten die Lagekoordinaten bekannt.
- Ardee Castle, wurde restauriert
- Athclare Castle, 1 km südlich Dunleer, Tower House der Tudor-Zeit mit angebautem Herrenhaus
- Barmeath Castle
- Castle Bellingham, gut erhalten
- Carntown Castle, Carntown, Ruine eines Tower Houses (Lage: 53° 45′ 15″ N, 6° 20′ 44″ W)
- Castletown Castle, restauriert
- Darver Castle
- Dromin Motte, Dromin (Lage: 53° 50′ 40″ N, 6° 26′ 14″ W)
- Dunmahon Castle, Haynestwon-Dunmahon, gute erhaltene Ruine eines Tower Houses (Lage: 53° 57′ 27″ N, 6° 25′ 19″ W)
- Greenmount Motte, eine Motte-and-bailey, Castlebellingham-Kilsaran, Ortsteil Greenmount, (Lage: 53° 52′ 41″ N, 6° 23′ 9″ W)
- Hatch’s Castle, Ardee, restauriertes Tower House im Ort, (Lage: 53° 51′ 25″ N, 6° 32′ 22″ W)
- Haynestown Castle, Towerhouse mit vier Ecktürmen (Lage: 53° 57′ 36″ N, 6° 24′ 40″ W)
- Killanny Motte, Killanny (Lage: 53° 57′ 3″ N, 6° 38′ 28″ W)
- King John’s Castle (Carlingford Castle), Carlingford
- Knockabbey Castle
- Milltown Castle, Dromiskin-Milltown, größeres Tower House mit vier Ecktürmen (Lage: 53° 55′ 59″ N, 6° 25′ 34″ W)
- The Mint, restauriert
- Primate’s Castle, Siedlung Termonfeckin, abgegangenes Schloss (um 1830 abgerissen)
- Castle Roche, Ruine
- Roodstown Castle  (irisch: Caisleán Bhaile an Rútaigh), 3,5 km nordöstlich Ardee, sehr gut erhaltenes vierstöckiges Tower House
- Seatown Castle, Dundalk, Tower House (Lage: 54° 0′ 23″ N, 6° 23′ 38″ W)
- Smarmore Castle, intakte Burg
- Taaffe’s Castle (Caisleán Taaffe), Carlingford, Ruine eines Tower Houses mit Gebäude (Lage: 54° 2′ 27″ N, 6° 11′ 11″ W)
- Termonfeckin Castle, Siedlung Termonfeckin, Tower House mit Barn, das um 1800 verfiel (Lage: 53° 45′ 37″ N, 6° 16′ 1″ W)

### County Mayo
In der Datenbank des Historic Environment Viewer des Irischen National Monuments Service sind für das County Mayo 195 Einträge als Castle verzeichnet (Stand August 2023), davon sind 144 nicht klassifiziert (und von diesen ist nur von 90 die genaue Lage bekannt), 2 als Anglonormannisch, 7 als Motten, eine als Motte mit Vorburg bzw. Wirtschaftshof (im Englischen Motte-and-bailey castle), 40 nachweislich als Tower House eingestuft, eine Befestigung ist als (mittelalterliches) Ringwork ausgewiesen. Von 55 Einträgen sind keine Lagekoordinaten bekannt.
- Aghalard Castle, Burgruine
- Ahena Castle, Ruine
- Ashford Castle, intakt

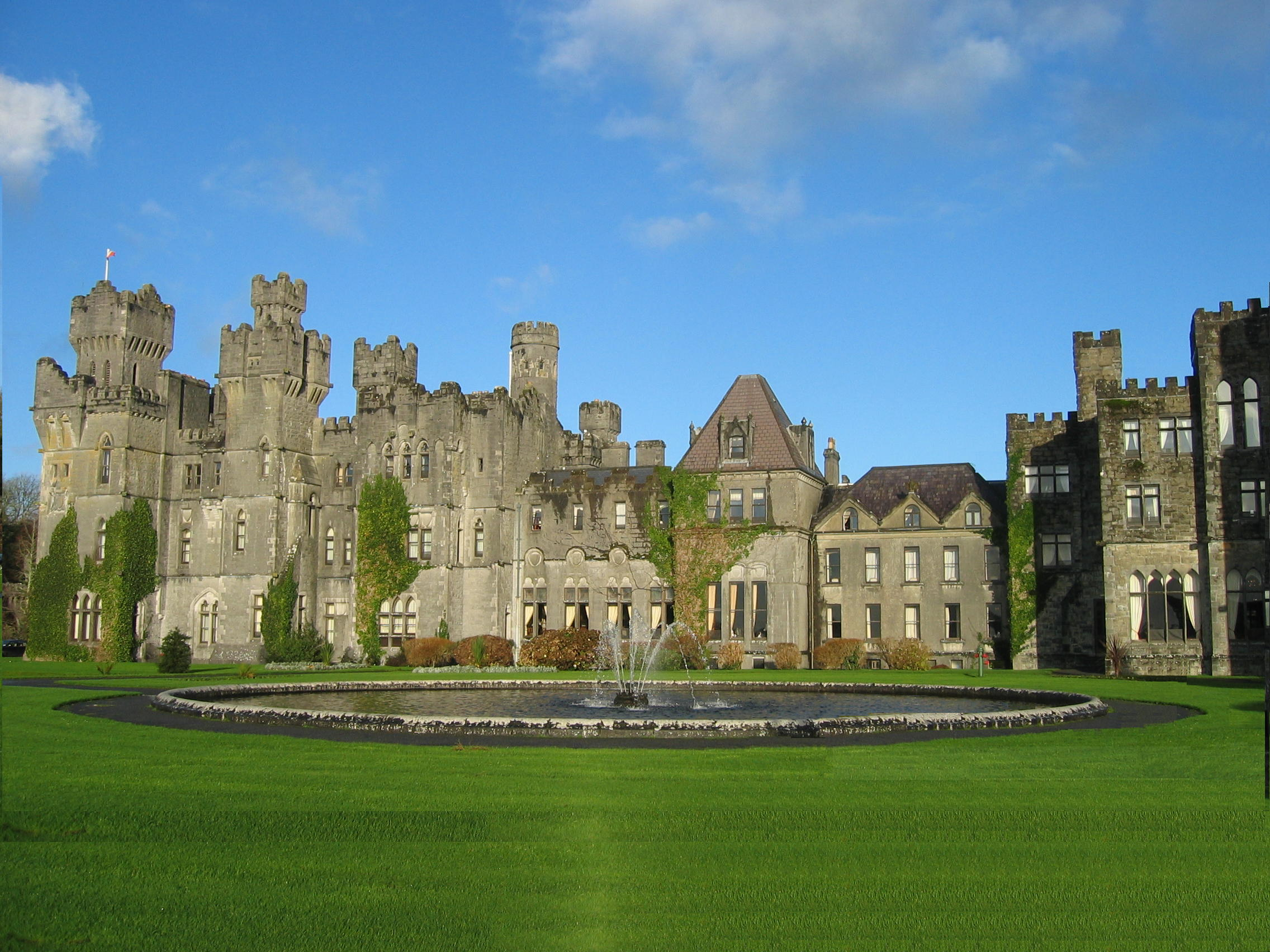
Ashford Castle

- Ballylahan Castle, Ballylahan, Tower House Ruine
- Belleek Castle
- Brees Castle (auch Brize Castle), Örtchen Brize, östlich der N60, nordöstlich Mayo Abbey
- Castleburke, östlich Ballintubber, Hügel über Lough Carra, Tower House Ruine
- Castle Carra, Castlecarra, Carnacon, Kleinburg bzw. Tower House mit Bawn
- Carrickkildavnet Castle, intakt
- Deel Castle, Burgruine
- Doon Castle
- Grace O’Malley's Castle (auch Kilavnet Tower oder Cloughmore Castle; irisch: Caisleánn Ghráninne), Cloughmore, südliches Ende von Achill Island, Cloughmore, schmale Tower House Ruine (gut erhalten)
- Granuaile's Castle, Clare Island, Tower House
- Kinlough Castle, Ruine
- Mace Castle, Mace (L1816/R330), Burgruine
- Moyne Castle, R334 an der Grenze zwischen County Mayo und Galway, oberhalb des Black river, Ruine eines größeren Tower Houses
- Rappa Castle, Burgruine
- Rockfleet Castle  (irisch: Caisleán Charraig an Chabhlaigh, auch Carraigahowley Castle), bei Burrishoole
- Shrule Castle (auch Castle of the River, Irish: Caisleán Sruthair),  Shrule
- Turin Castle
- Westport House

### County Meath
In der Datenbank des Historic Environment Viewer des Irischen National Monuments Service sind für das County Meath 164 Einträge als Castle verzeichnet (Stand August 2023), davon sind 42 nicht klassifiziert, 1 als Anglonormannisch, 41 als Motten, 22 als Motte mit Vorburg bzw. Wirtschaftshof (im Englischen Motte-and-bailey castle), 51 nachweislich als Tower House eingestuft, 4 sind als (mittelalterliches) Ringwork und 1 Ringwork mit Bailey ausgewiesen. Von allen 164 Einträgen sind die Lagekoordinaten bekannt. Einige davon sind aber Vorgänger späterer Überbauungen. Zwei Tower Houses in Saintjohns (östlich von Trim) wurden zum Beispiel in die heute auch in Ruinen liegende Abtei St. John an der St. Peters Bridge am Boyne River eingebaut.
- Allenstown House, Landhaus
- Ardbraccan House, Landhaus

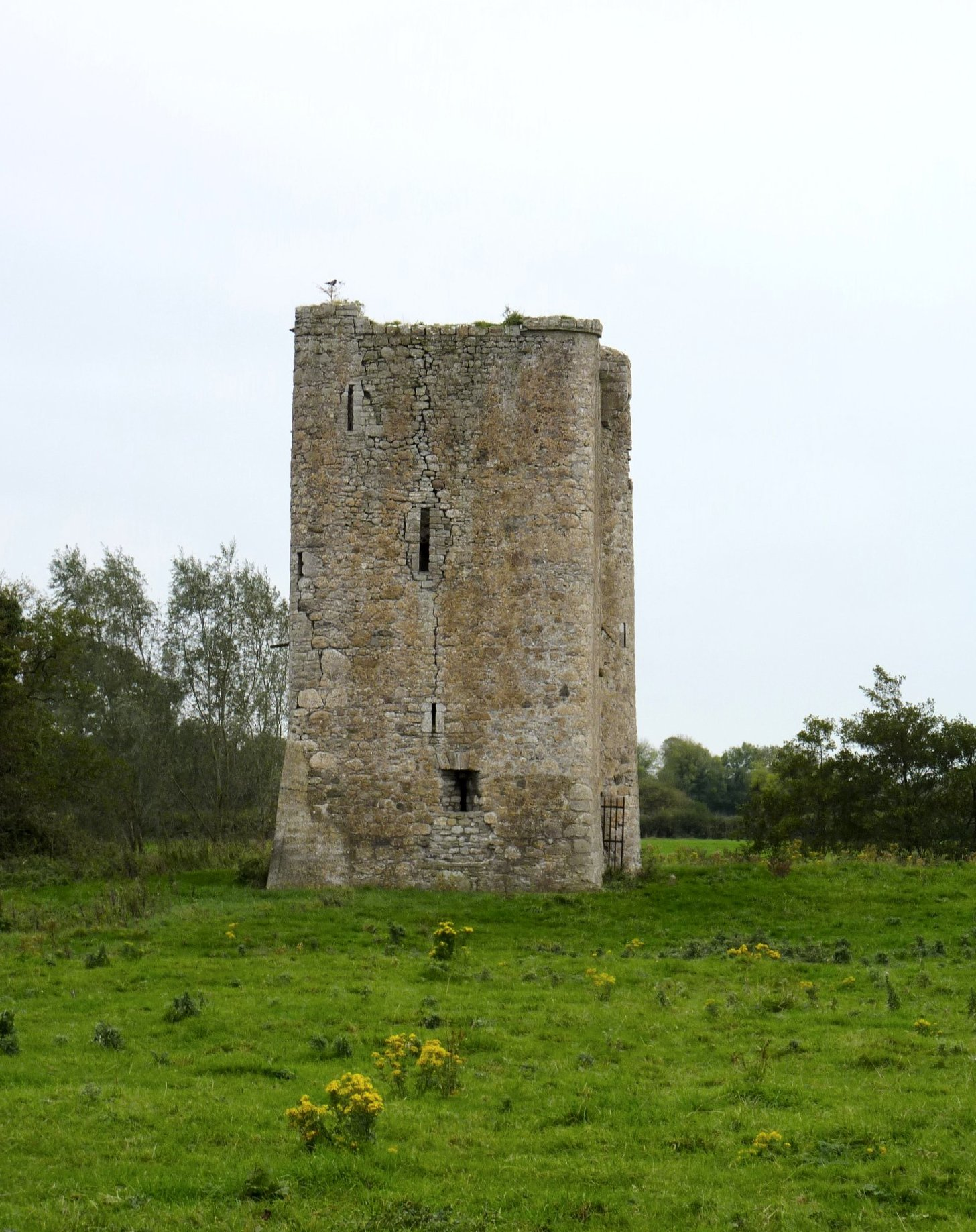
Donore Castle – eine Tower House Ruine

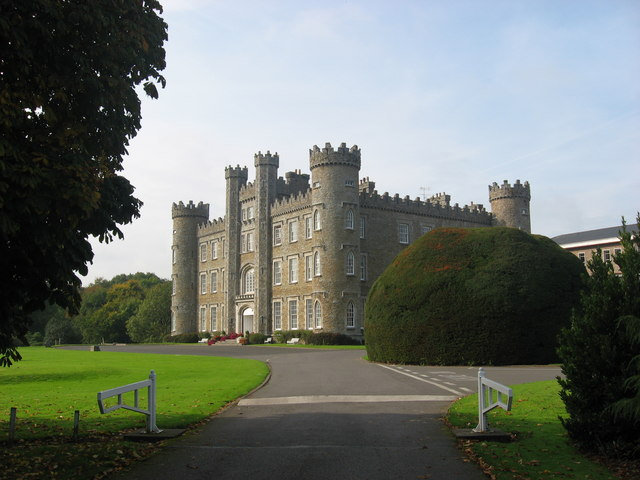
Gormanston Castle

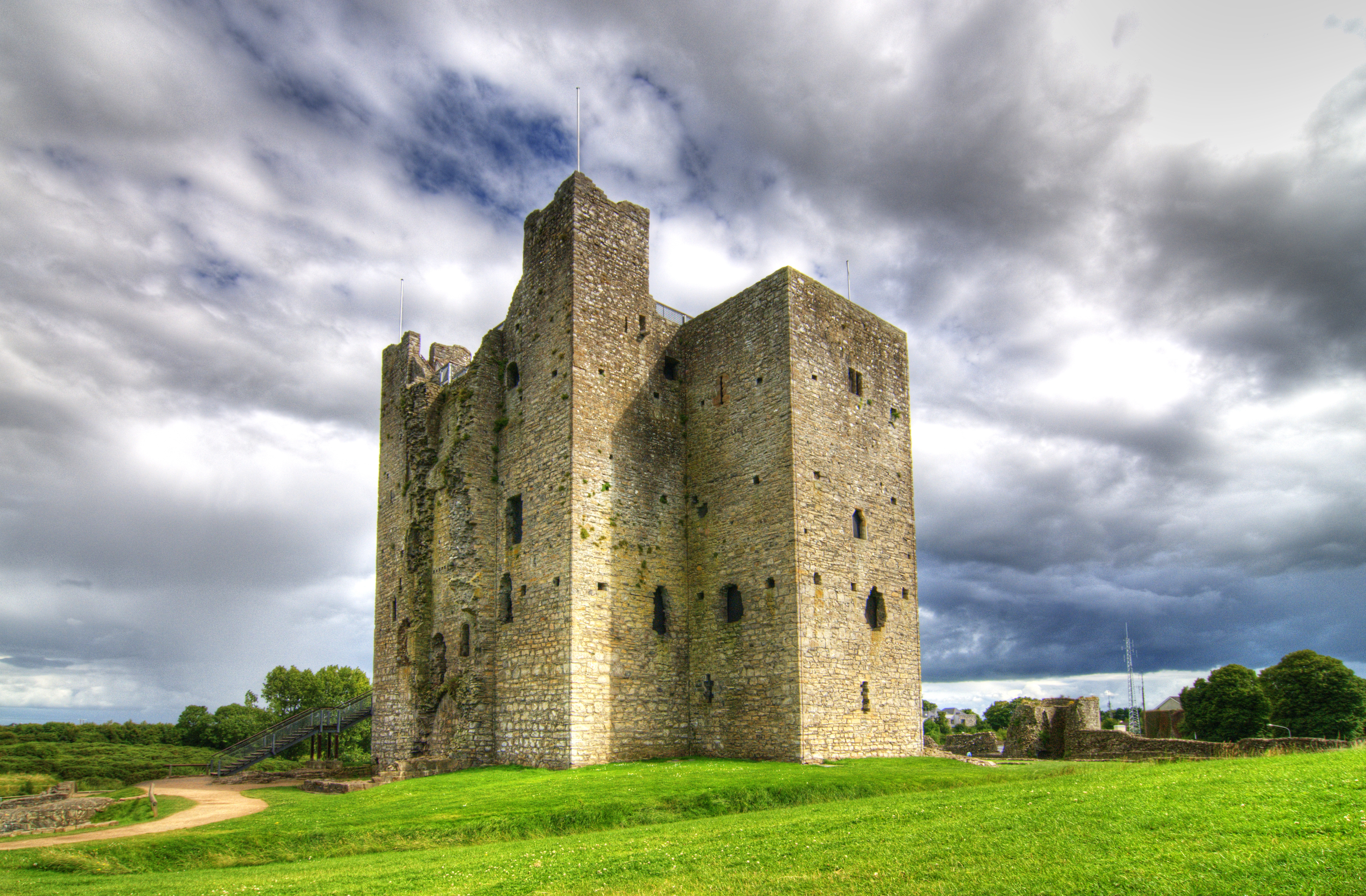
Trim Castle

- Athcarne Castle, Duleek, gut erhaltene Burgruine
- Athlumney Castle, Navan,
- The Black Castle
- Motte von Clonard (auch Monagalliagh), östlich Clonard am Clonard River, Burghügel einer Motte, (Lage: 53° 27′ 6″ N, 7° 0′ 40″ W)
- Dangan Castle (auch Dangan House)[173], nahe der Dangan Kirche, Trim Road in Summerhill
- Dardistown Castle Dardistown (Julianstown), Tower House mit angebautem Herrensitz (Lage: 53° 39′ 53″ N, 6° 18′ 49″ W)
- Donore Castle, Ruine
- Dunmoe Castle, am Fluss Boyne zwischen Navan und Slane
- Dunsany Castle
- Durhamstown Castle, intakt
- Gormanston Castle, Gormanston, Schloss
- Killeen Castle
- Liscartan Castle, Liscartan (Rathaldron), zw. Blackwater River und R147, Ruine eines Bauwerkes zweier zusammengebauter Tower Houses
- Monkstown Castle, Monkstown (Decoy), Reste eines größeren Tower Houses (Lage: 53° 36′ 50″ N, 6° 33′ 30″ W)
- Ross Castle (Lough Sheelin), nördlich Ross am Lough Sheelin, Tower House mit bawn und Torhaus, erhalten
- Motte von Scurlockstown, Scurlockstown, Burghügel einer Motte, (Lage: 53° 33′ 3″ N, 6° 44′ 38″ W)
- Skryne Castle (auch Skreen Castle, irisch: Caisleán na Scríne oder Caisleán Scrín Cholm Cille), Tower House mit Herrenhaus und großem Marstall zur Burg erweitert
- Slane Castle, wiederaufgebaut
- Summerhill House, ehemaliges Landhaus
- Hill of Tara, mehrere Rath der mythischen Hochkönige Irlands
- Trim Castle, wiederaufgebaute Burg

### County Monaghan
In der Datenbank des Historic Environment Viewer des Irischen National Monuments Service sind für das County Monaghan 14 Einträge als Castle oder Festes Haus verzeichnet (Stand August 2023), davon sind 5 nicht klassifiziert, 1 als Anglonormannisch, 3 als Motte mit Vorburg bzw. Wirtschaftshof (im Englischen Motte-and-bailey castle), 1 ist als (mittelalterliches) Ringwork und 4 als Fortified Houses ausgewiesen. Von 10 Einträgen sind die Lagekoordinaten bekannt, von vier unclassified castles fehlen diese. Essex Castle und das wenige Meter östlich davon liegende ehemalige Feste Haus, genanntMac Mahon Castle teilen sich einen Eintrag und beide sind heute Teil des St. Louis Convents in Carrickmacross.
- Hope Castle (auch Blayney Castle), Castleblayney, Landschloss, 2010 abgebrannt
- Castle Candlefort, Inishkeen,
- Essex Castle, Carrickmacross, heute in die Gebäude des St. Louis Convent integriert
- Motte von Innishkeen, Inishkeen,
- Castle Leslie, Killyconigan
- Mac Mahon Castle, Drummond Etra Townland, Carrickmacross, wenige Dutzend Meter östlich des späteren Essex Castle, Festes Haus, heute in die Gebäude des St. Louis Convent integriert
- Mannan Castle (auch Manaan Castle), Donaghmoyne (nördlich des Golfclubs), Motte and Baily, mit Wall und Turmrest
- Rossmore Castle, Ruine

### County Offaly

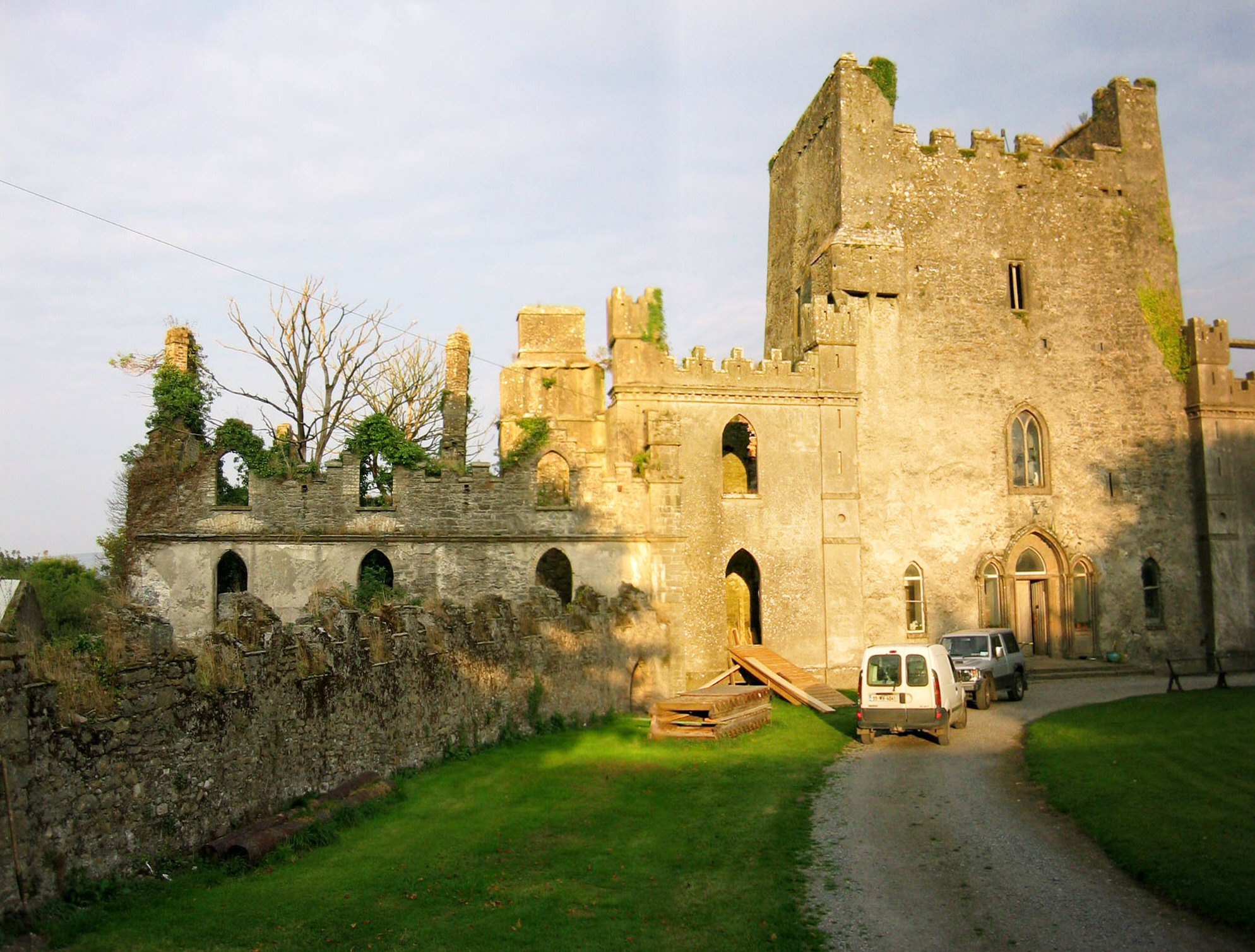
Leap Castle

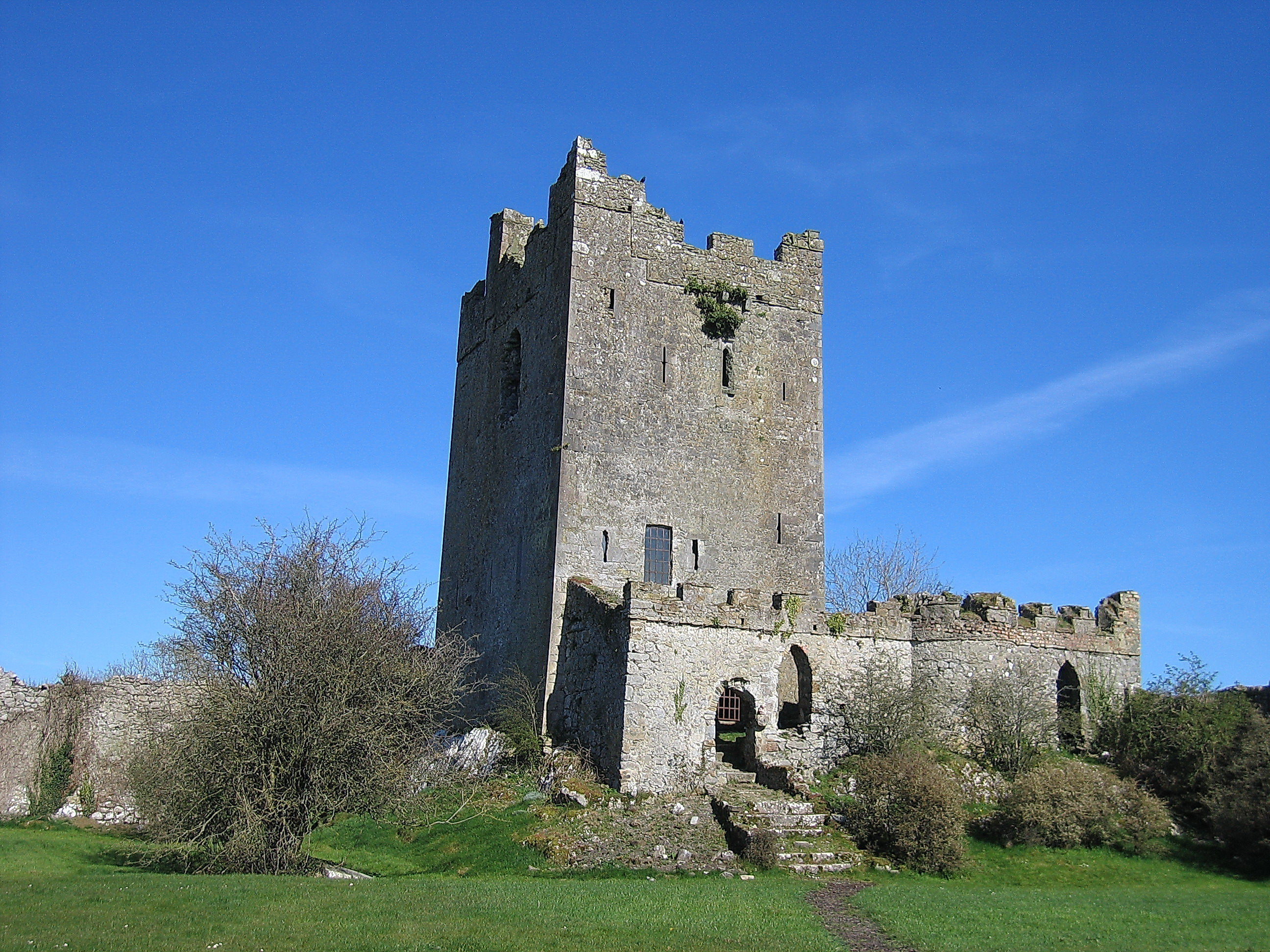
Clonony Castle

- Ballycowan Castle, westlich Tullamore, Ruinen eines großen Tower Houses
- Birr Castle, Birr, Schloss
- Blundell Castle, Edenderry, Burgruine
- Charleville Castle, Tullamore, Schloss
- Clara Castle
- Cloghan Castle (irisch Caisleán Chluain Damhna), westlich Kleinstadt Cloghan, renovierte Burg
- Clonmacnoise Castle, Clonmacnoise, Ruine einer Wasserburg am Shannon
- Clonony Castle, Burgruine
- Coole Castle (auch Ferbane Castle), Ferbane, Ruine eines Tower Houses
- Cromwells Castle, Banagher, kl. Festung des 17. Jahrhunderts
- Esker Castle, Doon, Esker Townland, Ruine eines Tower Houses (Lage: 53° 20′ 8″ N, 7° 49′ 17″ W)
- Fort Falkland, Banagher, kleine neuzeitliche Festungsruine
- Kinnefad Castle, Edenderry, Ruine
- Kinnitty Castle, Kinnitty nordwestlich der Slieve Bloom Mountains, wiederaufgebautes Schloss
- Leap Castle, Coolderry, Burg in Renovierung
- Sragh Castle, Ruinen

### County Roscommon

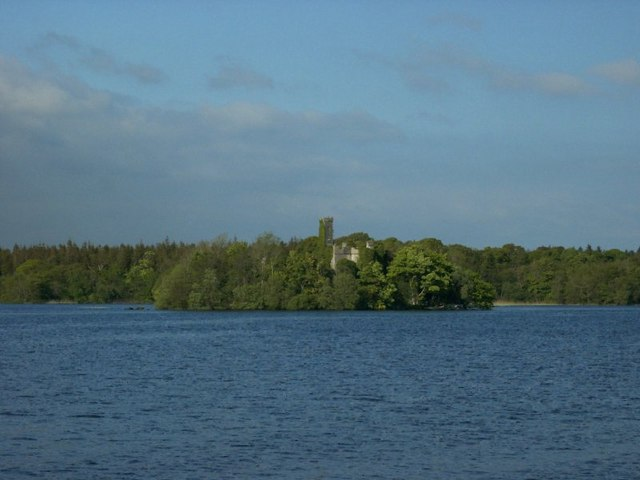
Inselburg im Lough Key

- Ballintober Castle, nordwestlich Ballintober, kastellartige Burgruine
- Castlecoote, Ruinen eines Tower Houses neben neuzeitlichem Landschloss (Castlecoot House)
- Donamon Castle, wiederaufgebaut
- Galey Castle, östlich Knockcroghery am Lough Ree
- Kilronan Castle  (auch Castle Tenison, irisch: Caisleán Chill Rónáin), südöstlich Ballyfarnan, Landschloss im Tudor-Stil
- MacDermott’s Castle, Inselburg im Lough Key auf Castle Island, Ruine
- Rindoon Castle (auch Rinn Duin Castle), Rindoon, Burgruine auf Halbinsel am Lough Ree mit Sperrwall der Halbinsel
- Castle Sampson, Castlesampson, Reste einer Burg
- Roscommon Castle, Roscommon, große Burgruine

### County Sligo
In der Datenbank des Historic Environment Viewer des Irischen National Monuments Service sind für das County Sligo 61 Einträge als Castle verzeichnet oder zuzuordnen (Stand März 2024), davon sind 28 nicht klassifiziert (Burgställe oder zu wenige oder ungesicherte Informationen), 3 als Anglonormannisch, 1 als Castle Hall House (Landschloss), 8 als Motten, 3 als Motte mit Vorburg bzw. Wirtschaftshof (im Englischen Motte-and-bailey castle), 2 als (mittelalterliches) Ringwork, 1 als Ringwork mit Bailey (dem deutschen Begriff Erdwerk mit Vorwerk gleich), 11 nachweislich als Tower House eingestuft, 2 als Bawn klassifizierte Kastellburgen ohne Innenbebauung, 1 Fortified House (befestigtes Schloss) und 1 frühneuzeitliches Befestigungswerk (Ruine).
  Bestand am: 11. März 2024 | 7 (von 61)
| Name                                                                             | Koordinaten                 | Ort                                            | Typ                          | Entstehungszeit      | Erhaltungszustand und Kurzbeschreibung | Bild        |
| -------------------------------------------------------------------------------- | --------------------------- | ---------------------------------------------- | ---------------------------- | -------------------- | --- | ----------- |
| Ardtermon Castle                                                                 | 54° 20′ 18″ N, 8° 38′ 2″ W  | Ballinful-Ardtermon                            | Burg, Schloss                | ?                    | Ehemals Burg mit Burgmauer und Ecktürmen; ruinös und z. T. wiederaufgebaut in historischem Schlossstil, im Irischen National Monuments Service als Fortified House geführt; National Inventory of Architectural Heritage (NIAH): Nr. 32400704                             | Mehr Bilder |
| Ballinafad Castle (auch Castle of the Curlews, irisch Caisleán an Chorrshléibhe) | 54° 1′ 34″ N, 8° 20′ 9″ W   | Ballinafad (irisch Béal an Átha Fada)          | Burg                         | um 1600              | Typ von elisabethanischen Blockhäusern nachempfundene einfache Kastellburg, 1680 aufgegeben, als Nationales Monument klassifiziert | Mehr Bilder |
| Ballindoon Castle                                                                | 54° 4′ 42″ N, 8° 19′ 10″ W  | Ballindoon                                     | Burg                         | 14. Jahrhundert      | Burgstall (Wallburg) am Nordostufer des Lough Arrow, Burghügel südlich Kloster Ballindoon, 1352 von Hugh O’Conor erobert und zerstört, aber im 15. Jh. von den MacDonaghs wieder aufgebaut                                                                                |             |
| Ballymote Castle (irisch Caisleán Bhaile an Mhóta)                               | 54° 5′ 15″ N, 8° 31′ 11″ W  | Ballymote, Townland Carrownanty                | Burg                         | um 1300              | Ruine einer größeren Kastellburg mit vier 3/4 Ecktürmen ohne Bergfried aber mit großem Torhaus, National Monument | Mehr Bilder |
| Classiebawn Castle (irisch Caisleán na Clasaí Báine)                             | 54° 27′ 19″ N, 8° 28′ 10″ W | Cliffoney auf der Mullaghmore-Halbinsel        | Landschloss                  | um 1870              | Neuzeitliches Landschloss, Sommeraufenthalt des Flottenadmirals Louis Mountbatten, 1. Earl Mountbatten of Burma und letzter Generalgouverneur und Vizekönig von Indien. National Inventory of Architectural Heritage (NIAH): Nr. 32400204                                 | Mehr Bilder |
| Cuppanagh Castle (O’Gara Castle)                                                 | 53° 57′ 31″ N, 8° 24′ 29″ W | Cuppanagh                                      | Tower House                  | ?                    | Nahezu abgegangene und zugewachsene Reste eines Tower Houses nahe der Cuppanagh Bridge am Eingang des Boyle River in den Lough Gara |             |
| Derrybeg Castle (O’Gara Castle)                                                  | 53° 56′ 48″ N, 8° 26′ 9″ W  | Castle Point auf Derrybeg Island im Lough Gara | Burg                         | um 1870              | Abgegangene Burg (vermutlich nur Tower House) der O’Gara an der Westspitze der Derrybeg Insel (südlich der Derrymore Insel) an der Ostseite des Lough Gara; nur Grundmauerreste zweier Seiten erhalten                                                                    |             |
| Drumcondra Castle (auch Doonamurry Castle oder O'Donnell Castle)                 | 54° 11′ 52″ N, 8° 23′ 26″ W | Drumcondra                                     | Tower Houses mit Bawn (Burg) | vor 1516             | Südlich Lough Gill und nördlich der R290; Reste eines Tower Houses mit Bawn - könnte auch als Burg angesprochen werden; für den Eisenbahnbau Ende des 19. Jh. in Teilen abgetragen.                                                                                       | Mehr Bilder |
| Easkey Castle                                                                    | 54° 17′ 31″ N, 8° 57′ 24″ W | Easky                                          | Tower House                  | ?                    | Ruine eines ehemals mindestens dreistöckigen, leicht rechteckigen Tower Houses östlich der Mündung des Easky River in den Nordatlantik; oberer umlaufender innerer Wehrgang tw. erhalten.                                                                                 |             |
| Festungsruine Easkey                                                             | 54° 17′ 27″ N, 8° 57′ 36″ W | Easky                                          | Festung                      | ?                    | Ruine einer neuzeitlichen Festung westlich der Mündung des Easky River in den Nordatlantik; ehemalige Batteriestellung tw. erhalten. |             |
| Hazelwood House                                                                  | 54° 15′ 23″ N, 8° 26′ 2″ W  | Hazelwood Demesne                              | Schloss (Landschloss)        | um 1730              | Sanierungsbedürftiger im palladianistischen Stil erbauter Landsitz des 18. Jahrhunderts mit interessanter Geschichte im Hazelwood Forest am Ablauf des Lough Gill Sees, dem Garvoge River südöstlich von Sligo                                                            | Mehr Bilder |
| Markree Castle (irisch Caisleán Mharcréidh)                                      | 54° 10′ 27″ N, 8° 27′ 41″ W | Collooney                                      | Burg/Schloss                 | 14. Jahrhundert/1802 | Burg des McDonald-Clans, 1663 an Edward Cooper, dessen Nachfahren noch heute Besitzer des 1802 von dem Architekten Francis Johnston zum jetzigen Schlossbau umgebauten Hauses sind.                                                                                       | Mehr Bilder |
| Moygara Castle                                                                   | 53° 58′ 18″ N, 8° 28′ 29″ W | Moygara                                        | Burg (Kastellburg)           | vor 1581             | Nordwestzipfel des Lough Gara; kastellartige Burgruine der O’Gara, Burgmauer, vier Ecktürme, Torhaus in der westlichen Mauerseite; Grundmauern von Gebäuden im Norden (wohl späteres Tower House eingebaut und wieder abgegangen) und Südwesten an die Burgmauer gelehnt. | Mehr Bilder |
| Roslee Castle (O'Dowd Castle, Rathlee Castle)                                    | 54° 16′ 49″ N, 9° 2′ 29″ W  | Rathlee                                        | Tower House, Signalturm      | 1804-1806            | Turmruine, wohl einer napoleonischen Signalstation westlich Rathlee zur Ostküste der Moy-Bucht; nach anderen Darstellungen ein O'Dowd castle des 15. Jahrhunderts. |             |

- Sligo Castle (auch Castle Connor), Sligo, abgegangene Burg des 13. Jh.
- Templehouse Castle, nordwestlich Ballymote, Burgruine
- Temple House, Landschloss nahe dem Castle

### County South Dublin
Bestand am: 8. August 2023 | 1 (von 3)
| Name                                                              | Koordinaten                 | Ort                | Typ         | Entstehungszeit | Erhaltungszustand und Kurzbeschreibung | Bild        |
| ----------------------------------------------------------------- | --------------------------- | ------------------ | ----------- | --------------- | --- | ----------- |
| Rathfarnham Castle (irisch: Caisleán Rath Fearnáin)               | 53° 17′ 53″ N, 6° 17′ 1″ W  | Dublin-Rathfarnham | Burg        | um 1583         | Um 1583 als Burg erbaut, Mischung aus Festem Haus, Tower House und Schloss. Seit 1987 in staatlicher Hand und zum National Monument erklärt; 2011 renoviert. Heute für Ausstellungen genutzt. Kleiner Schlosspark nach Osten.                                                                                              | Mehr Bilder |
| Tallaght Castle (auch: Tallaght House oder Archiepiscopal Palace) | 53° 17′ 21″ N, 6° 21′ 39″ W | Dublin-Tallaght    | Burg        | 1324            | Zu Beginn des 14. Jahrhunderts auf dem Boden eines alten Klosters erbaut, um das Pale zu verteidigen; im 17. Jahrhundert ruinös, 1729 auf Befehl des Erzbischofs Hoadly niedergelegt und die Steine zum Bau der St. Mary's Dominican Priory benutzt, nur ein Burgturm wurde direkt in das spätere Abteigebäude integriert. | Mehr Bilder |
| Tully’s Castle (auch: Clondalkin Castle)                          | 53° 19′ 15″ N, 6° 23′ 24″ W | Dublin-Clondalkin  | Tower House | 16. Jahrhundert | Ruine eines Turmes, anschließende Reste eines hohen Bawns und Mauerreste eines Gebäudes. National Monument. |             |

### County Tipperary

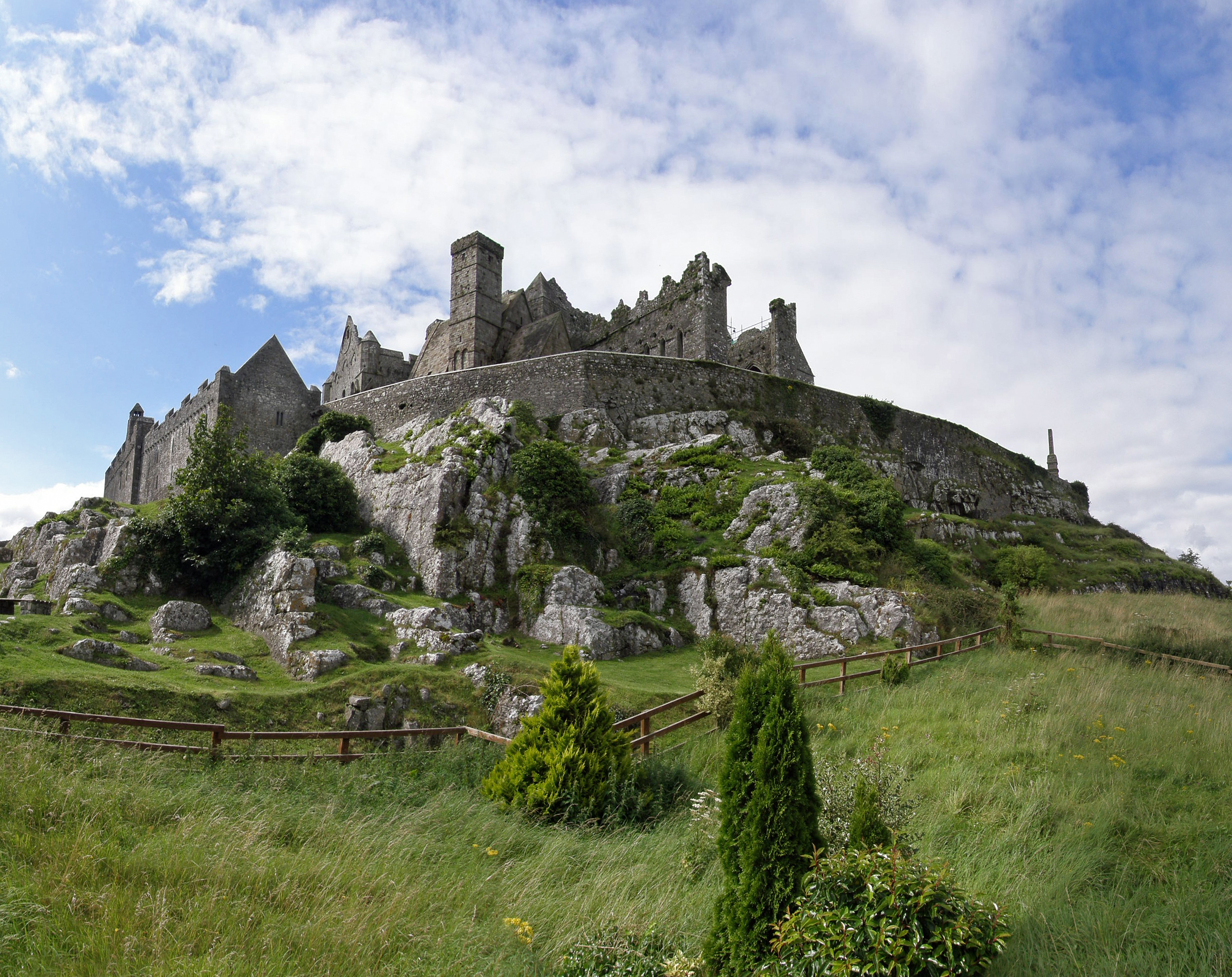
Die wiederaufgebaute Burg Rock of Cashel

- Aghnameadle Castle (auch Annameadle Castle, irisch Caisleán Áth na Méadal), Aghnameadle Townland, Springfort, Ruinen eines Tower Houses (Lage: 52° 50′ 51″ N, 7° 58′ 40″ W)
- Annagh Castle, Annagh Townland nahe dem Lough Derg, bei Luska, Ruinenreste eines Tower Houses[181] (Lage: 52° 57′ 33″ N, 8° 15′ 21″ W)
- Ardfinnan Castle, intakte Burg
- Ardmayle Castle, Ardmayle Beg, Castlemoyle North, Ruine eines Tower Houses (Lage: 52° 33′ 52″ N, 7° 55′ 0″ W)
- Ballinard Castle, New Houses, bewohntes Tower House (Lage: 52° 28′ 42″ N, 7° 37′ 31″ W)
- Ballindoney Castle, Raheenallindoney, Ruine eines Tower Houses (Lage: 52° 20′ 15″ N, 7° 50′ 49″ W)
- Ballybeg Castle, Ballybeg, Killeens, südlich Littleton, Reste eines Tower Houses (Lage: 52° 37′ 56″ N, 7° 43′ 27″ W)
- Ballynamoe Castle, Summerhill, Castlepark, Ruine eines Tower Houses mit Umfriedung (Lage: 52° 53′ 7″ N, 7° 53′ 27″ W)
- Ballyquirk Castle, Landhaus und Burgruine
- Ballynahow Castle, intakt
- Ballysheedy Castle (auch Ballysheeda Castle), Townland Ballysheedy, Donohill, nördlich Annacarty, fast vollständige Ruine einer runden Turmburg des O’Dwyer Clans (Lage: 52° 34′ 23″ N, 8° 6′ 38″ W)
- Ballytarsna Castle, Aughnagomaun, Tower House, restauriert (Lage: 52° 35′ 40″ N, 7° 49′ 47″ W)
- Bansha Castle, Bansha, Ballinlough East, aus Burg entstandenes Landschloss (Lage: 52° 26′ 57″ N, 8° 4′ 13″ W)
- Black Castle, Templemore (Lage: 52° 47′ 51″ N, 7° 50′ 27″ W)
- Borris Castle (auch Black Castle oder Two-Mile Borris Castle), Two-Mile Borris, gut erhaltene Tower House Ruine (Lage: 52° 40′ 19″ N, 7° 42′ 54″ W)
- Burncourt Castle, Brandruine
- Cahir Castle, wiederaufgebaut
- Carrigeen Castle (auch Cahir Bridewell), Cahir, Schloss in Privatbesitz (Hotel) (Lage: 52° 22′ 35″ N, 7° 55′ 55″ W)
- Rock of Cashel, renovierte Burg
- Clonakenny Castle, Castlepark-Roscrea (südlich River Nore), Tower House Ruine, Hauptsitz des Maher/Meagher/O Meachair clans (Lage: 52° 52′ 23″ N, 7° 49′ 49″ W)
- Clonamicklon Castle, Clonamicklon, erhaltene Burgruine mit Burgmauer und runden Ecktürmen, Teil eines Gutshofes (Lage: 52° 39′ 18″ N, 7° 35′ 5″ W)
- Cranagh Castle, Cranagh, intakte Burg (Lage: 52° 46′ 34″ N, 7° 45′ 37″ W)
- Dromineer Castle, Dromineer, am Ostufer des Lough Derg, Ruine eines Tower Houses (Lage: 52° 57′ 10″ N, 8° 16′ 38″ W)
- Drumnamahane Castle, Townland Drumnahane, ehemals fünfstöckiges, heute zweistöckige Ruine eines Tower Houses,[182]
- Farney Castle, am River Farneybridge, Holycross, großer Rundturm mit angebautem Schloss und Marstall, heute Sitz der Holycross-Ballycahill Gaelic Athletic Association (Lage: 52° 40′ 19″ N, 7° 54′ 3″ W)
- Fethard Castle (auch Court Castle), Fethard, östlich der Holy Trinity Church, Ruine eines Tower Houses in Ortsmitte (nördlich der Stadtmauerreste mit Tower House Türmen) (Lage: 52° 27′ 57″ N, 7° 41′ 39″ W)
- Castle Fogarty, Castlefogarty, stark sanierungsbedürftiges Schloss im Tudor-Stil (Lage: 52° 41′ 10″ N, 7° 55′ 7″ W)
- Galtee Castle, ehemaliges Landhaus, abgerissen
- Golden Castle, Golden, Reste einer Wasserburg auf einer Flussinsel des River Suir (Lage: 52° 29′ 50″ N, 7° 59′ 0″ W)
- Gortmakellis Castle, M8 – Abfahrt zur R639, Garryard, Ruine eines Tower Houses (Lage: 52° 32′ 38″ N, 7° 51′ 46″ W)
- Castle Grace, Bohernagore East, Burgruine mit quadratischer Burgmauer und Ecktürmen (Lage: 52° 16′ 52″ N, 7° 57′ 24″ W)
- Grallagh Castle, Burgruine
- Grantstown Castle, Grantstown, Kilfeacle, restauriertes Tower House (Übernachtungsmöglichkeit) (Lage: 52° 30′ 32″ N, 7° 2′ 47″ W)
- Graystown Castle, Graystown, Burgruine (Turm oder Tower House, Palas und Burgmauerreste) (Lage: 52° 33′ 51″ N, 7° 42′ 56″ W)
- Kilcash Castle, Burgruine
- Killaghy Castle, Killaghy, Mullinahone, Tower House um Landschloss erweitert (Lage: 52° 31′ 0″ N, 7° 30′ 51″ W)
- Killahara Castle, Dovea Upper, Thurles, saniertes Tower House (Lage: 52° 43′ 9″ N, 7° 51′ 43″ W)
- Kilfadda Castle, Kilfadda, Upton, wenige Reste eines Tower Houses[183] (Lage: 52° 43′ 9″ N, 7° 51′ 43″ W)
- Kiltinan Castle, Landhaus
- Knockagh Castle (auch Knocka Castle), zw. Templemore und Drom, Ruine eines fünfstöckigen runden Tower Houses mit abgegangenen Herrenhaus (Knockagh House) (Lage: 52° 46′ 43″ N, 7° 52′ 14″ W)
- Knockane Castle, nördlich Toomevara, isoliert liegende Ruine eines Tower Houses (Lage: 52° 51′ 50″ N, 8° 1′ 47″ W)
- Knockgraffon Castle, Knockgraffon, New Inn, Tower House Ruine (Lage: 52° 25′ 2″ N, 7° 55′ 45″ W)
- Knockgraffon Motte (Motte von Knockgraffon), Knockgraffon, New Inn, Burgstall einer normannischen Turmhügelburg in einem früheren Ràth (Lage: 52° 24′ 44″ N, 7° 55′ 59″ W)
- Knockkelly Castle, Cnoc an Choiligh, New Houses, Burgruine (Tower House mit Mauerring und zwei Ecktürmen sowie Vorburgbereich (heutiger Gutshof)) (Lage: 52° 29′ 34″ N, 7° 39′ 41″ W)
- Lackeen Castle, Burgruine
- Lackeen House, Landhaus (verfallen)
- Lisheen Castle
- Lisronagh Castle, Lisronagh, Shanbally, Ruine eines Tower Houses (Lage: 52° 24′ 57″ N, 7° 42′ 10″ W)
- Loughlohery Castle, Grangbeg, Ruine eines Tower Houses des Keating Clans (Lage: 52° 21′ 58″ N, 7° 52′ 28″ W)
- Loughmoe Castle (auch Loughmore Castle, irisch Caisleán Luachma, älter Caisleán Luach Magh), Loughmore, Burgruine
- Milltown St. John Castle (auch St. Johnstown Castle oder Scaddanstown Castle), Milltown St. John, New Houses, Ruine eines Tower Houses (Lage: 52° 31′ 20″ N, 7° 39′ 42″ W)
- Moorstown Castle, Ruinen zwischen Clonmel und Cahir
- Moycarkey Castle, Burgruine
- Nenagh Castle, intakte Burg
- Ormonde Castle, Burgruine und Herrenhaus
- Castle Otway, Ruine eines Landhauses mit Tower House
- Poulakerry Castle, Kilsheelan, Ruine eines Tower Houses (Lage: 52° 21′ 43″ N, 7° 33′ 45″ W)
- Redwood Castle, Tower House nahe Lorrha
- Roosca Castle, Carrigataha, Ruinen eines runden Burgturms und Palas (Lage: 52° 19′ 41″ N, 7° 55′ 33″ W)
- Roscrea Castle, intakt
- Shanbally Castle, abgerissen
- Synone Castle (Irish: Farrin-a-Urrigh), Farranavarra, Boherlahan, runde Turmburgruine mit Bawn, (Lage: 52° 34′ 7″ N, 7° 52′ 12″ W)
- Terryglass Castle, Festes Haus
- Thomastown Castle, Thomastown Demesne, größere Burgruine mit größerem Torhaus im Osten (Lage: 52° 29′ 13″ N, 8° 1′ 50″ W)
- Tombrickane Castle (auch Tombricane Castle), Tombrickane, Ruine eines Tower Houses der O’Kennedy (Lage: 53° 0′ 45″ N, 8° 10′ 12″ W)
- Castle Willington (ursprünglich Killowney Castle, später Castlewellington), am Ollatrim River, Cloonmore, Tower House Ruine mit nahestehendem Landhaus und angefügtem neuzeitlichen Tower House (Lage: 52° 53′ 11″ N, 8° 5′ 52″ W)

### County Waterford
- Ballycanvan Castle, Ruinen

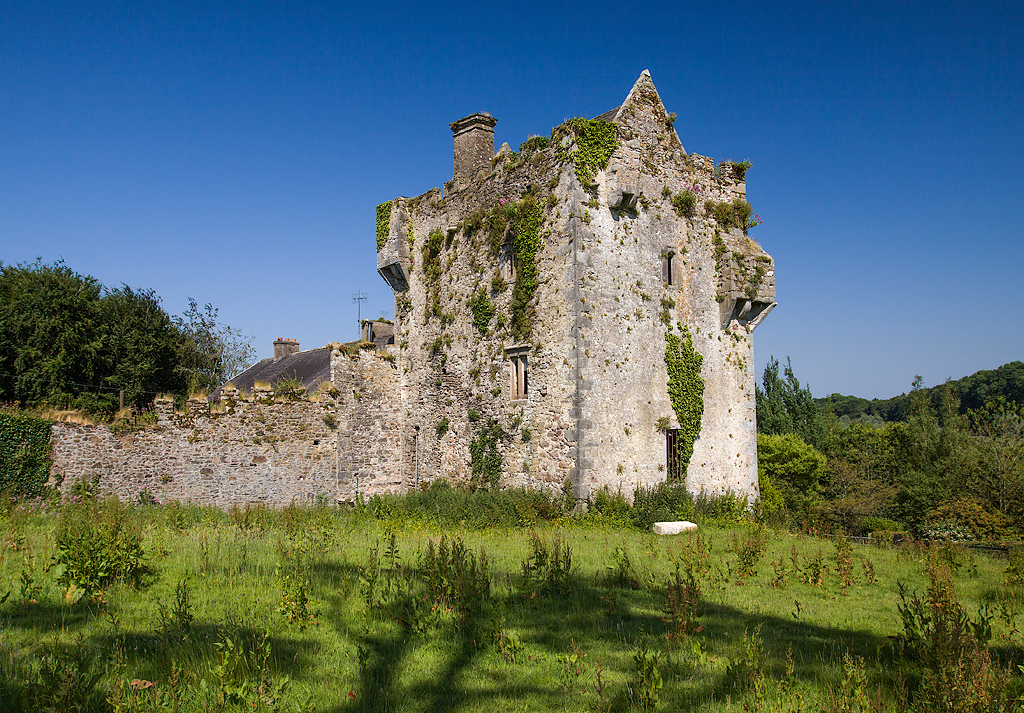
Das Tourin Tower House

- Ballyclohy Castle, Ballyclohy, The Forge, Ruine eines ungewöhnlichen runden Tower Houses (Lage: 52° 20′ 28″ N, 7° 31′ 42″ W)
- Ballyduff Castle, Ballyduff, Tower House Ruine des 17. Jh. (Lage: 52° 8′ 33″ N, 8° 2′ 48″ W)
- Ballygunner Castle, nördlich Ballygunnercastle (Lage: 52° 13′ 41″ N, 7° 3′ 24″ W)
- Ballyheeny Castle, Ruine
- Ballymaclode Castle, Ruine
- Ballynatray House, Landhaus
- Barnakile Castle, Ruine
- Cappoquin House, Landhaus
- Carrowncashlane Castle, Ruine
- Clonea Castle, Ruine
- Coolnamuck Castle, Ruine
- Crooke Castle, Burgruine
- Cullen Castle, Ruine
- Curraghmore House, Landschloss, ursprüngliche Burg, später Tower House, erweitert zum Schloss
- Derrinlaur Castle, Ruinen
- Dromana House, Landhaus
- Dungarvan Castle, Burg, restauriert
- Dunhill Castle, Ruine
- Dunmore East Castle, Ruine
- Faithlegg Castle
- Feddans Castle, Ruine
- Fox’s Castle, Ruine
- Glen Castle, Ruine
- Greenan Castle
- Castle Gurteen de la Poer, Landhaus

- Kilmeaden Castle, Ruine
- Kincor Castle, Ruine
- Lisfinny Castle
- Lismore Castle, Burg, restauriert
- Loughdeheen Castle, Ruine
- MacGrath’s Castle, Ruine
- Mayfield House, Ruine
- Mountain Castle, Burgruine
- Mount Congreve House, Landhaus
- Rathgormuck Castle, Ruine

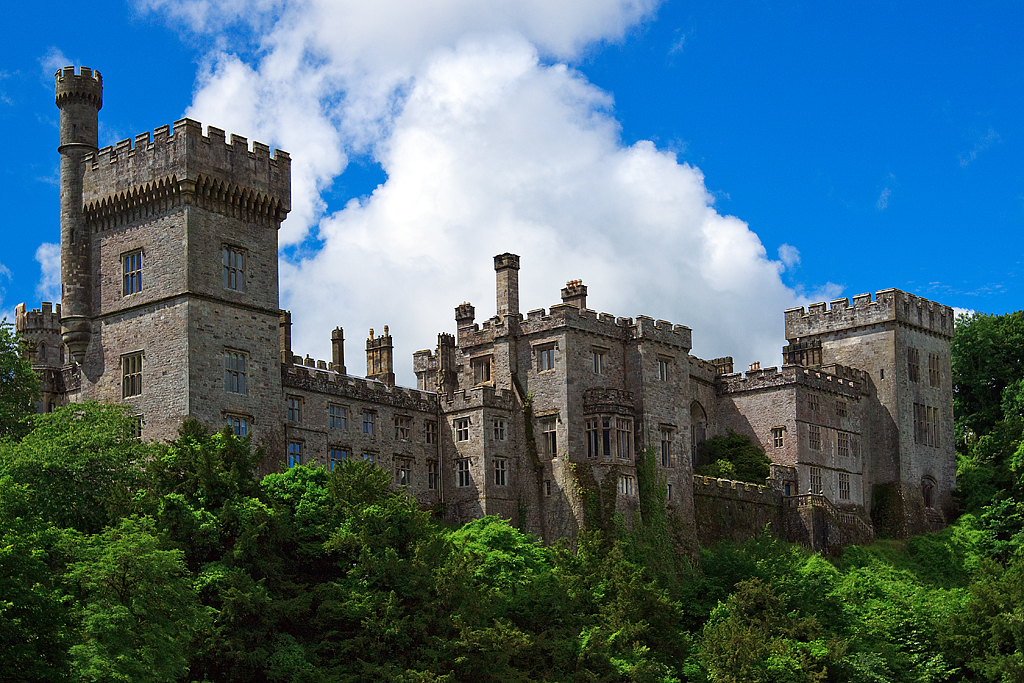
Caisleán an Leasa Mhóir, Höhenburg in Lismore im irischen County Waterford; irische Residenz der Dukes of Devonshire; im 19. Jahrhundert zu einem Schloss und heutigem Aussehen umgebaut

- Reginald’s Tower, Rundturm in der Stadtmauer, restauriert
- Rockett’s Castle, Burgruine
- Sleady Castle, Ruine
- Strancally Castle, Landhaus
- Tickincor Castle, Ruine
- Tourin House, Landhaus
- Tourin Tower House, Burgruine
- Waterford Castle, heute als Hotel genutzt
- Woodhouse, Landhaus
- Woodstown House, Landhaus

### County Westmeath
- Athlone Castle, restauriert
- Ballinlough Castle, intakt

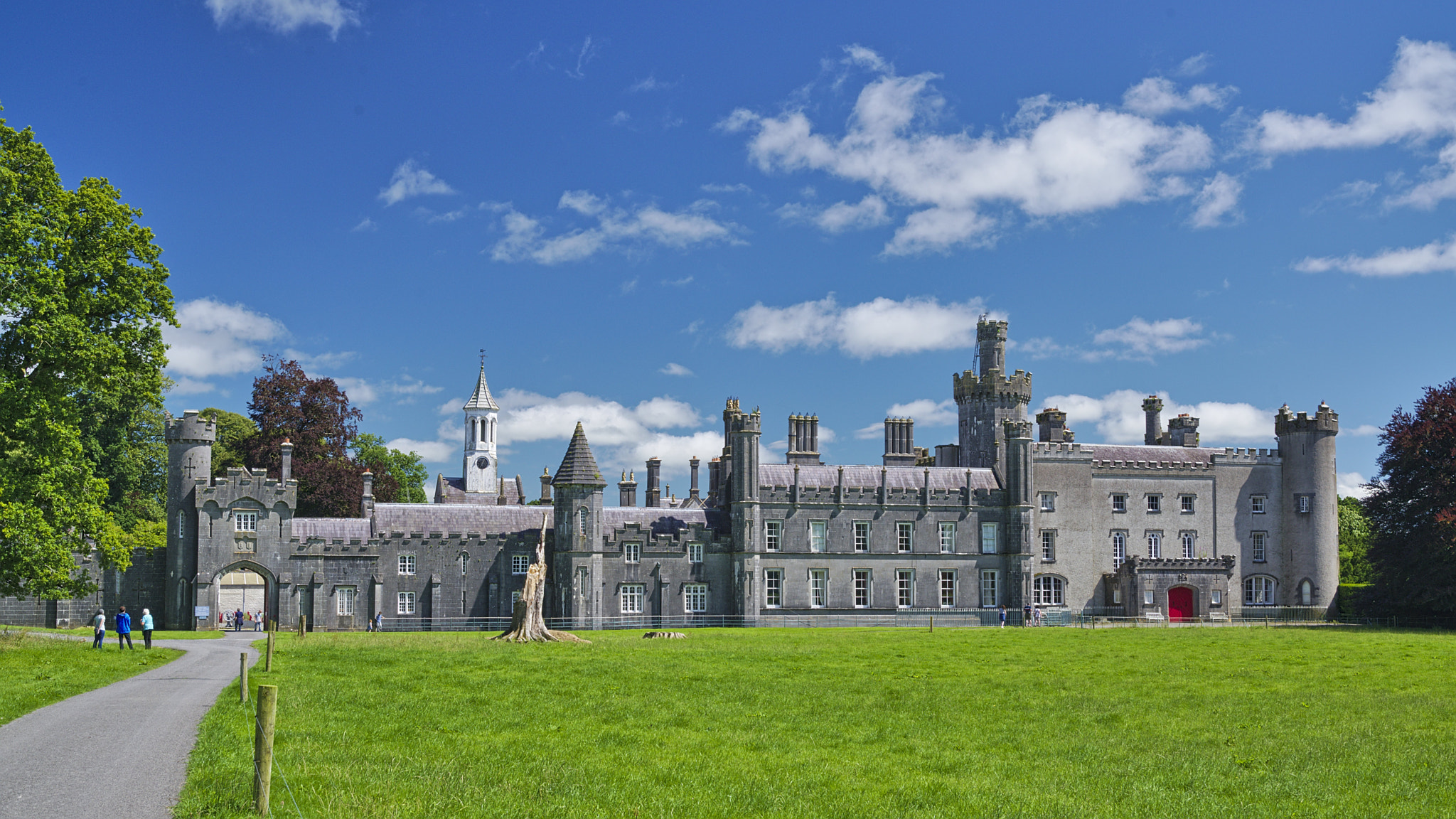
Tullynally Castle

- Belvedere House, intaktes Landhaus
- Castlelost Castle, Ruine
- Clonyn Castle (auch Neues Delvin Castle), Delvin; schlossähnliches Landhaus mit vier Ecktürmen
- Killua Castle
- Knockdrin Castle, intakte Burg
- Mortimer’s Castle
- Moydrum Castle, Ruinen
- Nugent Castle (auch Delvin Castle), Delvin; Ruine erhalten
- Portlick Castle, wiederaufgebaut
- Rattin Castle
- Tullynally Castle (auch Pakenham Hall), westlich Castlepollard, heute neugotisches Schloss
- Tyrrellspass Castle, intakt

### County Wexford
- Adamstown Castle
- Baldwinstown Castle, Ruinen
- Ballygullick Castle
- Ballyhack Castle

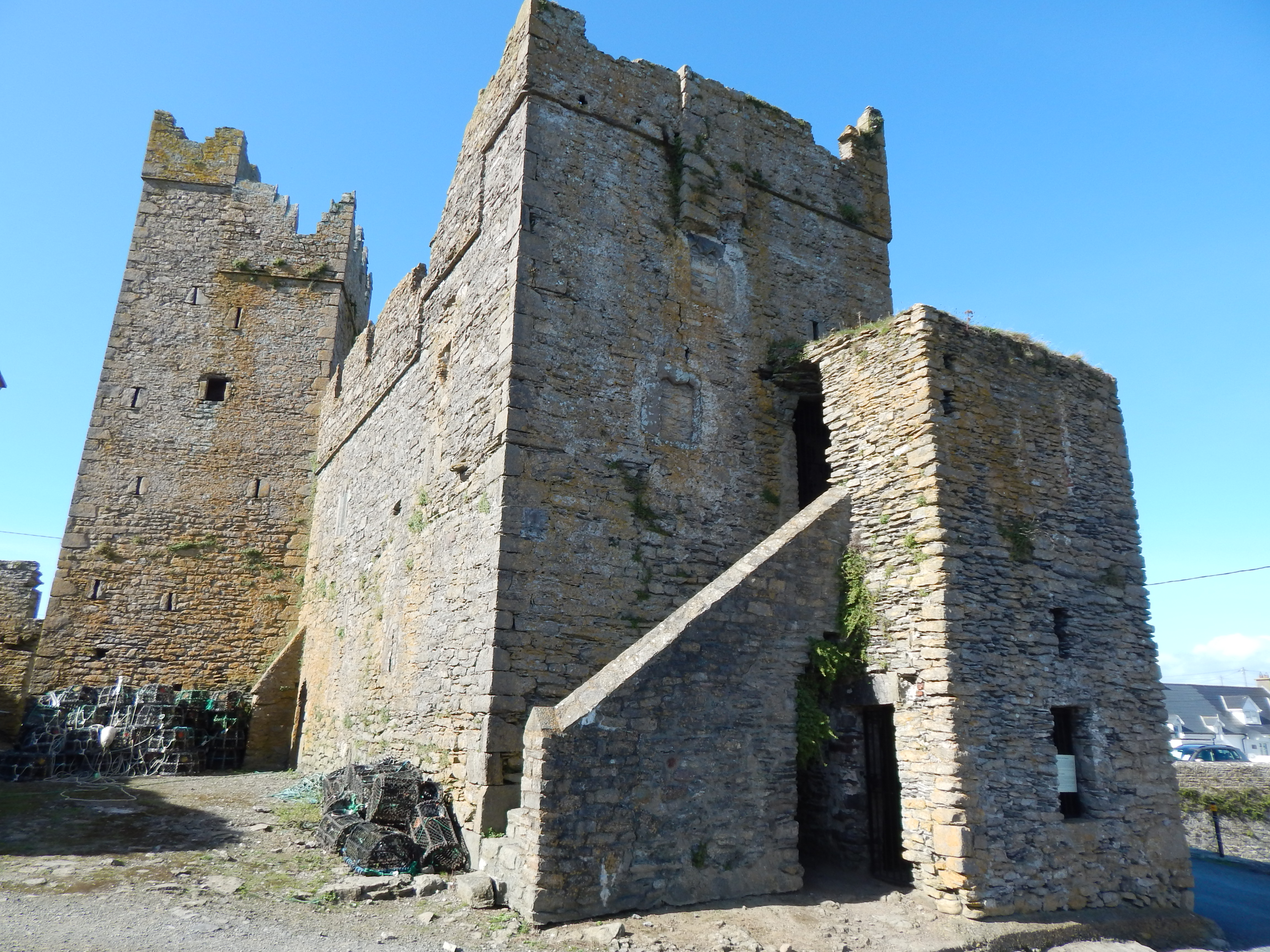
Die Ruinen des Slade Castle

- Ballyhealy Castle, wiederaufgebaute normannische Burg
- Ballyteigue Castle
- Bargy Castle, wiederaufgebaut
- Barntown Castle, mit Rundturm und Ruinen
- Clougheast Castle, wiederaufgebaut
- Coolhull Castle
- Dunbrody Castle
- Duncannon Fort
- Dungulph Castle, intakt
- Enniscorthy Castle, wiederaufgebaut
- Ferns Castle, wiederaufgebaut
- Ferrycarrig Castle, Ruine
- Fethard Castle
- Johnstown Castle (Schloss), intakt, beherbergt das Irish Agricultural Museum in den Wirtschaftsgebäuden
- Lady's Island Castle, Tower House mit Torhaus, in Our Lady's Island am nördlichen Ufer des gleichnamigen Sees
- Mountgarret Castle (New Ross), Ruine
- Rathlannon Castle, Ruine
- Rathmacknee Castle, Burgruine
- Rathumney Castle, Ruine eines Hallenhauses
- Slade Castle, Ruinen
- Sigginshaggard Castle, Ruine eines Tower Houses, östlich Taghmon
- Taghmon Castle
- Tellarought Castle
- Walshestown Castle

### County Wicklow

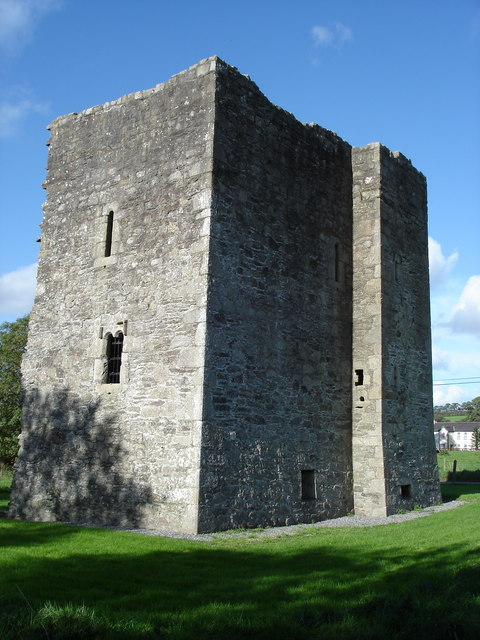
Der Threecastles Wohnturm bei Kilbride

- Altidore Castle, südwestlich Greystone
- Black Castle (Tower House Ruine), Wicklow, östliche Landzunge
- Burgage Castle, Ruine eines Tower Houses
- Carnew Castle, Carnew.
- Castle Howard Wicklow, intakt
- Castleruddery Motte
- Corballis Castle, Rathdrum
- Crossoona Rath
- Dunganstown Castle, Dunganstown
- Fassaroe Castle, Bray
- Glenart Castle, Arklow, intakte Burg, heute als Hotel genutzt
- Humewood Castle, Landhaus und ehem. Hotel, bei Kiltegan
- Kiltegan Castle, Kiltegan, intakte Burg
- Kiltimon Castle, Newcastle
- Kindlestown Castle, Greystones, Ruine
- Lemonstown Motte
- Oldcourt Castle, Bray
- Ormonde Castle, Arklow, Ruinen
- Rathgall Hillfort
- Russborough House, Herrenhaus
- Threecastles Castle, Manor Kilbride, Blessington